# Operation Overlord
1944: Overlord · Dragoon · Mons · Market Garden · Scheldemündung · Aachen · Hürtgenwald · Queen · Elsass-Lothringen · Ardennen
1945: Nordwind · Bodenplatte · Blackcock · Colmar · Veritable · Grenade · Blockbuster · Lumberjack · Undertone · Plunder · Flashpoint · Aschaffenburg · Würzburg · Ruhrkessel · Friesoythe · Nürnberg
Luftkrieg · Seekrieg
Neptune · Caen · Carentan · Cherbourg · Saint-Lô · Cobra · Bretagne · Lüttich · Falaise · Paris
Die Alliierte Invasion in der Normandie oder Operation Overlord (englisch für Oberherr, Lehnsherr) als Deckname für die in Nordfrankreich am 6. Juni 1944 begonnene Landung der Westalliierten der Anti-Hitler-Koalition im Zweiten Weltkrieg führte im Westen Europas zur Errichtung der zweiten Front gegen das Deutsche Reich. Die Landung vorwiegend mit Hilfe von Schiffen und massiver Luftunterstützung erfolgte im Wesentlichen an der französischen Küste des Ärmelkanals östlich von Cherbourg in der Normandie. Der erste Tag wird auch D-Day (evtl. nach dem Wort Débarquement) oder der längste Tag genannt. Die erfolgreiche Landung brachte der Sowjetunion die seit längerem gewünschte Entlastung der Roten Armee beim Kampf gegen die Wehrmacht.
Die deutsche Führung hatte an der Atlantikküste ein System von Verteidigungsanlagen, den sogenannten Atlantikwall, errichtet und rechnete – auch wegen der alliierten Täuschungsoperation Fortitude – mit einer alliierten Invasion weiter östlich am Pas-de-Calais, da dort der Seeweg über den Kanal wesentlich kürzer ist.
„Unter Einsatz von 6400 Schiffen […] landeten bis 12. Juni 326.000 Mann, 104.000 Tonnen Material und 54.000 Fahrzeuge zw. Ornemündung bei Caen und Cherbourg (bis 30. Juni 850.000 Mann).“
Nach der Sicherung eines Brückenkopfs war der erste Teil der Invasionspläne (Operation Neptune) mit dem Durchbruch bei Avranches Ende Juli 1944 gelungen. Am 25. August 1944 wurde Paris befreit.
An den Kämpfen nahmen Truppen aus den Vereinigten Staaten, Großbritannien, Kanada, Polen, Frankreich, Neuseeland, Norwegen und weiteren Staaten teil.
Für das Unternehmen wurde die größte Landungsflotte des Krieges zusammengezogen und eine große Anzahl von Flugzeugen bereitgestellt (siehe auch Seekrieg während der Operation Overlord und Luftkrieg während der Operation Overlord).
Zum Gedenken an die Gefallenen und die Ereignisse errichteten ehemalige Kriegsteilnehmer nach dem Krieg mehrere Friedhöfe, Gedenkstätten und Museen im ehemaligen Operationsgebiet. Operation Overlord nimmt insbesondere in der amerikanischen und britischen Erinnerungskultur an den Zweiten Weltkrieg eine zentrale Rolle ein und ist Gegenstand zahlreicher Sachbücher, Romane und Spiele sowie von Dokumentar- und Spielfilmen.

## Kurzchronik
Nach den ersten Landungstagen bauten die Alliierten ihren Brückenkopf weiter aus.
- Im Westen des Invasionsgebietes behinderte sie dabei das nur schwer zu durchdringende Bocage-Gelände. Vorrangiges Ziel war der Hafen von Cherbourg. Er wurde am 26. Juni eingenommen; bereits nach 15 Tagen Räumarbeiten begann seine Nutzung für die Invasion.
- Im Osten waren die deutschen Elite-Panzerverbände konzentriert (Schlacht um Caen), da ein dortiger Durchbruch direkt nach Paris führen konnte.
- Die Deutschen hielten Brest und seinen Hafen bis Ende September.

Nach wochenlangen Kämpfen gelang es in der Operation Cobra (25. Juli bis 4. August) nach einem Großangriff von US-Truppen, die deutschen Stellungen im Westen des Invasionsbereiches nahe der Atlantikküste zu durchbrechen.
Die Amerikaner rückten danach sofort in verschiedene Richtungen vor: weiter nach Westen in die Bretagne, teils in den Süden zur Loire, mit dem Gros nach Osten (nach Paris) und mit einigen Divisionen den Kanadiern, Polen und Briten entgegen, um die verteidigende 7. Armee der Wehrmacht im Kessel von Falaise einzuschließen. Am 25. August wurde Paris befreit und blieb von Kriegszerstörungen bewahrt (Dietrich von Choltitz).
Der von Hitler kurzfristig von der im Sommer ebenfalls angegriffenen Ostfront in den Westen abkommandierte Marschall Walter Model organisierte sofort und ohne Nachfragen den Rückzug der deutschen Truppen aus dem größten Teil Frankreichs.
Am 15. August 1944 landeten zwei westalliierte Armeen im Rhonedelta. Die deutschen Truppen zogen sich sehr schnell zurück.
Am 11. September trafen in Saulieu, westlich von Dijon, nordwärts ziehende Truppen der französischen 1. Infanterie-Division auf Aufklärungseinheiten der 6. US-Panzerdivision aus General Pattons 3. US-Armee – 77 Tage früher als geplant.
Ab Herbst 1944 bildeten sich vor der deutschen Westgrenze wieder stabilere Fronten.
Wesentlich für den Sieg war die Sicherung des Nachschubs der alliierten Truppen durch die zwei schwimmenden Mulberry-Häfen an der Küste, durch unter dem Ärmelkanal verlegte Pipelines für Treibstoff und die Lkw-Kolonnen des Red Ball Express bis an die immer weiter vorrückende Front.

## Vorgeschichte und alliierte Planung
Die Rettung des größten Teiles seines Expeditionsheeres aus Frankreich während der Schlacht von Dünkirchen Anfang Juni 1940 versetzte England moralisch und auch personell in die Lage, die Schlacht um die Insel gegen die deutsche Luftwaffe zu bestehen und damit auch Hitlers Invasionsdrohung abzuwenden.
Unmittelbar nach dem Waffenstillstand zwischen Deutschland und Frankreich am 22. Juni 1940 – in der folgenden Nacht – „unternahmen britische Kommandos bei Boulogne einen Erkundungsvorstoß an die französische Küste“. Es gab ein kurzes Gefecht, aber keine weiteren Ergebnisse. Ein symbolischer Neuanfang war gemacht. Schon im Juli 1940 „bildete Churchill ein Kommando für amphibische Unternehmen“; am 5. Oktober 1940 beauftragte er den Planungsstab, „die Möglichkeiten offensiver Operationen in Europa, darunter die Bildung eines Brückenkopfes auf der Halbinsel Cherbourg, zu untersuchen“.
Mitte September 1940 hatte die Royal Air Force die Luftüberlegenheit errungen und schon Teile der deutschen Transportflotte zerschlagen, so dass Hitler sich für einen „Aufschub der ‚Operation Seelöwe‘ für unbestimmte Zeit“ entschied.

### Ereignisse in der Zeit 1940–1941
Gegen Ende des Jahres 1940 unternahm Hitler eine Initiative, um den Krieg gegen England offensiv fortsetzen zu können, und schlug der Sowjetunion einen „Viermächtepakt“ (noch mit Italien und Japan) zur „Verteilung des britischen Empire“ und der „Abgrenzung ihrer Interessensphären im weltweiten Rahmen“ vor. Die Besprechung dazu fand am 12. und 13. November 1940 in Berlin zwischen Ribbentrop und Molotow und zeitweilig auch mit Hitler statt. Während die Deutschen nicht mit offenen Karten spielten (es ging darum, „Russland aus der Balkansphäre wegzuziehen und nach Osten hin zu orientieren“ – Hitler an Mussolini am 20. November 1940), hatte Molotow die sowjetischen Interessen klar definiert – Schwarzes Meer und Ostsee sowie der Balkan – und konkret nach den deutschen Absichten gefragt und nach Garantien für die Sowjetunion verlangt. Hitler hielt sich daraufhin bedeckt, und als zwei Wochen nach der Konferenz Stalin die genannte Festlegung der russischen Interessen bekräftigte, wurde „Hitlers Antwort […] nicht nach Moskau gesandt, sondern ging am 18. Dezember [1940] als Weisung an seine Oberbefehlshaber: „Die deutsche Wehrmacht muß darauf vorbereitet sein, auch vor Beendung des Krieges gegen England Sowjetrußland in einem schnellen Feldzug niederzuwerfen“ (Fall Barbarossa).“ Noch sah es für Hitler so aus, als könne er die Briten durch eine Eroberung des Mittelmeerraumes in eine strategische Defensive bringen, doch erhielt dieser Plan durch die Bündnisabsage Francos am 26. Februar 1941 einen entscheidenden Dämpfer.
Am 8. Februar 1941 stimmte nach dem Senat auch das Repräsentantenhaus US-Präsident Roosevelts Leih- und Pachtgesetz zur Unterstützung Großbritanniens zu. Damit war auch für Hitler klar, dass er die Sowjetunion möglichst schnell niederwerfen musste, wenn er einen Zweifrontenkrieg vermeiden wollte.
Nach dem Beginn des deutschen Angriffs auf die Sowjetunion am 22. Juni 1941 äußerte Churchill am selben Tag: „Wir haben nur ein Ziel, eine einzige unwiderrufliche Aufgabe. Wir sind entschlossen, Hitler und jede Spur des Naziregimes zu vernichten. Davon wird uns nichts abbringen – nichts.“ Bald darauf bekräftigte Roosevelt diese Äußerung.
Am 3. Oktober 1941 hatte Hitler bereits seinen Sieg im Osten verkündet und schon Ende September 1941 befohlen, die notwendige Umrüstung zum Aufbau der zum unmittelbaren Angriff auf die britischen Inseln nötigen Luft- und Seemacht einzuleiten. Als die Rote Armee am 5. Dezember 1941 vor Moskau zur Gegenoffensive überging, zerstob die Illusion vom schnellen Feldzugsende.

### Tauziehen um die zweite Front
Noch im Juni 1941, als „sich Russland von einem unfreundlichen neutralen in einen hilfsbedürftigen Verbündeten verwandelte, sandte Stalin an Churchill das erste einer Reihe von Schreiben, die auf sofortige Bildung einer zweiten Front in Frankreich drängten“. Als Stalins Schreiben vom 4. September 1941 zu einer vorwurfsvollen Forderung wurde, kam es zu einer scharfen Kontroverse mit Churchill. Gleichwohl wies Churchill den Planungsstab umgehend an, die Planungen für Operationen auf dem Festland abzuschließen, was im Dezember 1941 als Entwurf mit Bezug auf den Sommer 1943 auch geschah.
Zwei Wochen nach dem Angriff auf Pearl Harbor, den US-Flottenstützpunkt auf Hawaii, am 7. Dezember 1941 und dem damit verbundenen Kriegseintritt der USA kamen Churchill und Roosevelt sowie ihre Führungsstäbe zur Arcadia-Konferenz in Washington D.C. zusammen (22. Dezember 1941 bis zum 14. Januar 1942). „Sie beschlossen, die gesamten militärischen und wirtschaftlichen Mittel der beiden Nationen unter der Leitung eines gemeinsamen Kommandos, des ‚Kombinierten Komitees der Stabschefs‘, zusammenzulegen.“ Befürchtungen der Briten, die Amerikaner würden nach Pearl Harbor ihre Ziele ändern, zerstreute General George C. Marshall, der Vorsitzende des Komitees: „Trotz dem Eintritt Japans in den Krieg ist es nach wie vor unsere Ansicht, daß Deutschland der Hauptfeind und seine Niederlage der Schlüssel zum Sieg ist. Ist erst Deutschland geschlagen, dann müssen der Zusammenbruch Italiens und die Niederlage Japans folgen.“
Am 9. März 1942 ergriff Roosevelt wieder die Initiative und am 8. April trafen Marshall und Harry Hopkins, der persönliche Berater des Präsidenten, in London ein. Den Vorbereitungen zur Operation Roundup, die eine Landung in Nordfrankreich 1943 vorsah, folgte nun mit Beschluss vom 14. April 1942 die Planung der Operation Sledgehammer als „Notmaßnahme“ (Churchill) für den Fall, „eine Landung in Frankreich 1942 zu versuchen, wenn ein verzweifeltes Unternehmen notwendig werden sollte, um die Sowjetunion vor dem Zusammenbruch zu bewahren“.
Zur „Ausnutzung der Zeitspanne“ nahm Roosevelt Churchills Vorschlag an, die dann Operation Torch genannte anglo-amerikanische Landung in Tunesien auszuführen.
Die „Verzweiflung“ rührte auch daher, dass neben dem Vordringen Japans und der unklaren Lage in Afrika sich vor allem der Seekrieg für die Westalliierten katastrophal zu entwickeln begann.
Im Mai 1942 traf Molotow in London ein, „um über ein englisch-russisches Bündnis zu verhandeln und unsere Ansichten über die Eröffnung einer Zweiten Front kennenzulernen“. Nachdem Molotow zwischenzeitlich auch in Washington war, wurde am 11. Juni 1942 in London ein Kommuniqué veröffentlicht, das den Satz enthielt: „Im Verlauf der Verhandlungen wurde über die dringende Aufgabe, im Jahre 1942 eine Zweite Front in Europa zu errichten, volle Verständigung erzielt.“
Churchill schreibt weiter: „Mir aber schien es vor allem wichtig, daß dieser Versuch zur Irreführung des Gegners nicht auch unseren Bundesgenossen irreführte. Ich händigte deshalb Molotow […] ein aide-mémoire aus, in dem ich klarstellte, daß wir zwar unser Bestes versuchten, Pläne zu machen, uns aber nicht zu einer Aktion verpflichteten und kein Versprechen geben könnten.“
Den Sommer 1942 über wurde an „Sledgehammer“ gearbeitet, doch führte dies lediglich zur Erkenntnis der Aussichtslosigkeit des Unternehmens. Die Akte wurde geschlossen: „Alle waren wir für die große Kanalüberquerung im Jahr 1943. Doch unausweichlich erhob sich die Frage: Was tun wir in der Zwischenzeit? […] Präsident Roosevelt war entschlossen, daß so viele Amerikaner wie nur möglich, den Deutschen schon im Jahr 1942 gegenüber treten sollten. Wo nun ließ sich das erreichen ? […] in Französisch-Nordafrika.“

### Landung in Dieppe

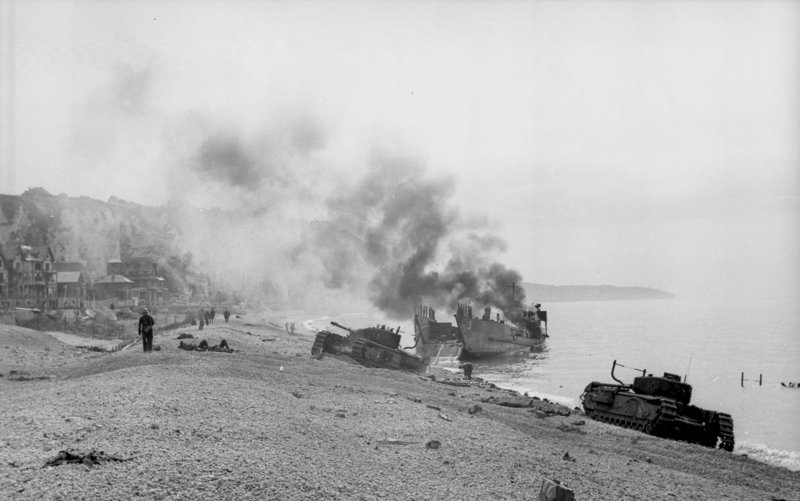
Brennendes britisches Landungsboot am Strand von Dieppe

Die Alliierten planten außerdem, einen Angriff auf die französische Stadt Dieppe durchzuführen, der hauptsächlich das Ziel hatte, zu erkunden, ob es möglich wäre, einen Hafen auf dem besetzten Festland über einen kurzen Zeitraum zu halten. Des Weiteren sollten nachrichtendienstliche Informationen gesammelt und das Verhalten der deutschen Besatzer analysiert werden. Diese Operation Jubilee ging maßgeblich von Admiral Lord Louis Mountbatten, Chef der Combined Operations, aus und fand am 19. August 1942 statt. Für den Angriff wurden überwiegend kanadische Soldaten ausgewählt, die nach längerer Zeit wieder einen Kampfeinsatz bestreiten sollten.
In Großbritannien verfestigte sich die Erkenntnis, dass die von Josef Stalin geforderte zweite Front in Westeuropa 1942 noch nicht aufgebaut werden könne. Des Weiteren lieferte der Dieppe-Angriff wichtige Erkenntnisse für die spätere Operation Overlord. Inwieweit der Scheinangriff dazu dienen sollte, Stalin davon zu überzeugen, dass die von ihm geforderte Invasion 1942 noch nicht möglich sei, ist bei Historikern umstritten.
Die NS-Propaganda versuchte, den fehlgeschlagenen alliierten Vorstoß als gescheiterten Versuch einer groß angelegten Invasion hochzuspielen. Die Verluste der Alliierten beliefen sich auf insgesamt 4304 Gefallene, Verwundete und Gefangene, darunter 907 tote Kanadier. Von den 4963 Kanadiern kehrten 2210 nach dem Einsatz zurück, viele davon verwundet. Insgesamt kamen ungefähr 2000 alliierte Soldaten in deutsche Kriegsgefangenschaft. 119 alliierte Flugzeuge gingen verloren (davon mit 106 Maschinen der höchste Tagesverlust in der Geschichte der RAF). Die Wehrmacht hatte demgegenüber Verluste in Höhe von etwa 591 Mann erlitten (mindestens 311 Gefallene und 280 Verwundete), außerdem 48 Flugzeuge.

### Die Planung für 1944
Auf der Casablanca-Konferenz im Januar 1943, nach der unterdessen erfolgreich durchgeführten ersten Invasion an der nordafrikanischen Küste, der Operation Torch, kamen die Combined Chiefs of Staff zum Schluss, dass die Vorbereitungen zur Operation Roundup nicht vor Mitte August beendet sein würden. Damit wäre ein Start der Invasion nicht vor dem Spätherbst 1943 möglich, was hieße, dass Roundup nicht die sowjetische Sommeroffensive unterstützen könnte. Die Landung an der italienischen Küste auf Sizilien sollte vorgezogen werden, und die Invasion Westeuropas wurde auf 1944 verschoben, wobei sich die Briten noch die Option für einen kleinen Brückenkopf ab Ende 1943 vorbehielten. Darüber hinaus wurden die Vernichtung der deutschen Luftwaffe durch Luftangriffe noch 1943 und darauf folgende Angriffe auf Versorgungseinrichtungen beschlossen, die die große Landung 1944 vorbereiten sollten.
Auf der amerikanisch-britischen Trident-Konferenz im Mai in Washington legten Churchill und Roosevelt sich auf den Mai 1944 als Invasionstermin fest. Stalin wurde nach dieser Konferenz davon informiert, dass es 1943 keine Invasion mehr geben werde. Auf der Quadrant-Konferenz im August in Quebec wurden erste detaillierte Pläne für die Operation Overlord vorgelegt.

#### Erste Pläne als Operation Skyscraper

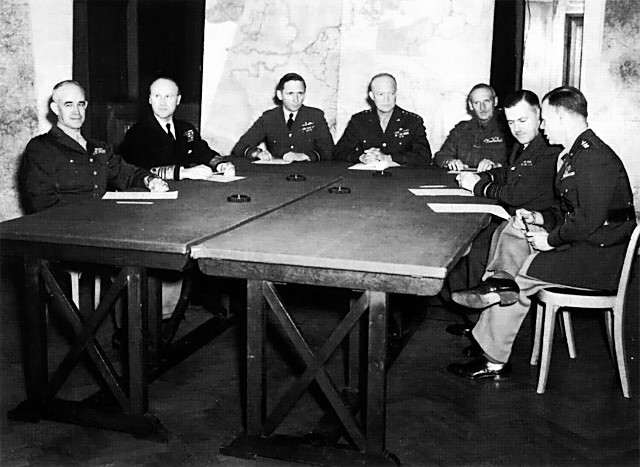
SHAEF-Planungskommission (v. l. n. r.): General Omar Bradley, Admiral Bertram Ramsay, Air Chief Marshall Arthur Tedder, General Dwight D. Eisenhower, General Bernard Montgomery, Air Chief Marshall Trafford Leigh-Mallory und General Walter Bedell Smith

Der Roundup-Plan wurde ab März 1943 vom britischen Lieutenant General Frederick E. Morgan, dem späteren COSSAC, deutlich erweitert. Eine erste Version, genannt Operation Skyscraper, sah eine Landung an den Stränden bei Caen und den östlichen Cotentin-Stränden vor, wobei vier Divisionen die erste Welle bilden und weitere sechs dieser direkt folgen sollten. Zusätzlich waren elf Sonderkommandos für spezielle Einsätze geplant und ebenso vier Luftlandedivisionen zum Angriff auf den deutschen Nachschub. Nach dem ersten Brückenkopf, der auch Cherbourg mit einschloss, war die Eroberung weiterer Häfen zur Sicherung des eigenen Nachschubs angedacht. Der Vorstoß sollte in Richtung der Häfen an der Seine-Mündung verlaufen, mit einer notwendigen weiteren Landung bei Le Havre. Im weiteren Verlauf sollte Antwerpen fallen, um die alliierten Truppen zwischen dem Pas-de-Calais und der Ruhr aufzustellen. Die Planung von Skyscraper war von der Aufdeckung der Hauptprobleme für eine Kanalüberquerung geprägt, die im Wesentlichen in der Bereitstellung einer genügenden Anzahl von Landungsschiffen lagen. Als absolutes Minimum wurde eine zu befördernde Anzahl von zehn Divisionen angesehen, die gerade ausreichen würden, die aktuellen Feindeinheiten im Westen zu bekämpfen. Sollte es den Alliierten nicht gelingen, zusätzliche deutsche Truppenverlegungen nach Frankreich zu verhindern, musste die Invasionsflotte zum Transport weiterer Divisionen aufgestockt werden. Zwei zusätzliche Divisionen mussten zur Küstenverteidigung bereitstehen.
Die Operation Skyscraper stellte hohe Anforderungen, nicht zuletzt um die Abhängigkeiten von Truppenstärken, Materialverfügbarkeit, Zeitabläufen und Kosten zu entwirren, die wesentlich zum Stillstand der Roundup-Planungen beitrugen. Die Planer drängten aber auch auf eine schnelle Entscheidung, um ihre Forderungen nicht gegen eine aufkommende gegnerische Aufrüstung durchsetzen zu müssen. Je länger sich die Planungsphase hinzog, desto mehr stellte sich heraus, dass die Alliierten für eine Invasion noch nicht bereit waren. Schließlich waren die Ziele für die Operation Skyscraper doch zu hoch gesteckt. Die britischen Planer zogen sich aus dem Stab zurück, da ihnen der Gedanke an „entschiedenen Widerstand“ nicht ausreichend erschien, um die Anzahl der Angriffsdivisionen zu bestimmen. So kam es zu einem Bruch in der Invasionsplanung.

#### Operation Overlord
Da einige der Planer zum COSSAC-Stab wechselten, gingen viele der Skyscraper-Ideen nicht verloren und wurden in die Operation Overlord übernommen. General Morgan sah aber auch, dass ein Neubeginn mit einem neuen Ansatz unumgänglich war. Zwar waren sehr viele verwertbare Daten gesammelt worden, aber ein konsistenter, praxistauglicher Plan fehlte noch. Morgan wies seinen Planungsstab an, die vorhandenen Pläne weitestgehend zu berücksichtigen, um Zeit zu sparen, aber die Planungsarbeiten als etwas völlig Neues zu betrachten.

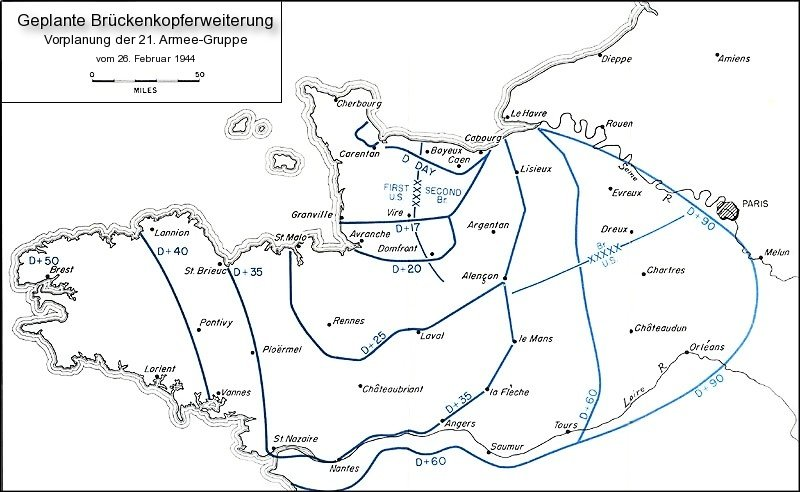
Die geplante Erweiterung des Brückenkopfes – Unterlagen der 21st Army Group vom Februar 1944

Die dann vorgelegte Gesamtkonzeption bestand hauptsächlich aus einer groß angelegten Landoffensive, deren Höhepunkt aus der Invasion und Besetzung Deutschlands mit etwa 100 Divisionen bestand. Das Eröffnungsszenario sollte eine kanadische Armee im Südwesten bestreiten, während die Hauptstreitmacht in den USA bereitstand, um den Atlantik zu überqueren. In Anbetracht der notwendigen Luftunterstützung sollte der Angriff über die linke Flanke erfolgen, gegenüber den britischen Einheiten. Weitere amerikanische Kräfte sollten den Brückenkopf erweitern und die Häfen erobern, über die die Haupteinheiten aus den USA an Land gehen sollten. Um einer Verwirrung der administrativen Zuständigkeiten vorzubeugen, war es besser, den kanadischen Brückenkopf als linke Flankendeckung der Amerikaner zu bezeichnen. Jedenfalls bedeutete die Öffnung der Atlantikhäfen eine Verlegung des Invasionsortes von Osten weiter nach Westen. So war Morgan schnell klar, dass die Landungen nur in Frankreich stattfinden konnten. Die Häfen in Belgien und den Niederlanden zu erobern, hätte bedeutet, dass die Landungstruppen auch direkt den Kampf um Deutschland hätten aufnehmen müssen.
Unter der Annahme, dass die Deutschen die bestmögliche Abwehr an der Küste etablieren würden, und in Anbetracht der den Alliierten zur Verfügung stehenden Ressourcen schätzte Commodore John Hughes-Hallett, der britische Marine-Chefplaner im Mai, dass die Landungstruppen aus vier Divisionen mit zusätzlich 16.000 Soldaten in gepanzerten Landungsschiffen und etwa 12.000 Fahrzeugen in LSTs und ähnlichen Schiffen bestehen müssten. Eine weitere Division müsste innerhalb von 24 Stunden an Land gehen.
Doch das Hauptproblem, die Verfügbarkeit von Landungsschiffen aller Art, war immer noch nicht gelöst. Die Briten versuchten, den Amerikanern eine Versicherung abzuringen, dass die Schiffe rechtzeitig zur Verfügung stünden. Durch die damalige aktuelle Lage im Pazifikkrieg ließen sich die Amerikaner aber vorerst nicht zu einer derartigen Zusicherung überreden, obwohl die Massenproduktion von amphibischen Einheiten aufgrund des Marshall-Memorandums seit 1942 auf Hochtouren lief. Die Verantwortung dafür trug die US-Marine, die zwar in ihren Werften alle Arten von Schiffen vom Kanonenboot bis zum Flugzeugträger baute, aber keinerlei Erfahrungswerte mit Landungsbooten hatte. Zudem waren die Werften auch noch mit älteren Aufträgen stark belastet. Aus diesem Grund gaben sie die Aufträge an kleinere Werften in das amerikanische Inland ab. Es wurde aber schwierig, die Mannschaften zu finden und zu trainieren, die die Boote zur atlantischen Küste fuhren. Diese Aufgabe übernahm schließlich die amerikanische Küstenwache mit technisch schlecht ausgebildetem Personal. Beispielsweise konnte ein schwerer Unfall, den ein junger Kommandant einer Inlandfähre fast auslöste, nur knapp verhindert werden. Er steuerte nachts ein Landungsboot den Niagara-Fluss hinunter und verpasste die Abzweigung in den Eriekanal, so dass er direkt auf die Niagarafälle zulief. Alle Warnzeichen vom Ufer missachtend, lief sein Boot aber einige hundert Meter vor dem Wasserfall auf Grund. Als er später befragt wurde, sagte er aus, dass er die Lichtzeichen wohl gesehen habe, deren Bedeutung allerdings nicht kannte. Diese Unerfahrenheit verzögerte zwar das Programm, konnte es aber nicht ernsthaft gefährden. Im Februar 1943 endete das Programm vorerst wie vorgesehen mit einer Rekordzahl von 106.146 Verdrängungstonnen gebauter Schiffe. Das Programm wurde danach zwar fortgesetzt, aber die Produktionszahlen wurden heruntergefahren, und im Mai 1943 wurden nur noch 60.000 t im Monat produziert.
Die Briten drängten die USA zu einer Erhöhung der Produktion, um zum vorgesehenen Zeitpunkt im Frühjahr 1944 über die geplante Landeflotte zu verfügen. Da die britischen Produktionsstätten selbst voll ausgelastet waren, mussten die Boote aus den USA kommen. Im Gegenzug argumentierten die Amerikaner mit der Verzögerung ihrer anderen Schiffsbauprogramme durch den hohen Ausstoß an Landungsschiffen seit 1942. Sie waren für die folgenden sechs Monate nicht gewillt, weitere Auftragsverschleppungen hinzunehmen.

#### Konferenz von Teheran

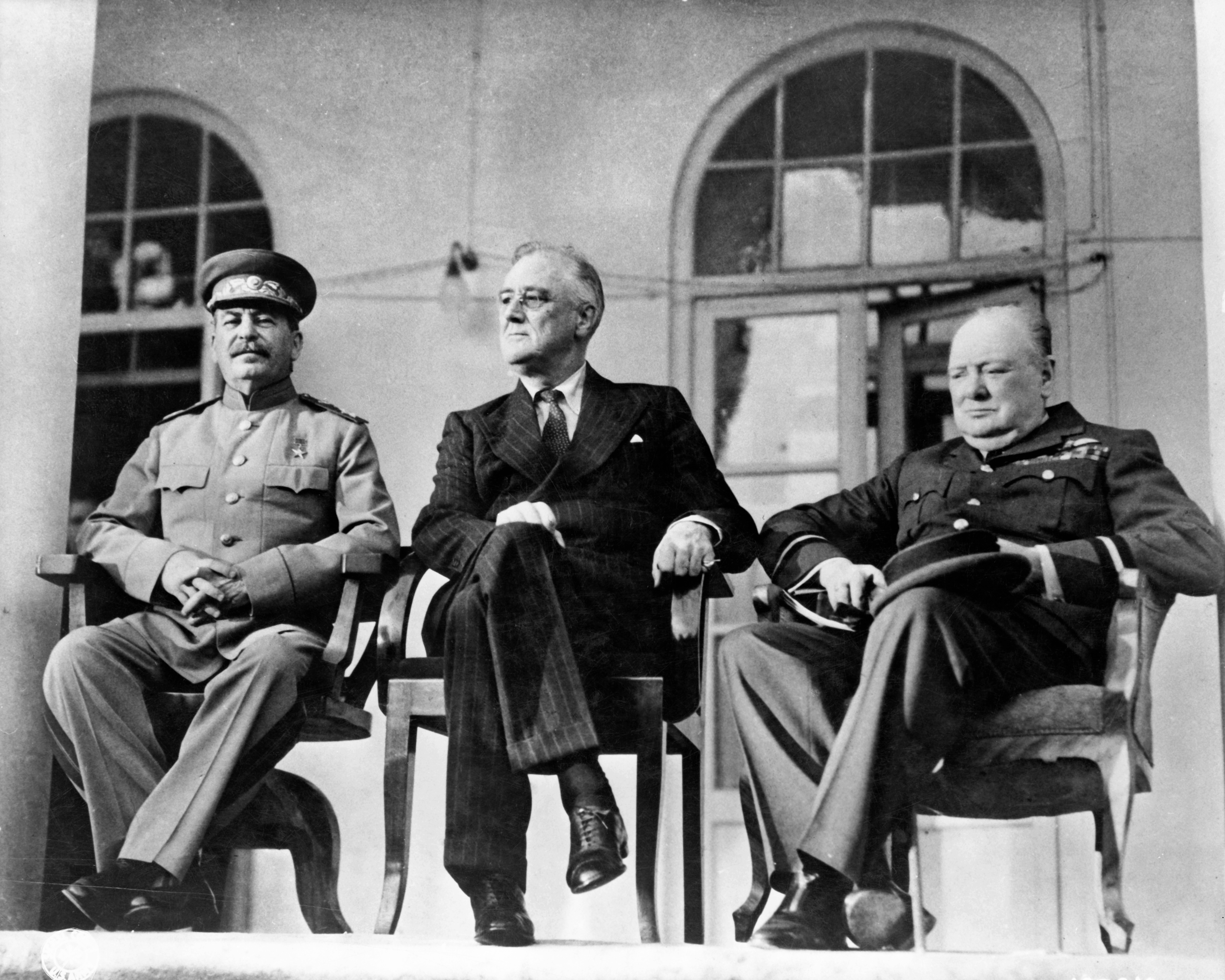
Von links nach rechts: Josef Stalin, Franklin D. Roosevelt und Winston Churchill in Teheran

Auf der Konferenz von Teheran im November 1943, einer Konferenz der Anti-Hitler-Koalition, an der erstmals Josef Stalin teilnahm, hatten US-Präsident Franklin D. Roosevelt und der britische Premier Winston Churchill die Operation Overlord zur Landung in Nordfrankreich für Mai 1944 angekündigt.
Für eine zweite in Südfrankreich stattfindende Landung war die Operation Dragoon im Gespräch.
Diese zweite Landung wollte Churchill verschieben und erst auch Norditalien erobern und dann auf dem Balkan landen, um dort ein Gegengewicht zum sowjetischen Vormarsch zu bilden. Er konnte sich damit nicht durchsetzen. Während die Briten und Amerikaner zwei getrennte Aktionen vorschlugen, wollte Stalin diese als gleichzeitig vorgetragenen Zangenangriff aus dem Süden und Norden Frankreichs auf die deutschen Besetzer sehen. Damit gerieten die Westalliierten unter Zugzwang und begannen, die Operation Overlord wie auch die Operation Dragoon nun endgültig in allen Einzelheiten auszuarbeiten. Schon Anfang 1944 begannen sie in Großbritannien mit den ersten Übungen für die Landung, die allerdings noch nicht den Ausarbeitungen für die Operation Neptune, dem Angriffsplan für die Normandieküste folgen konnten, da dieser zu der Zeit erst in seinen Grundzügen existierte.
Dazu wurde eine gemeinsame Kommandostelle in Betracht gezogen, die die Koordination zur Vorbereitung und Durchführung der Aktion übernehmen musste. Diese wurde mit der Gründung des Supreme Headquarters Allied Expeditionary Force (SHAEF) Mitte Februar 1944 etabliert. SHAEF beinhaltete neben dem Führungsstab und operativen Abteilungen auch eine Aufklärungsabteilung, die für das Ausspähen der deutschen Stellungen für die geplante Landung äußerst wichtig war.
Der Stab des SHAEF nahm den Grundriss des von Frederick E. Morgan entwickelten Plans und formte ihn in die Endversion, der Operation Overlord, die am 6. Juni 1944 von General Dwight D. Eisenhower und dem Landstreitkräftekommandanten für den Anfangsteil der Invasion, General Sir Bernard Montgomery gestartet wurde.
Die Planung umfasste im Wesentlichen folgende Operationen:
- verschiedene Trainingsoperationen für die beteiligten See- und Landtruppen, zur Landung an den Strandabschnitten, darunter die Exercise Tiger
- Operation Fortitude zur Ablenkung und Desinformation des deutschen Geheim- und Aufklärungsdienstes (s. u. Alliierte Täuschungsvorkehrungen („Operation Fortitude“))
- Operation Neptune – Sturmangriff auf die Befestigungen in der Normandie und die Etablierung eines Brückenkopfes inklusive der Errichtung zweier Nachschubhäfen (Mulberry-Hafen)
- Eroberung von Cherbourg mit seinem Tiefwasserhafen
- Erringung der Luftherrschaft über die Normandie und später über das komplette Frankreich
- Eroberung der kompletten französischen Ärmelkanalküste mit ihren Häfen
- Vorrücken der Truppen auf Paris mit dem Ziel, die Stadt zu befreien
- Befreiung ganz Frankreichs
- Planung einer strategischen Bombardierung deutscher Ziele auf deutschem Boden
- Bildung einer alliierten Westfront.

Deutsche Maßnahmen
- Hitlers „Weisung Nr. 51“ (vom 3. November 1943; noch vor der Konferenz von Teheran, die letzte strategische Weisung, die er erteilt) sieht eine Verstärkung der dt. Kräfte im Westen zur Abwehr einer alliierten Invasion vor. („Die Gefahr im Osten ist geblieben, aber eine größere im Westen zeichnet sich ab; die angelsächsische Landung! […] Gelingt dem Feind hier ein Einbruch in unsere Verteidigung in breiter Front, so sind die Folgen unabsehbar.“ [Hitler]).[16]
- Mitte Dezember 1943: Generalfeldmarschall Rommel beginnt mit der Überprüfung der Verteidigungsmaßnahmen in Frankreich, Belgien und den Niederlanden. Zum 1. Januar 1944 übernimmt Rommel als OB der H. Gr. B – unter dem OB West (v. Rundstedt) „die Führung aller dt. Kräfte nördl. der Loire“.
- Mai 1944: Bildung der Armeegruppe G. (Generaloberst Blaskowitz) in Frankreich südlich der Loire unter dem OB West.
- 6. Juni 1944: Beim Frühstück erhält Hitler die Nachricht von der Invasion in Frankreich. Er bemerkt zu Keitel: ‚Die Nachrichten können gar nicht besser sein. So lange sie in England waren, konnten wir sie nicht fassen. Jetzt haben wir sie endlich dort, wo wir sie schlagen können.‘[17]

### Vorbereitung

#### Besondere Ausrüstung der Alliierten

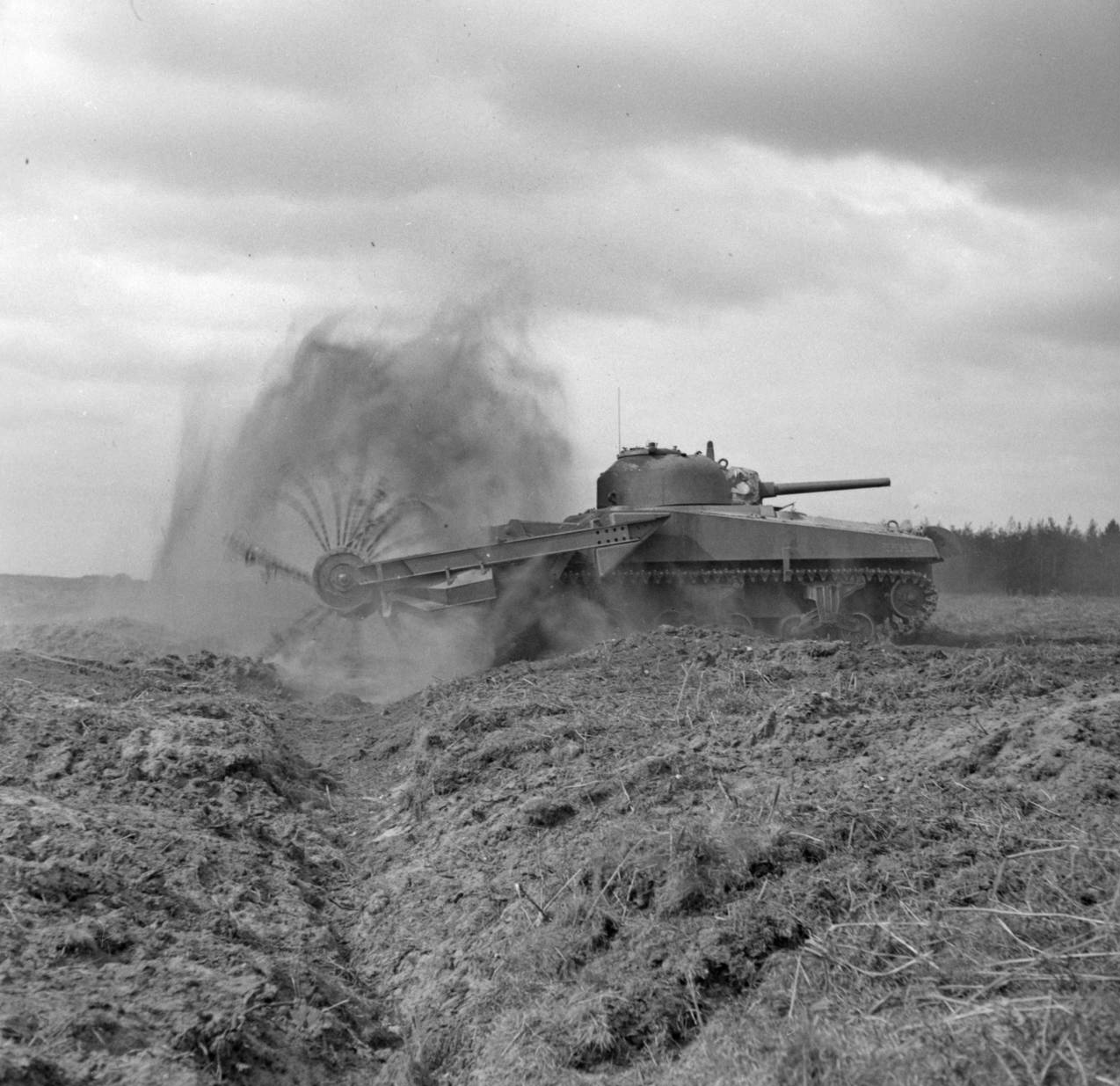
M4-Sherman-Minenräumpanzer mit nach hinten gerichtetem Geschützturm im Einsatz. Die vorn angebrachte Dreschflegeleinrichtung bringt Minen zur Explosion.

Zu Beginn des Jahres 1944 konnten Major-General Percy Hobart, Eisenhower und Montgomery eine Brigade von schwimmfähigen DD tanks, Crab-Minenräumfahrzeugen und AVRE-Panzern, sowie ein Regiment von „Crocodile“ Flammenwerfer-Panzern vorführen, die alle zu den Hobart’s Funnies gehörten. Montgomery war davon überzeugt, dass sie auch den US-Streitkräften zugänglich gemacht werden sollten, und bot ihnen die Hälfte der verfügbaren Fahrzeuge an. Die Amerikaner reagierten verhalten auf diesen Vorschlag. Eisenhower gefielen die Schwimmpanzer, aber er überließ die Entscheidung den anderen Führungskräften, wie etwa General Omar Bradley, der sie wiederum an seine Offiziere verwies. Von den anderen Entwürfen nahmen die Amerikaner nichts an.

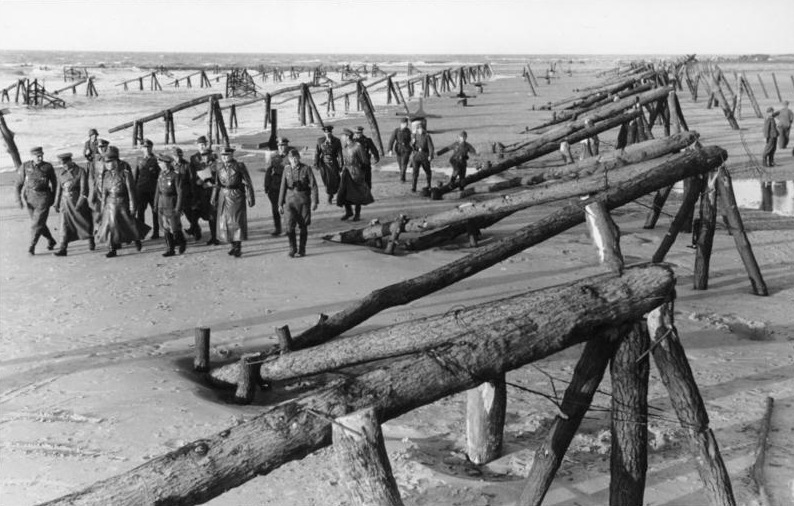
Rommel bei einer Inspektion von Hemmbalken am Atlantikwall, April 1944

In Anbetracht der Notwendigkeit einiger neuer experimenteller Fahrzeuge, die das Vorankommen an den französischen Invasionsstränden unterstützen sollten, war bereits 1943 die Entscheidung von Feldmarschall Alan Brooke gefallen, diese zu entwickeln. Es war nötig, die Hindernisse an den britischen Landungsstränden schnellstmöglich aus dem Weg zu räumen, da das relativ flache Hinterland einen frühen deutschen Gegenangriff ermöglichte. Einige der Ideen waren schon etwas älter, getestet und schon eingesetzt worden, wie beispielsweise die Scorpion-„Dreschflegel“-Panzer, umgebaute Matilda-Panzer, die in Nordafrika den Briten den Weg durch die deutschen Minenfelder geebnet hatten.
Der Invasionsplan sah außerdem die Errichtung von zwei künstlichen Mulberry-Häfen vor, um in den ersten Wochen der Invasion Truppen und Ausrüstung an Land zu bringen. Des Weiteren sollten unter dem Wasser verlaufende Pipelines gelegt werden, um die alliierten Streitkräfte mit Treibstoff zu versorgen (Operation PLUTO).
US-Fallschirmjägern und Rangern wurden Clicker, auch Knackfrosch genannt, mitgegeben. Diese dienten der Verständigung im Nahbereich durch Gabe von Erkennungssignalen untereinander. In der Vorbereitung wurde an alliierte Fallschirmjäger und Kommandos auch weitere Ausrüstung ausgegeben. Diese ging jedoch beim Fallschirmsprung häufig verloren, da sie nicht ausreichend verpackt und befestigt war. In der Folge wurde für Fallschirmsprünge ein Lastensack für größere Infanteriewaffen und Ausrüstung entwickelt und ein persönlicher Fallschirmsprunggepäckbehälter für die Feld- und Biwakausrüstung eines Soldaten.

#### Aufklärungsoperationen
Mittels Luftbildaufnahmen, Zeichnungen der Résistance, der Sammlung privater Urlaubsbilder in Großbritannien und einzelner Kommandooperationen, bei denen ergänzend Sand- und Gesteinsproben genommen wurden, erstellten die Alliierten ein Profil des Landungsbereiches.
Die britische Admiralität wandte sich über die BBC am 19. Mai 1942 an die Bevölkerung mit der Bitte, dass ihr Postkarten und Fotos, die die französische Küste zeigen, zugesandt würden. Innerhalb kurzer Zeit erhielt die Admiralität neun Millionen Fotos und Karten, von denen ca. 500.000 kopiert und von Fachleuten ausgewertet wurden. Auf diese Weise wurde eine Vielzahl von geologischen Details entdeckt, die auf keiner Karte verzeichnet waren.
Im Herbst 1943 stellten die Kartografen der Alliierten dann fest, dass die Karten der Normandie auf Vermessungen der Jahre 1895/96 beruhten und somit nur noch bedingt zu gebrauchen waren. Es wurden daher alle Landungsabschnitte sowohl aus 10.000 Meter Höhe als auch im Tiefflug fotografiert. Zur Ablenkung wurden für jeden Flug über der Normandie zwei im Pas de Calais durchgeführt. Ziel war die Erstellung einer „D-Day Invasion Map“, die allen Einheiten die Orientierung erleichtern sollte. Das Kartenwerk war im Juni 1944 fertig und ging mit einer Gesamtauflage von über 18 Millionen Stück in die Produktion.
In der Nacht vom 3. auf den 4. Juli 1943 landeten zehn Mitglieder der sogenannten „Forfar Force“, einer Sondereinheit aus dem X. „deutschen“ Trupp des 10. interalliierten Commandos und der Special Boat Section (SBS), nahe dem normannischen Seebad Onival bei Le Tréport. Die Landung war der erste von insgesamt sieben Aufklärungsangriffen im Verlauf der Operation Forfar Easy, die zum Ziel hatten, die in Küstennähe stationierten deutschen Verbände zu identifizieren, Umfang und Art der Strandhindernisse festzustellen, deutsche Stellungen zu verzeichnen und Bodenproben zu nehmen. Ausgerüstet waren die deutschsprachigen Soldaten der Sondereinheit mit deutschen Uniformen und Waffen. Teilweise hielten sich die Trupps längere Zeit in den Dörfern im Pas-de-Calais-Gebiet und in der Normandie auf und tauschten mit den Einheimischen Postkarten mit eingezeichneten deutschen Stellungen gegen Schokolade. Bis zum August 1943 hatte die Sondereinheit ihre Operation beendet.
Bei den Vorbereitungen auf die Normandielandungen wurden auch britische Chariots (bemannte Torpedos) und Kampftaucher eingesetzt, um den Meeresgrund entlang der Normandieküste nach Hindernissen abzusuchen. Diese untersuchten das Gewässer und inspizierten den Strand, soweit das möglich war, weshalb den Alliierten gute Informationen zum Landungsbereich zur Verfügung standen. Des Weiteren wurden Modelle der Umgebung gebaut, die auf Luftbildern der Royal Air Force (R.A.F.) und Berichten von französischen Widerstandskämpfern basierten.
Am 12. Januar 1944 stellte das COPP (Combined Operations Pilotage Parties) fest, dass es einige Probleme mit den Landungsstränden geben könnte, da bei Proben Torf und Lehm gefunden wurden. Der Physiker J. D. Bernal beschrieb mögliche Auswirkungen des Torfs und Lehms:

“A large part of the area between Asnelles and la Rivière will prove impassable even to lightly equipped infantry without vehicles.”

„Ein großer Teil des Gebiets zwischen Asnelles und la Rivière wird sich als undurchdringlich erweisen, sogar für nur leicht ausgerüstete Infanterie ohne Fahrzeuge.“

Aufgrund dieses Reports wurden weitere Erkundungsmissionen befohlen, um zusätzliche Proben zu nehmen. Außerdem wurden französische Geologen nach Paris geschickt, um geologische Karten der Normandie zu suchen. Vier Karten wurden gefunden und nach England geschmuggelt, wo sie vom Inter-Services Topographical Department in Oxford begutachtet wurden. Die Warnungen von Bernal erwiesen sich als zu pessimistisch, obwohl mit dem Verlust einiger gepanzerter Fahrzeuge gerechnet werden musste.
Am 17. Januar stach ein alliiertes U-Boot, die HMS X20, im Verlauf der Operation Postage Able von England aus in See, um vier Tage lang die französische Küste auszukundschaften. Während des Tages analysierte die Besatzung die Uferlinie und den Strand mit dem Periskop und lotete mit einem Echolot den Meeresgrund aus. In den Nächten schwammen zwei der Besatzungsmitglieder an den Strand – jeder mit einer Spezialausrüstung, die unter anderem ein Unterwassernotizbuch mit Bleistift, einen Kompass, einen 45er-Revolver und einen Erdbohrer umfasste. Bodenproben wurden in Präservativen gesammelt. Die Taucher gingen in zwei Nächten an Land, um die Strände bei Vierville, St. Laurent, Les Moulins und Colleville, die den US-amerikanischen Strandabschnitt Omaha Beach bilden würden, zu überblicken. In der dritten Nacht sollten sie an der Ornemündung an Land gehen, konnten dies aber aus Erschöpfung und wegen schlechter Wetterverhältnisse nicht durchführen, woraufhin sie am 21. Januar nach England zurückkehrten. Sie brachten Informationen über die geologische Beschaffenheit der Strände, die Position von Felsen und die Gezeiten mit.
Am 31. März stand die gesamte Küste Nordfrankreichs bereits unter der Beobachtung speziell ausgerüsteter alliierter Flugzeuge mit horizontalen und vertikalen Kameras. Aufklärungsflüge ergaben, dass die Anzahl deutscher Batterien innerhalb von acht Wochen von 16 auf 49 Artilleriebatterien (für die gesamte Küste Nordfrankreichs) gestiegen war.

#### Übungen und Planungslücken

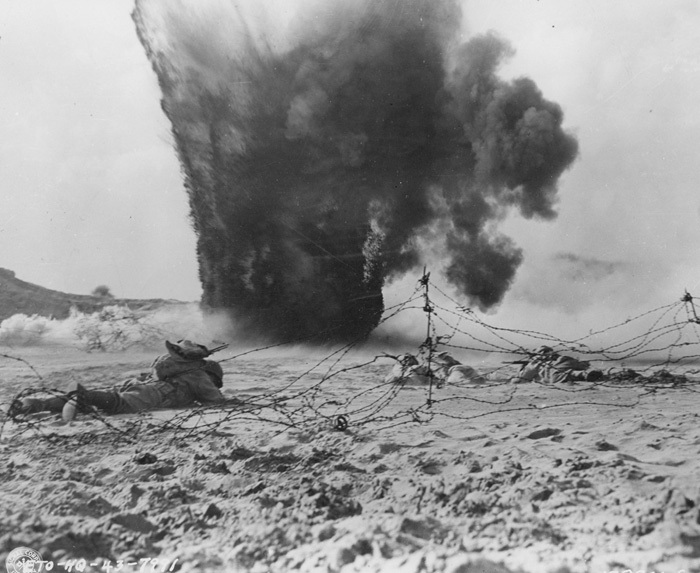
Invasionstraining an der englischen Küste – Manöver mit echter Munition

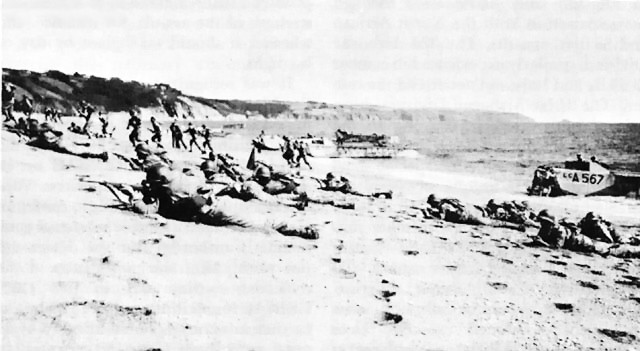
Invasionstraining an der englischen Küste – Landungsmanöver

Die Alliierten probten die Invasion bereits Monate vor dem D-Day. So übten alliierte Streitkräfte am 28. April 1944 südlich von Devon im Verlauf der Exercise Tiger eine Landung. Als der Schiffskonvoi von deutschen Schnellbooten entdeckt und torpediert wurde, verloren 749 US-amerikanische Soldaten ihr Leben.
Eine Gefahr für den Erfolg der Operation Fortitude (vgl. Alliierte Täuschungsvorkehrungen („Operation Fortitude“)) und somit auch der gesamten Invasion stellte das Reiseverbot in die und aus der Republik Irland (die neutral war und teilweise mit den Deutschen kooperierte) dar, ebenso wie das Verbot, sich in den Küstenbereichen zu bewegen, die für die Operation Overlord genutzt wurden. Um diesen deutlichen Hinweis auf eine Invasion zu entwerten, überschütteten die alliierten Geheimdienste die deutschen Konsulate mit Fehlinformation, sodass die Verbote von den Deutschen letztlich ignoriert wurden.
In den Wochen vor der Invasion sorgte bei den Planern der Operation Overlord die überraschend große Anzahl an Kreuzwörtern des britischen Daily Telegraphs, die gleichzeitig Codenamen bei der Invasion darstellten, für Aufruhr. Der britische Geheimdienst MI 5 hielt dies erst für einen Zufall, aber als das Wort „Mulberry“ auftauchte, wurde man unruhig und suchte den Ersteller des Rätsels auf. Der Ersteller, ein Lehrer, wusste nichts von der Operation; allerdings stellte sich später heraus, dass die Wörter von seinen Schülern vorgeschlagen worden waren, die sie von Soldaten gehört hatten, jedoch nicht wussten, was sie bedeuteten.
Es gab mehrere Planungslücken vor und am D-Day. Ein bedeutender Fehler der Alliierten drehte sich um den Funkspruch General de Gaulles nach dem D-Day. Er stellte dort, anders als alle anderen alliierten Führer, fest, dass die Invasion in der Normandie die richtige und einzige Invasion war. Diese Aussage konnte die gesamte Wirkung der Operationen Fortitude North und South beeinträchtigen. Eisenhower beispielsweise bezeichnete die Invasion nur als eine Anfangsinvasion. Die Deutschen glaubten de Gaulle jedoch nicht; sie blieben dabei, eine zweite Invasion an einem anderen Ort zu erwarten, und verlegten deshalb keine zusätzlichen Einheiten in die Normandie.

#### Operation Anvil/Dragoon
Die Alliierten planten neben der Operation Overlord, die damals noch Operation Hammer hieß, die Operation Anvil (= Amboss). Winston Churchill befürchtete, Anvil würde die Kampfkraft der alliierten Streitkräfte auf zu viele Kriegsschauplätze gleichzeitig verteilen und dazu führen, dass die Verbände der West-Alliierten langsamer als die sowjetischen Verbündeten in Richtung Berlin vordringen würden. Er reklamierte später, so lange bedrängt worden zu sein, bis er die Invasion akzeptierte, die dann unter dem Decknamen Operation Dragoon stattfinden sollte.
Die amerikanischen Befürworter versprachen sich von der Operation die schnelle Eroberung von zwei großen Häfen – Toulon und Marseille, mit deren Einnahme die Versorgung der in Frankreich kämpfenden Truppen, also auch der in der Normandie kämpfenden, erheblich erleichtert würde. Tatsächlich konnte bis zur Einnahme Antwerpens im Dezember 1944 etwa ein Drittel der gesamten Truppenversorgung der Alliierten von Marseille über die Rhône-Route inklusive reparierter Brücken und Eisenbahntrassen nach Nordfrankreich transportiert werden. Die Operation Dragoon sollte an der Côte d’Azur zwischen Toulon und Cannes am 15. August 1944 beginnen.

## Schauplatz

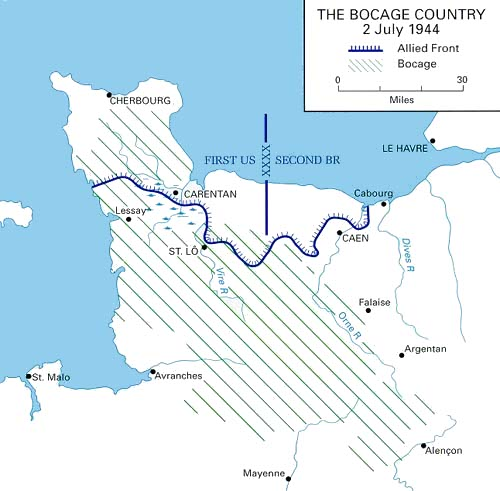
Karte der Normandie und der alliierten Front mit eingezeichneter Bocage-Landschaft

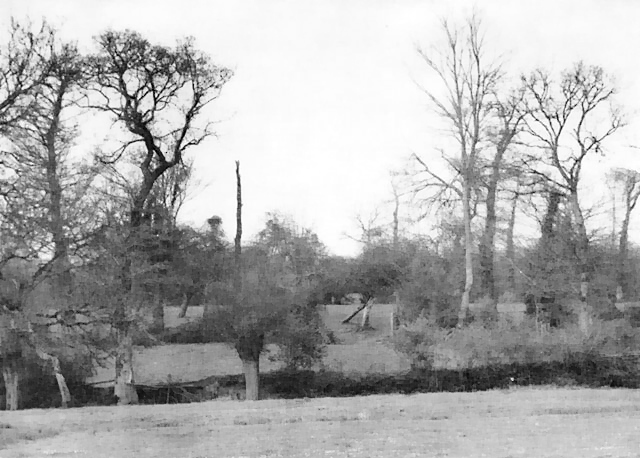
Bocage-Landschaft

Im Westen der Normandie besteht die Küste aus Granit- und im Osten aus Kalksteinklippen, die bis zu 150 Meter hoch aufragen. An manchen Stellen, vornehmlich in der Mitte der Region, findet man jedoch auch kilometerlange Sandstrände. Aufgrund besonderer Küstenphänomene kann der Wasserstand am Scheitelpunkt der Flut um mehr als zehn Meter über dem bei Ebbe liegen (Tidenhub). Deshalb erreicht die Strömung oft auch eine Geschwindigkeit von 35 Kilometern pro Stunde. Das ganze Jahr über herrschen in der Normandie Westwinde vor, oft auch in Orkanstärke.
Im Norden wird die Normandie durch den Ärmelkanal begrenzt und von mehreren Flüssen wie Seine, Orne und Vire durchzogen. Die Orne war operativ wichtig, da sie eine natürliche Grenze zwischen der deutschen 7. und 15. Armee darstellte, die nur über die Brücken überwunden werden konnte. Daher war es für die Alliierten von Nutzen, diese Brücken zu zerstören und so den Zusammenschluss der Armeen zu verhindern.
Keltische Bauern hatten vor etwa 2000 Jahren im westlichen Teil der Normandie Wallhecken zum Zweck von Feldabgrenzungen angepflanzt. Diese sogenannte Bocage-Landschaft beinhaltete viele Felder, kleine Wege, Flüsse und Bäche, die gute Verteidigungspositionen während der Operation Overlord boten. In den zwei Jahrtausenden hatten sich aus den Wallhecken etwa einen bis drei Meter breite und bis zu dreieinhalb Meter hohe Wälle herausgebildet. Diese Wälle waren meist von Brombeer- und anderen dornigen Sträuchern sowie Büschen bewachsen, sodass sie insgesamt bis zu 4,5 Meter an Höhe erreichen konnten. Überlebende alliierte Soldaten berichteten, dass jedes einzelne Feld durch heftige Kämpfe erobert werden musste. Neben dem Bocage befand sich im Westen noch ein weiteres natürliches Hindernis für die Alliierten: Ausgedehnte Sümpfe erstreckten sich im Gebiet von Carentan und machten eine Überquerung durch Fahrzeuge unmöglich. Von diesen Sümpfen befinden sich fünf größere und etliche kleinere in der Ebene von Carentan, die von den deutschen Verteidigern noch durch künstliche Überflutungen ausgeweitet wurden. Wegen dieser undurchdringlichen Sumpflandschaft mussten die Alliierten letztlich durch die Bocage-Landschaft vorrücken.
Im Gebiet von Arromanches bis zur Orne-Mündung hatten die Deutschen die zum Meer zeigenden Fenster der Häuser zugemauert und mit Schießscharten versehen, um im Notfall von dort aus Widerstand leisten zu können. Alle Straßen, die in die Strandpromenaden mündeten, hatten die Deutschen mit Betonmauern versperrt, die mit den Häuserfronten eine Linie bildeten.
Im Osten der Normandie – im Raum von Caen – war der Boden meist flach, trocken und fest. Daher eignete er sich gut für große Panzermanöver. Außerdem hat man wegen des relativ ebenen Landes guten und vor allem weitreichenden Überblick. Die Deutschen kannten den taktischen Wert dieses Geländes und stationierten deshalb den Großteil ihrer in der Normandie befindlichen Panzerdivisionen im Raum von Caen. Außerdem postierten sie Beobachtungsposten auf hochgelegenen Gebäuden und Türmen, um den guten Überblick über das Gelände für sich zu nutzen.

## Alliierte Täuschungsvorkehrungen („Operation Fortitude“)

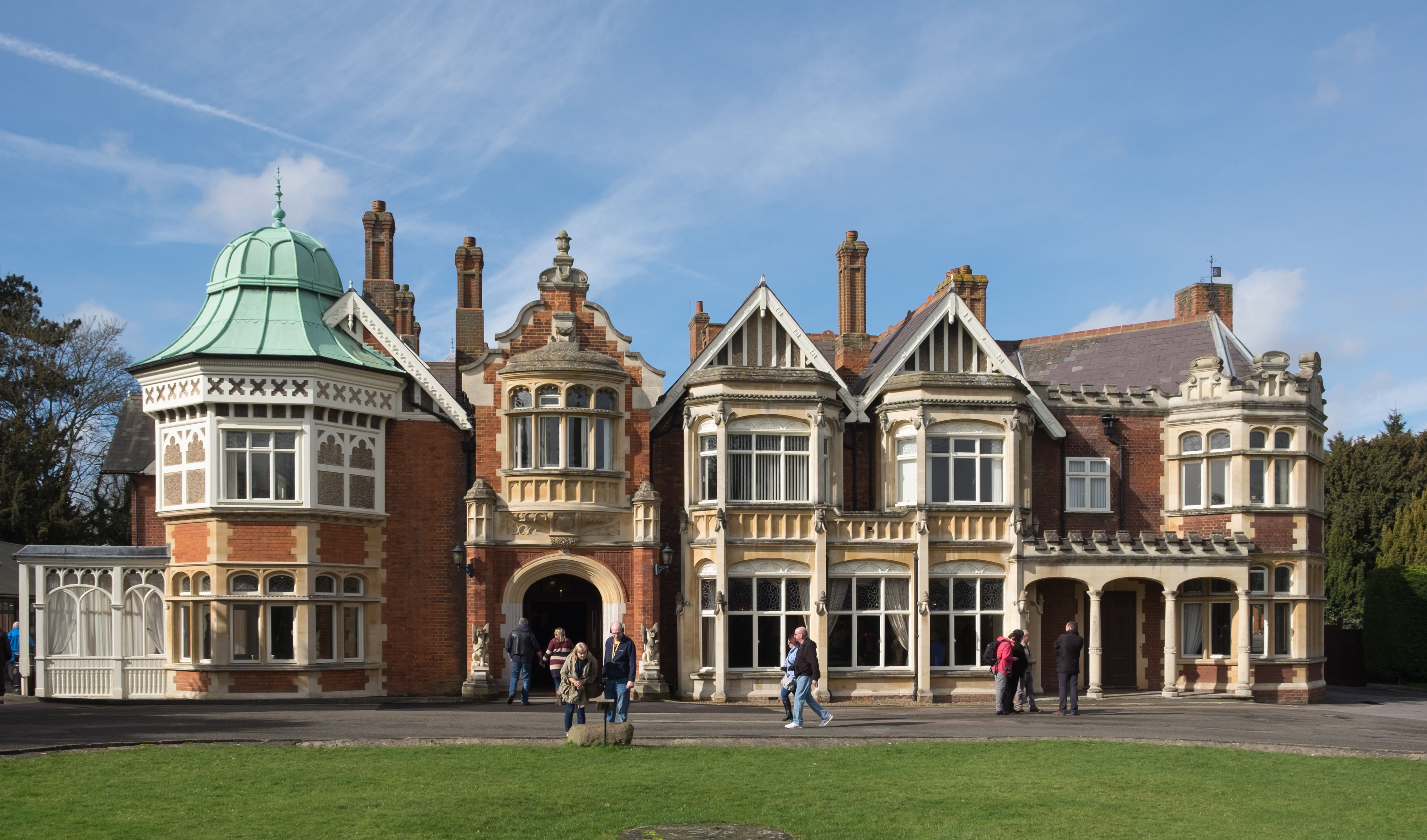
Mit Hilfe der in Bletchley Park entzifferten deutschen Enigma-Funksprüche konnten die Alliierten ihre Täuschungsunternehmen besser koordinieren.

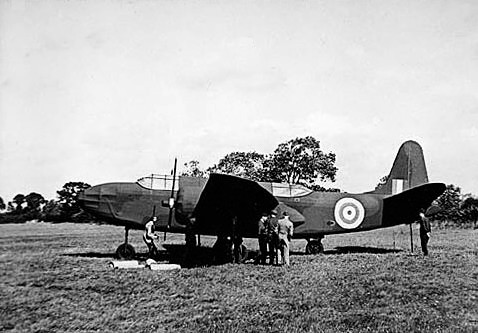
Flugzeugattrappe der Briten im Oktober 1943

Um die Deutschen glauben zu machen, die Invasion werde am Pas-de-Calais oder in Norwegen stattfinden, starteten die Alliierten die sogenannte Operation Fortitude. Das groß angelegte Täuschungsmanöver war zweigeteilt in die Operationen „Fortitude North“ (Norwegen, Briten) und „Fortitude South“ (Pas-de-Calais, Amerikaner).
Im Südosten Englands wurde daher die fiktive First U.S. Army Group („FUSAG“) unter dem Befehl von Lesley J. McNair und George S. Patton aufgestellt. Falscher Funkverkehr bestärkte die deutschen Vermutungen, dass die Invasion im Gebiet des Pas-de-Calais stattfinden solle. So wurde von der Rekrutierung der Soldaten aus den unterschiedlichsten US-Staaten berichtet. Fiktive Befehlshaber wurden erfunden und komplette Baseball- und Footballspiele zwischen den Abteilungen übertragen. Auch Privatnachrichten von den nicht existierenden Soldaten zurück in die Heimat wurden verlesen. Die zu dieser Armeegruppe gehörenden Phantomdivisionen wurden von jeweils wenigen Soldaten mit fingierten Truppenabzeichen repräsentiert.
Die Deutschen hatten ein Netzwerk von Spionen in Großbritannien installiert, die allerdings vom britischen MI5 im Kriegsverlauf weitgehend enttarnt und zum Teil als Doppelagenten eingesetzt werden konnten. Diese Überläufer lieferten im Rahmen des Double-Cross-Systems den Deutschen falsche Informationen über Ort und Konzentration der alliierten Truppen. Gleichzeitig wurden auch Attrappen von Landungsbooten in den Häfen in Südost- und Ostengland platziert, die von der deutschen Luftwaffe fotografiert wurden und so die Annahme einer Invasion im Pas-de-Calais-Bereich erhärteten.
Im Verlauf der Operation Fortitude North wurde von Schottland aus Funkverkehr simuliert, um die Deutschen glauben zu lassen, dass eine Invasion in Norwegen stattfinden werde. Als Konsequenz beließen die Deutschen Truppenverbände in Norwegen, die sonst nach Frankreich verlegt worden wären. Auch die Briten kreierten eine nicht existente Armee, die britische 4. Armee, die als fiktiver Verband zur Durchführung dieser Invasion in Norwegen dienen sollte.

## Deutsche Situation

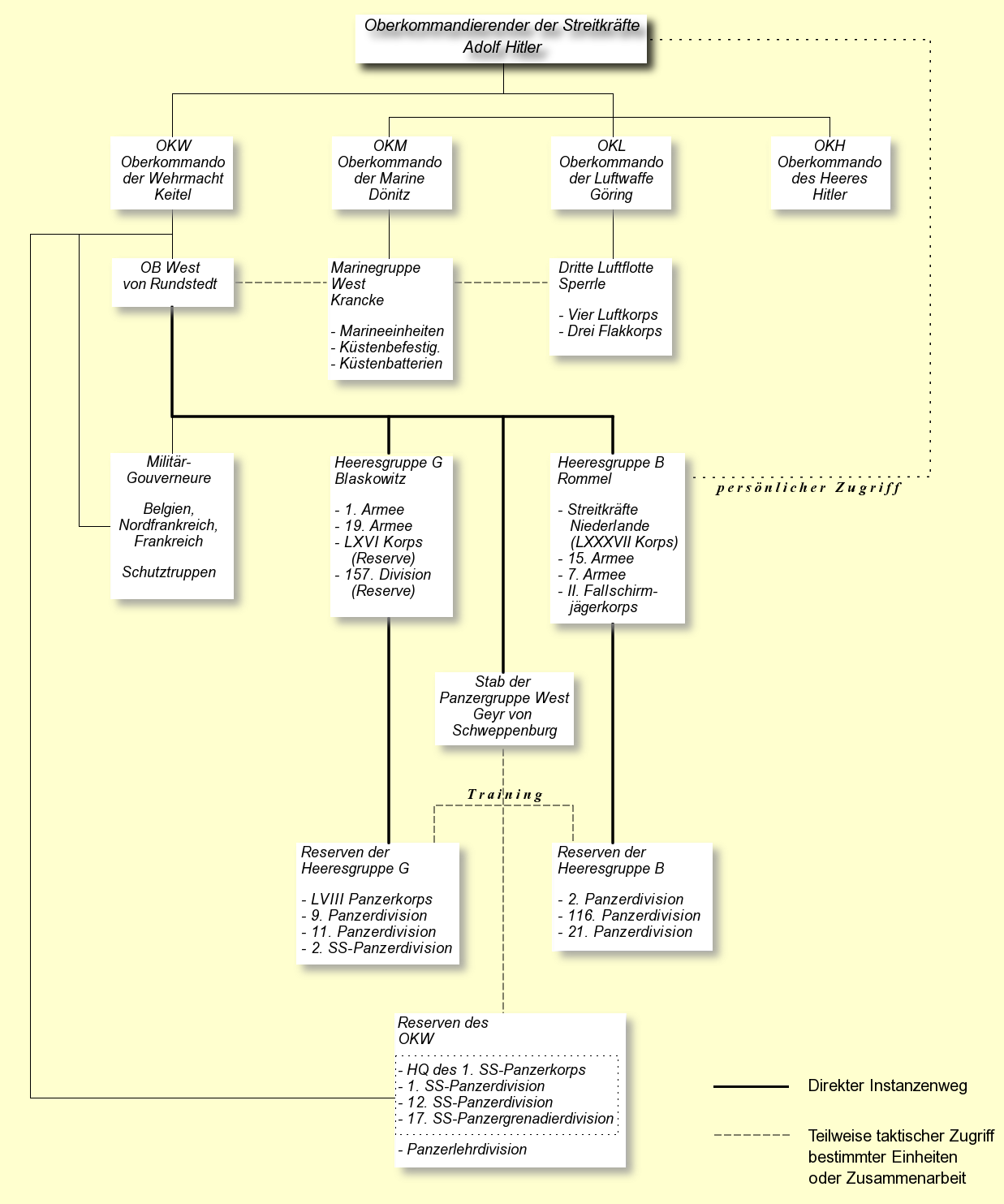
Kommandostruktur im Westen – 1944

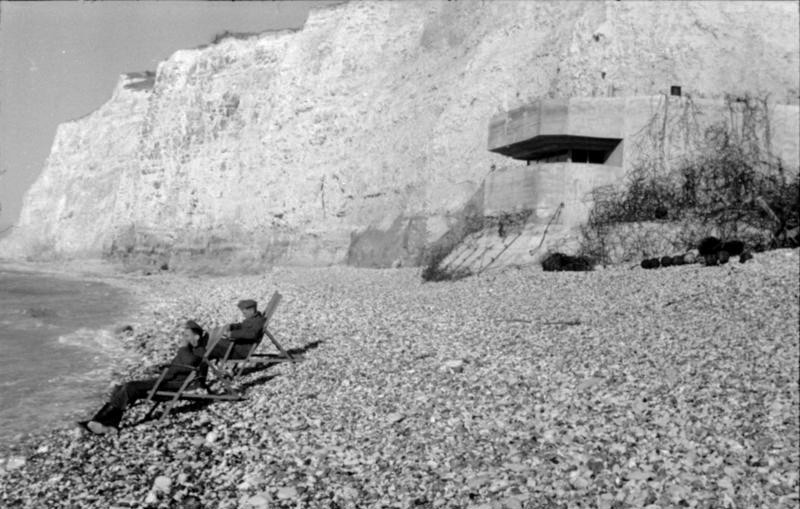
Deutsche Soldaten im Liegestuhl vor Befestigungsanlagen in der Normandie (1942)

Die Sorge um einen adäquaten Ausbau des Atlantikwalls beschäftigte die Deutschen schon seit 1941, da sie vor allem im von ihnen besetzten Frankreich mit einer alliierten Invasion rechneten. Sie vermuteten sie am Pas-de-Calais, konnten andere Gebiete jedoch nicht ausschließen und sich deshalb nicht konzentriert auf Gegenmaßnahmen einer Invasion vorbereiten. Trotzdem liefen die Vorbereitungen zur Küstenverteidigung bis 1943 unter der niedrigsten Prioritätsstufe.
Die Ostfront forderte ihren zusätzlichen Tribut, indem immer wieder Truppen aus den westlichen Verteidigungszonen abgezogen wurden.
Das Oberkommando der Wehrmacht (OKW) arbeitete gegen Ende des Jahres 1943 einen detaillierten Plan aus, der alle möglichen feindlichen Szenarien beinhaltete, die durch eine Invasion an den verschiedensten Küsten des Westens entstehen konnten. Der Plan sah für den Fall einer Invasion in Frankreich die Verschiebung von drei Infanterie-Divisionen aus Norwegen und Dänemark, einer Infanterie-Division, eines Werferkorps und eines Korpshauptquartiers aus Italien sowie von vier Infanterie- und Jäger-Divisionen und kleineren Einheiten aus dem Balkanraum vor.
Dies sollte vor dem Hintergrund geschehen, dass die Verbündeten im Westen „einen“ großen Invasionsangriff planten. Im Januar 1944 begann das OKW an dieser „einen“ großen Attacke zu zweifeln. Obwohl vieles auf einen Angriff am engsten Kanalpunkt hindeutete, meinten sie auch Zeichen ausgemacht zu haben, dass es auch zu Begleitinvasionen, beispielsweise in Portugal oder dem Balkan kommen könnte. Die deutschen Zweifel bekamen durch die alliierte Landung bei Anzio am 22. Januar noch mehr Nahrung. General Alfred Jodl war der Meinung, dass diese Landung nicht mit der italienischen Front zusammenhänge, sondern der Beginn von mehreren kleineren Operationen sei, die die deutschen Kräfte zersplittern und von der Hauptlandung in Nordfrankreich ablenken sollten.
Für Frankreich sah er Landungen in der Biskaya und Südfrankreich voraus, die die Iberische Halbinsel abschneiden sollten (damit lag er richtig: am 15. August 1944 begann die Operation Dragoon). Die Überlegungen wurden so ernst genommen, dass als Folge im Februar zwei neue Infanterie-Divisionen aufgestellt und der 19. Armee im Süden zugewiesen wurden. Vom OB West wurde die 9. SS-Panzer-Division abgezogen und nach Avignon in Reserve verlegt. Zu Bewachung der spanischen Grenze und der Biskaya-Küste erhielt die 1. Armee eine neue Division.

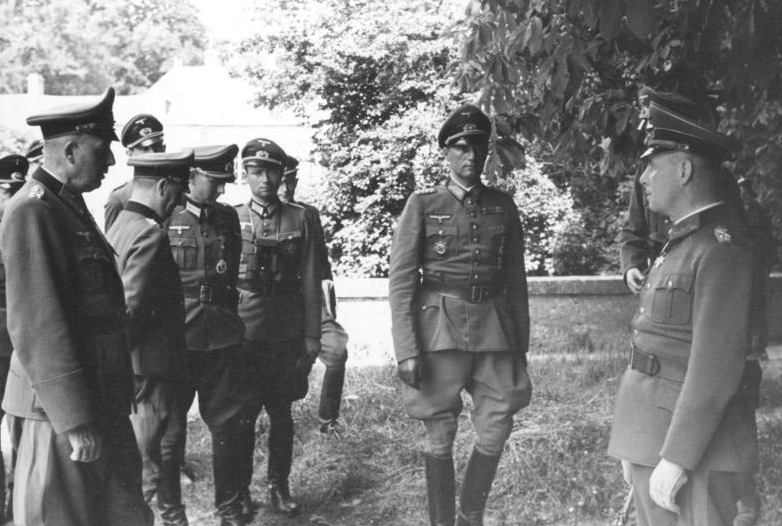
Lagebesprechung von Offizieren, u. a. Generaloberst Friedrich Dollmann (links), Generalleutnant Edgar Feuchtinger (2.v.r.) und Generalfeldmarschall Erwin Rommel (r) in Nordfrankreich, 1944

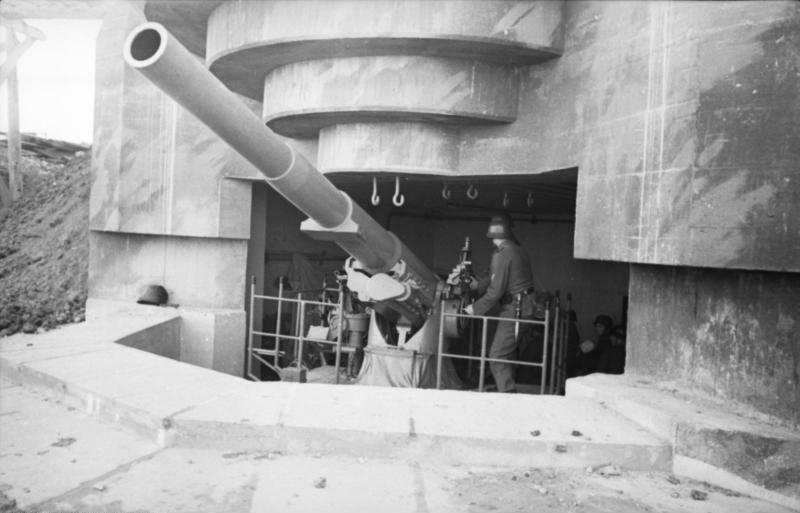
Atlantikwall – Übung am Geschütz (Frühjahr 1944)

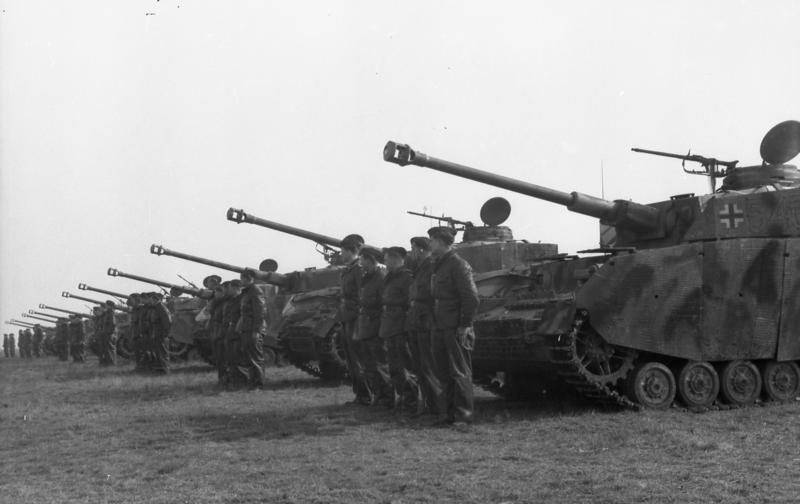
Die 12. SS-Panzer-Division „Hitlerjugend“ in Paradeaufstellung anlässlich der Besichtigung durch Generalfeldmarschall Gerd von Rundstedt (Januar 1944)

Weil die Lage an der Ostfront und auf dem mediterranen Kriegsschauplatz schnellen Änderungen unterworfen war, konnte das OKW so gut wie keine langfristigen Zukunftspläne ausarbeiten, sondern nur von Tag zu Tag planen. Schon im März erging der Befehl zur Rücknahme des vorher ausgegebenen Verteidigungsplans und der damit verbundenen Truppenverlegungen. Es erging zudem die Anweisung an die Kommandanten, dass Truppenverlegungen erst dann detailliert genehmigt würden, nachdem der Feind einen Hauptinvasionsangriff gestartet hätte.
Dazu wurden Verlegungspläne der Reserveeinheiten für mögliche Invasionsszenarien ausgearbeitet. Nach diesen würde OB West ein Korpshauptquartier, zwei verstärkte Panzergrenadierregimenter, ein verstärktes Infanterieregiment, Kampfgruppen aus drei Infanterieregimentern als Basis für eine neue Division sowie ein motorisiertes Artillerieregiment, fünf Landschützenbataillone und ein Nebelwerferbataillon bekommen. Diese neu aufgestellten Einheiten waren natürlich in Erfahrung und Kampfkraft nicht mit den nach den alten Plänen zu erwartenden acht Divisionen vergleichbar. Da die oberste Führung von mehreren Invasionsschauplätzen anstelle eines Großangriffs ausging, erschienen die vorhandenen dislozierten Kräfte als ausreichend.
Bei einem Treffen der Führungsebene mit Adolf Hitler im März 1944 versuchte Generalfeldmarschall Erwin Rommel eine Ausweitung seiner Befehlsgewalt durchzusetzen, was zu einer faktischen Ablösung Gerd von Rundstedts und Leo Geyr von Schweppenburgs als Kommandierende der Verteidigungskräfte geführt hätte. Im Speziellen forderte Rommel eine Unterstellung aller motorisierten und Panzerverbände sowie der Artillerie unter sein Oberkommando. Hitler war von seinen Einbringungen angetan und versprach eine Überprüfung der aktuellen Situation.
Eine Studie des Operationsstabes des OKW, die einen später geschriebenen Protestbrief von Rundstedts unterstützte, ließ Hitler wieder auf den alten Kurs einschwenken. Allerdings hatten einige Änderungen schon gegriffen und wurden nicht wieder revidiert. Die 2., 21. und 116. Panzer-Division waren Rommel mit voller taktischer Kontrolle als Reserve für die Heeresgruppe B unterstellt worden. Von Schweppenburg blieb aber für deren Ausbildung und Organisation verantwortlich.
Etwa zur gleichen Zeit wurden dem OKW im Sektor des OB West vier weitere Panzereinheiten zur Verfügung gestellt. Es handelte sich dabei um die 1. und 12. SS-Panzer-Division, die 17. SS-Panzergrenadier-Division und die Panzer-Lehr-Division. Sie sollten als zentrale mobile Reserve dienen.
Die letzte Änderung in der Kommandostruktur fand im Mai statt, als v. Rundstedt den Aufbau einer zweiten Heeresgruppe anordnete, die das Kommando über die 1. und 19. Armee übernahm. Die Heeresgruppe G unterstand Generaloberst Johannes Blaskowitz und übernahm neben den beiden Armeen auch die drei übrigen Panzer-Divisionen in Frankreich, die 9., 10. und 2. SS-Panzer-Division. Über die Einrichtung des neuen Hauptquartiers versuchte v. Rundstedt, seine Position neu zu definieren.
Damit stand fest, dass in der kritischen Phase der Verteidigungsvorbereitungen die Befehle vom OB West oder direkt von Hitler kommen würden. Hitler befand sich auf dem Berghof und reiste erst nach der Invasion in den Westen. Er selbst konnte anscheinend keine direkten taktischen Vorschläge machen; seine Entscheidungen verloren sich in Details und enthielten kaum politische Definitionen. Hitlers Befehlsberechtigung belastete weiterhin das ohnedies schon gestörte Verhältnis zwischen Rommel und v. Rundstedt.
Der Schwerpunkt der deutschen Verteidigungsvorbereitungen lag im Raum Pas-de-Calais, da dort wegen der geringen Entfernung von England zum Festland am ehesten mit einem Landungsversuch gerechnet wurde. Diese Vermutungen wurden durch eine alliierte Täuschungsoperation („Operation Fortitude“) bestärkt. Die Deutschen vermuteten, dass die Alliierten am Tag, bei gutem Wetter und bei Flut angreifen würden, da sie dies bei vorangegangenen alliierten Invasionen beobachtet hatten. Zu keiner Zeit verfügte die deutsche Führung über konkrete Angaben zum genauen Ort und den Zeitpunkt der von den Alliierten geplante Landeinvasion. Informationen und Zweifel einzelner Führungsbereiche, am falschen Ort den Angriff zu erwarten, wurden dem von Hitler und dem Wehrmachtsführungsstab geglaubten und angenommenen Feindlagebild geopfert. Aus diesem Grund wurden mehrere Signale, die seit Mitte Mai 1944 der deutschen Seite zur Kenntnis kamen falsch zugeordnet oder als Nichtigkeit abgetan.

## Rolle Frankreichs

### „Freies Frankreich“ und besetztes Frankreich

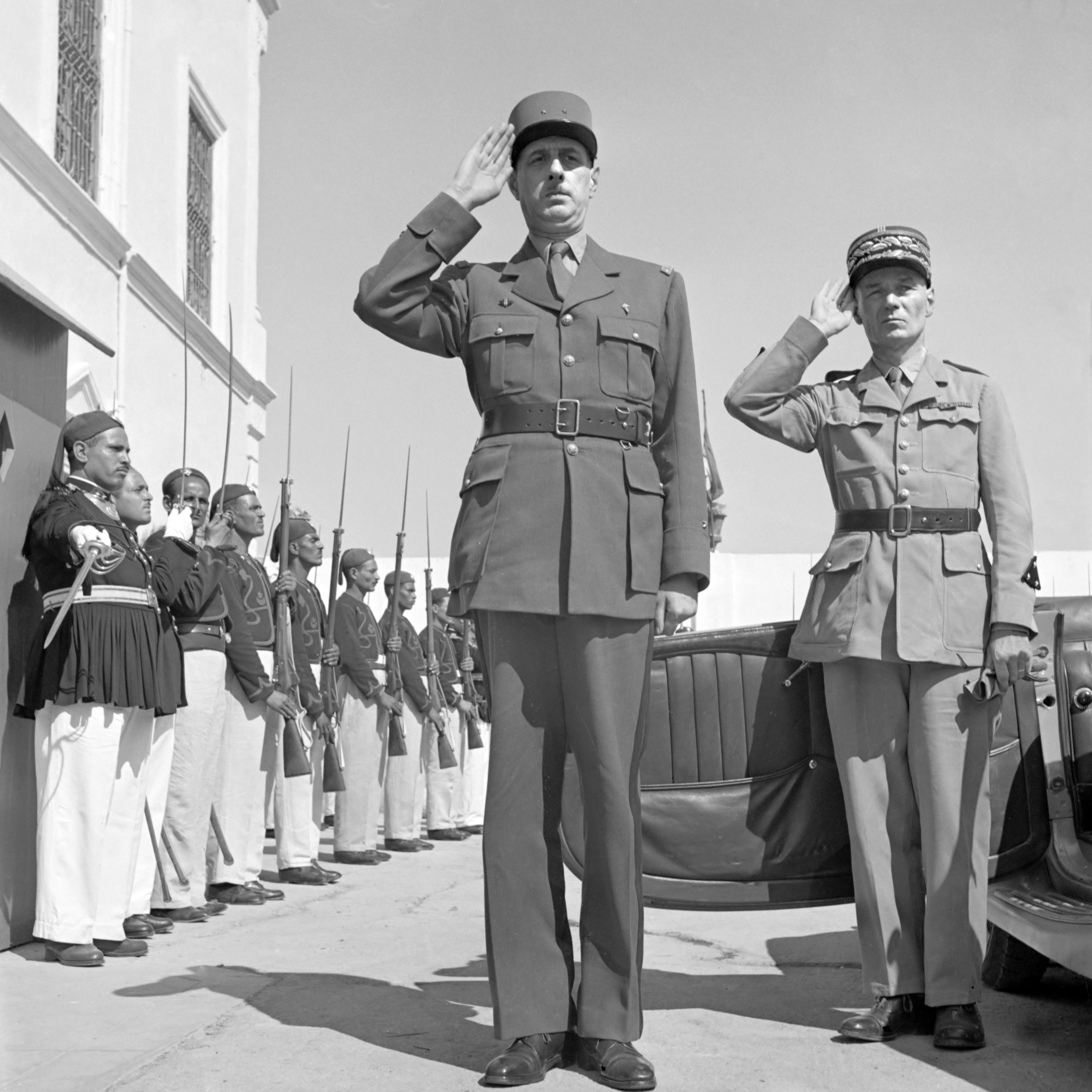
General de Gaulle und General Mast in Tunis (1943)

Am 25. Juni 1940 gründete der französische General Charles de Gaulle in London das Komitee „Freies Frankreich“ und wurde Chef der „Freien Französischen Streitkräfte“ (force française libre, FFL) und des „Nationalen Verteidigungskomitees“. Daraufhin wurde de Gaulle vom Kriegsrat der Vichy-Regierung im August 1940 wegen Hochverrats in Abwesenheit zum Tode verurteilt.
Die meisten Staaten erkannten das Vichy-Regime Marschall Pétains als die legitime Regierung Frankreichs an. Winston Churchill bemühte sich zwar anfangs diplomatisch um das Vichy-Regime, unterstützte aber de Gaulle und ließ die in Nordafrika in Mers-el-Kébir unter dem Kommando von Pétains Marineminister Admiral François Darlan vor Anker liegende französische Kriegsflotte mit etwa 1300 Mann an Bord zerstören (Operation Catapult).
Mehrere französische Kolonialbesitzungen, vornehmlich in Afrika (darunter Kamerun und Tschad, später ab 1942 Diégo-Suarez auf Madagaskar und Dakar in Französisch-Westafrika) unterstellten sich im Laufe des Krieges dem von de Gaulle geschaffenen Freien Frankreich, das von seinem Comité National Français regiert wurde. Er sorgte besonders dafür, dass Frankreich im Lager der Alliierten durch seine „Freien Französischen Streitkräfte“ (FFL), die an verschiedenen Fronten den Kampf fortsetzten, stets präsent blieb. U. a. stimulierte und förderte er dank Colonel Passy, Pierre Brossolette und besonders Jean Moulin die Bewegung der „résistance intérieure“, die er von „France libre“ zur „France combattante“, zum kämpfenden Frankreich, transformierte.

### Rolle der Résistance
Schon seit Anfang 1941 unterhielt die britische Special Operations Executive (SOE) Kontakt zur französischen Widerstandsbewegung, der Résistance, als deren erste Agenten über Frankreich absprangen, um eine ausgeklügelte Struktur zur Nachrichtenübermittlung zu etablieren. Nachdem sich eine zentrale Kommunikationskontrolle als nicht sinnvoll herausgestellt hatte, wurden 1942 17 Funker zusammen mit 36 anderen Agenten in Frankreich abgesetzt. Dazu kamen zusätzliche Nachschublieferungen über Gibraltar und Südfrankreich, so dass eine relativ sichere Kommunikationsstruktur aufgebaut werden konnte. Das größte Hemmnis für die Versorgung der Résistance mit Waffen und Munition für den Untergrundkampf waren die wenigen zur Verfügung stehenden Flugzeuge.
Erst als COSSAC die Mitwirkung der Résistance beim Overlordplan als Bonus in Betracht zog, erhöhte sich nach und nach die Anzahl der Nachschubflüge nach Frankreich. COSSAC wollte zunächst einen französischen Aufstand in die Planung mit aufnehmen, verwarf dies jedoch wieder als zu unsicher. Die britische Armee und die SOE überzeugten schließlich die Planer von den weitläufigen Möglichkeiten, die ein integrierter Résistanceeinsatz bei der Invasion bot. Durch die vielen erfolgreichen Aktionen, die besonders die Organisation des Maquis ausführte, kamen die Planer zum Schluss, die Résistance vollwertig für Guerillaoperationen vorzusehen. Nun flogen auch die USA Nachschub zur Résistance.
Die effektivsten Schläge führte die Résistance gegen das französische Straßen- und Schienennetz, um die Deutschen daran zu hindern, Nachschub und Truppen zu transportieren. So konnte sie beispielsweise in den ersten drei Monaten des Jahres 1944 808 Lokomotiven sabotieren. Die Vichypolizei führte in einem Report mehr als 3000 Anschläge auf das Schienensystem an. Je näher der Invasionstag rückte, umso mehr koordinierte die SOE die Anschläge der Résistance. Unmittelbar vor dem D-Day sollten speziell ausgesuchte Straßen- und Schienenverbindungen unterbrochen werden. Danach sollten weitere Aktionen folgen. Um dem Widerstand den genauen Termin der Landung mitzuteilen, bediente sich SOE des britischen Senders BBC. Die Organisatoren der Résistance hatten schon Monate vorher die Anweisung erhalten, an jedem 1., 2., 15. und 16. jeden Monats den Sender zu hören und auf eine vorbereitete, codierte Nachricht zu warten. Sobald sie diese hörten, musste zur Sicherheit noch die zweite Überprüfungsnachricht abgewartet werden, die kurz darauf folgte. 48 Stunden nach den Durchsagen sendete BBC codierte Meldungen, die die genauen Einsatzorte und durchzuführenden Aktionen betrafen. Da die Anschläge der Résistance meist regional geplant wurden, konnten sie leicht mit den jeweiligen Operationen von Overlord bzw. Neptune abgestimmt werden.
Im gesamten Juni und besonders in den Tagen nach der Landung zerstörte die Résistance 486 Schienenstränge und 26 Telegrafenleitungen, darunter die Verbindungen zwischen Avranches und Saint-Lô, Saint-Lô und Cherbourg und zwischen Saint-Lô und Caen.
Weitergehende Planungen banden die Kämpfer der Résistance sogar als feste französische Verbände in die nachfolgenden Operationen mit ein. Zwar war die Anzahl der Angehörigen des Widerstands schwer kalkulierbar, aber in London wurde das Hauptquartier des FFI (Forces françaises de l’intérieur) unter General Marie-Pierre Kœnig gegründet, der wiederum ein dreistaatliches Oberkommando, bestehend aus Franzosen, Briten und Amerikanern, einsetzte. Das FFI wurde anschließend direkt dem Supreme Allied Commander Eisenhower unterstellt. Auch hier bestand wieder das Problem der Versorgung, insbesondere mit schweren Waffen wie Artilleriegeschützen. Dazu fanden sich in den Tagen nach D-Day elf Spezialeinheiten des SAS zusammen, von denen fünf von Großbritannien und sechs von Nordafrika aus unter dem Kommando von Lieutenant General Browning mittels Fallschirmen entsprechende Waffen und Geschütze aus der Luft anlieferten.

### Operationen des französischen SAS

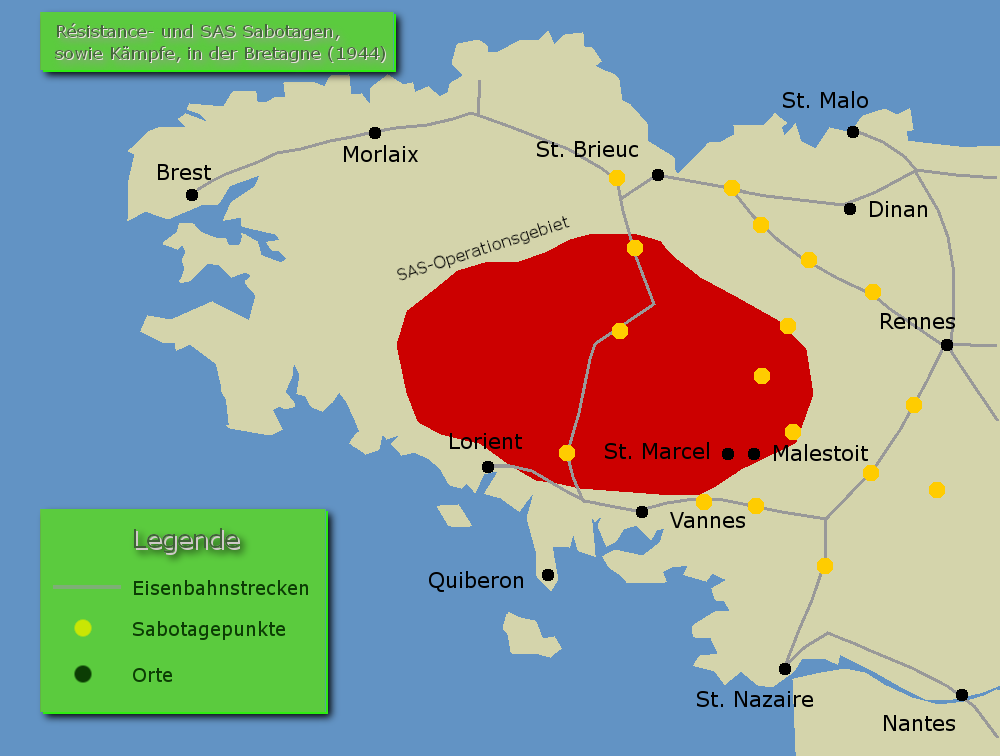
Karte der Operationen und Sabotagen der SAS-Truppen und Résistancemitglieder in der Bretagne

Während der Nacht vom 5. auf den 6. Juni 1944 sprangen vier Gruppen des französischen 4. SAS (36 Soldaten) über der südlichen und nördlichen Bretagne ab, um die Stützpunkte „Dingson“, „Samwest“ und „Grog“ zu errichten, von denen die französische Résistance unterstützt und Lande- und Absprungzonen für das restliche Bataillon markiert werden sollten. Die Aufgabe des französischen SAS war es, alle Kommunikationsleitungen und -wege zu zerstören und Hinterhalte und Sabotageakte vorzubereiten, um die Deutschen am Vorrücken in Richtung Normandie zu hindern.
In der Nacht nach dem D-Day wurden achtzehn französische SAS-Teams (58 Soldaten) mit dem Namen „Cooney-Teams“ damit beauftragt, in weiten Gebieten der Bretagne abzuspringen und die Sabotagen an Bahnstrecken, Straßen, Brücken usw., die vorher von den anderen Einheiten vorbereitet worden waren, auszuführen. Die Verbände zogen von Juni bis Juli 1944 durch das Land und rüsteten die örtlichen Mitglieder der Résistance mit Waffen aus. Außerdem trainierten sie mit ihnen den Kampf.
Nacht für Nacht wurden weitere SAS-Gruppen sowie Nachschubgüter in das Gebiet von Saint-Marcel „Dingson“ eingeflogen, wodurch es den alliierten Verbänden gelang, die Sabotagen in den meisten Fällen erfolgreich zu beenden. Die SAS-Teams gruppierten dort etwa 10.000 Résistancekämpfer um sich, die ihnen halfen, ihre Aufgaben zu erfüllen. Am 18. Juni lieferten sich 200 Männer des französischen SAS, zusammen mit vier bewaffneten Jeeps und etwa 2500 Mitgliedern der Résistance einen Kampf mit schätzungsweise 5000 deutschen Soldaten, die von Mörserteams unterstützt wurden. Die SAS-Truppen sowie die Résistance hielten ihre Stellungen bis in die Nacht, um sich dann im Schutze der Dunkelheit zurückzuziehen. Nach diesen Kämpfen wurden die SAS-Einheiten von den Deutschen mit allen Mitteln gejagt, so dass viele ums Leben kamen. Heute erinnert ein Museum in Saint-Marcel an die Kämpfe.
Am 1. August begann das VIII Corps der 3. US-Armee die Schlacht um die Bretagne. Die 2. Squadron des 3. SAS wurde in die Bretagne eingeflogen, um die Männer des 4. SAS abzulösen. Außerdem wurden viele Fahrzeuge per Lastensegler nach Vannes und Morbihan gebracht. Das französische SAS (532 Soldaten) zählte nach den Kämpfen in der Bretagne 77 Tote und 195 Verwundete.

## Vorabend der Invasion

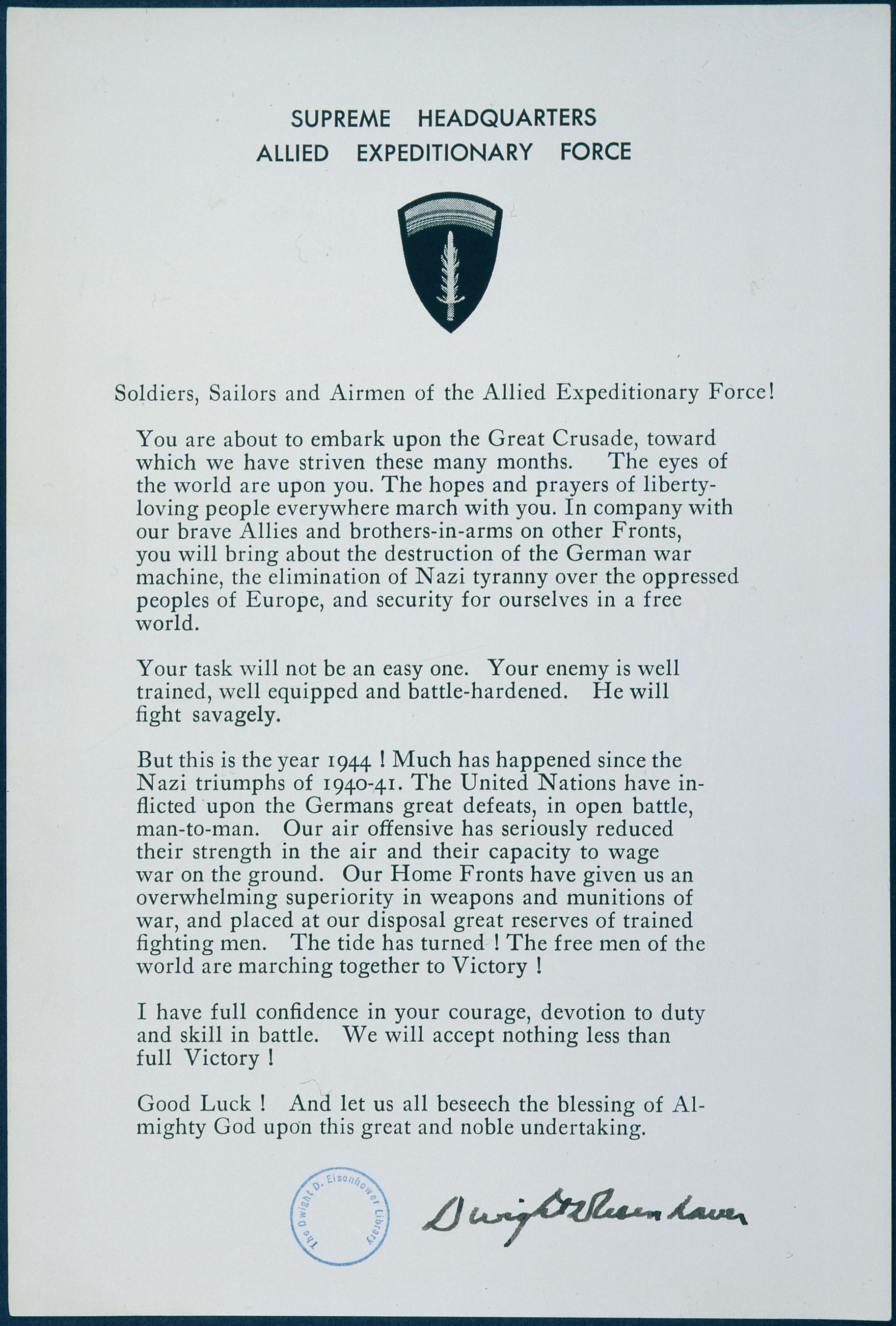
Tagesbefehl von Eisenhower an die Soldaten, Matrosen und Flieger der Allied Expeditionary Force

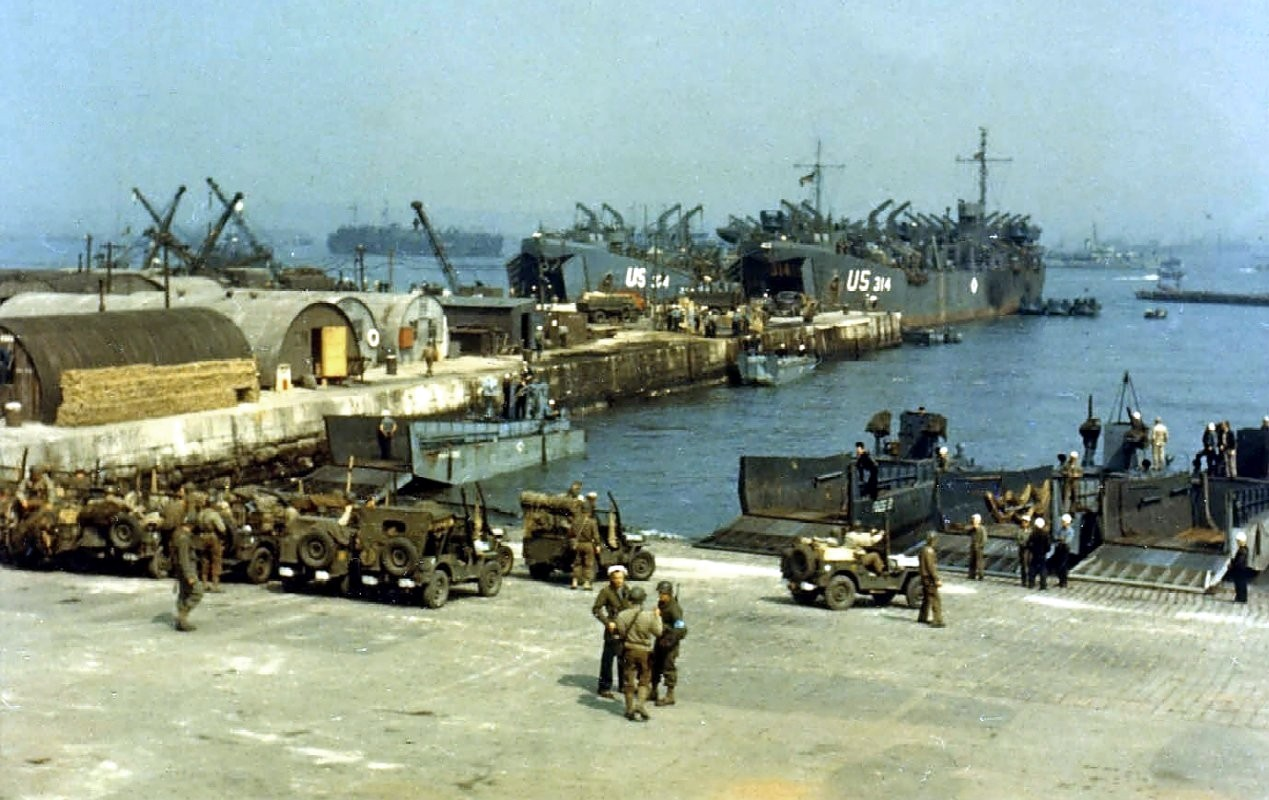
Beladen der Landungseinheiten in einem englischen Hafen (Juni 1944)

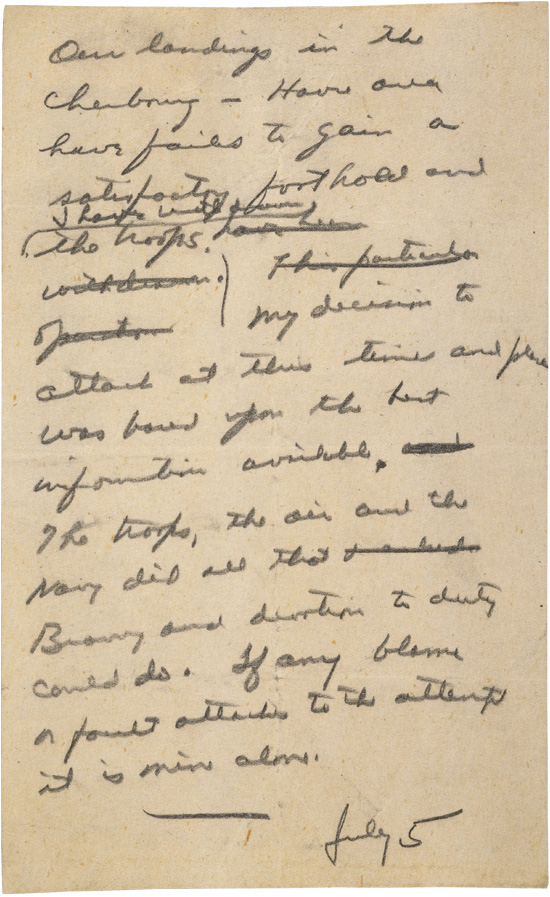
Eisenhowers Notiz für den Fall eines Fehlschlags der Invasion („Bei unseren Landungsoperationen im Gebiet von Cherbourg-Le Havre ist es nicht gelungen, einen starken Landekopf zu bilden, und ich habe daher die Truppen zurückgezogen. Mein Entschluss, zu dieser Zeit und in diesem Abschnitt anzugreifen, beruhte auf den bestmöglichen Informationen. Die Land-, See- und Luftstreitkräfte haben mit großer Tapferkeit und Hingabe ihre Pflicht erfüllt. Wenn das Missglücken der Landungsoperationen auf irgendeinen Fehler zurückzuführen ist, so kann er nur mir zugeschrieben werden“)

Ursprünglich war der Start der Operation Overlord mit der Operation Neptune auf einen Maitermin festgelegt worden. Wegen schlechter Witterungsverhältnisse musste der Tag der Landung (der D-Day) aber mehrfach verschoben werden. Am 8. Mai 1944 setzte der alliierte Oberkommandierende des SHAEF, General Dwight D. Eisenhower, den D-Day auf den 5. Juni 1944 fest. Als am 4. Juni für den nächsten Tag schlechtes Wetter vorhergesagt wurde, verschob Eisenhower den Termin auf den 6. Juni. Auf der entscheidenden Sitzung am 5. Juni um 04:15 Uhr wurde dem Unternehmen grünes Licht gegeben (→ Wettervorhersage für den 5. und 6. Juni 1944 im Ärmelkanal).
Aus Geheimhaltungsgründen erhielten nicht nur die einzelnen Operationen selbst und ihr Startdatum militärische Tarnbezeichnungen, sondern auch die für die Landung an der Küste der Halbinsel Cotentin vorgesehenen Strandabschnitte. Die 1. US-Armee landete an den Stränden Utah bei Sainte-Mère-Église und Omaha bei Saint-Laurent. Die britische 2. Armee ging in den Abschnitten Gold bei Arromanches und Sword bei Ouistreham an Land, die Kanadier im Abschnitt Juno bei Courseulles-sur-Mer.
Als Eisenhower am Abend vor dem D-Day die 101. US-Luftlandedivision besuchte, hatte er bereits seine offizielle Pressemeldung für den Fall, dass die Invasion missglückte, formuliert:

“Our Landings in the Cherbourg-Havre area have failed to gain a satisfactory foothold and I have withdrawn the troops. My decision to attack at this time and place was based upon the best information available. The troops, the air and the Navy did all that bravery and devotion to duty could do. If any blame or fault attaches to the attempt, it is mine alone.”

„Unsere Landungen im Cherbourg-Havre Gebiet konnten keinen ausreichenden Brückenkopf bilden und ich habe die Truppen [daher] zurückgezogen. Meine Entscheidung, zu dieser Zeit und an diesem Ort anzugreifen, basierte auf den besten zur Verfügung stehenden Informationen. Die Land-, Luft- und Seestreitkräfte haben alle mögliche Tapferkeit und Pflichterfüllung geleistet. Wenn dem Unternehmen irgendeine Schuld oder ein Tadel zugemessen wird, ist es meine alleinige.“

## Ablauf der Operation Neptune (D-Day)
Am 6. Juni 1944 kamen die stärksten Landungskräfte der Kriegsgeschichte zum Einsatz. Unterstützt und getragen wurden sie durch bis dato die größte Schiffsansammlung mit insgesamt über 6000 Schiffen (vgl. Seekrieg während der Operation Overlord).
Zur Sicherung der Flotte und zur Unterstützung der Bodentruppen stellten die Alliierten etwa 4190 Jagdflugzeuge, 3440 schwere Bomber, 930 mittlere und leichte Bomber, 1360 Truppentransporter und Frachtmaschinen, 1070 Maschinen des Küstenkommandos, 520 Aufklärungsflugzeuge und 80 Rettungsflugzeuge bereit. Insgesamt wurden am D-Day auf alliierter Seite 11.590 Flugzeuge eingesetzt. Der Angriff erfolgte auf einer Breite von 98 km zwischen Sainte-Mère-Église auf der Halbinsel Cotentin im Westen und Ouistreham im Osten. In den westlichen Abschnitten der amerikanischen Truppen (mit den Codenamen Utah und Omaha Beach) landeten drei Infanteriedivisionen, in den angrenzenden Abschnitten Gold, Juno und Sword Beach zwei britische und eine kanadische Division, insgesamt an diesem Tag etwa 170.000 Mann.
Zur Verschleierung der Normandielandungen stiegen am Morgen des 6. Juni 1944 alliierte Flugzeuge von Flugplätzen bei Dover auf und warfen vor der britischen Küste über dem Ärmelkanal Stanniolstreifen (Düppel) ab. Die damit erzeugten Radarechos täuschten den Deutschen den Anflug von hunderten von Flugzeugen und die Überfahrt von vielen Schiffen in Richtung Pas-de-Calais vor.

### Luftlandeoperation

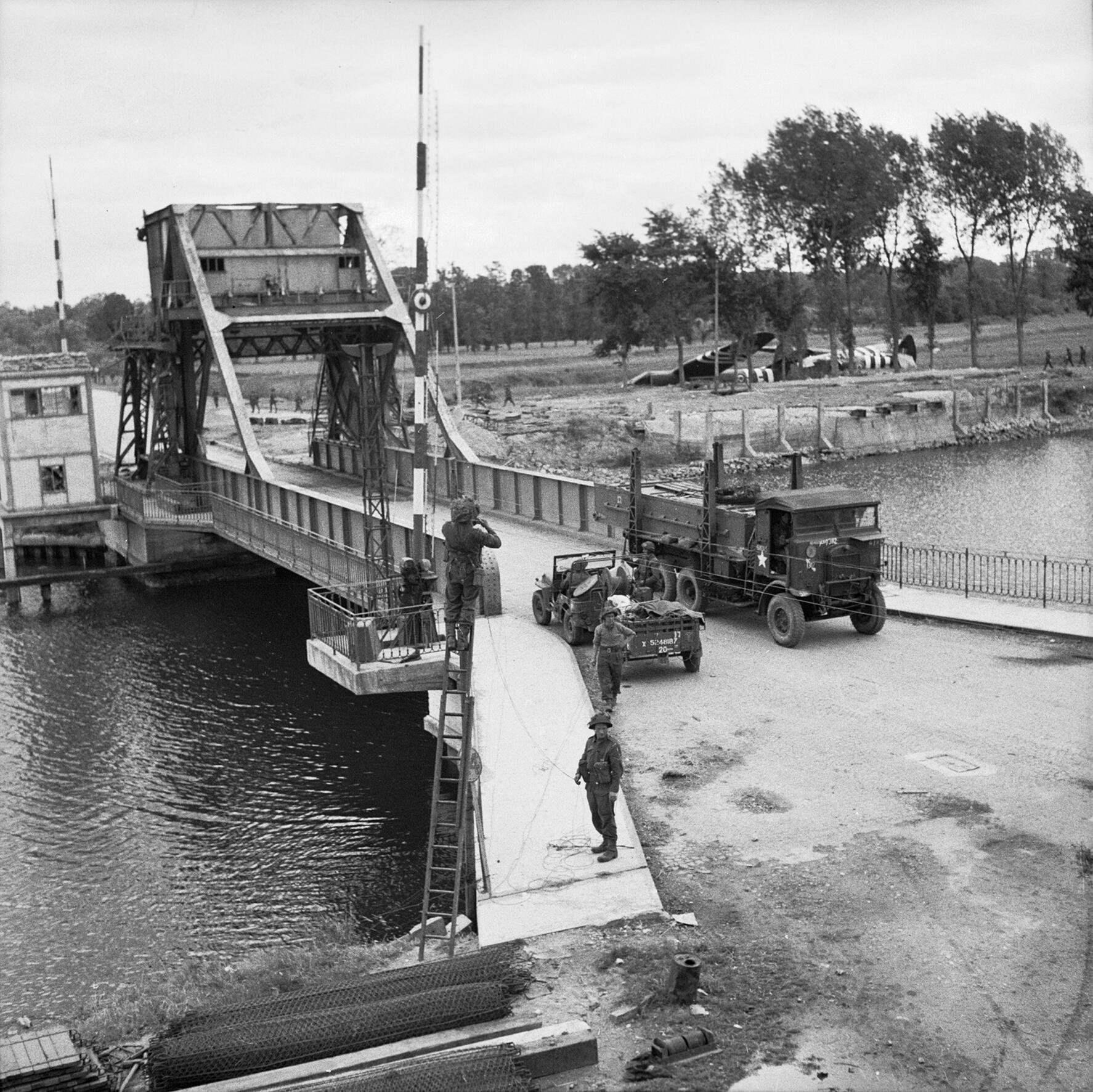
Die Pegasusbrücke unter alliierter Kontrolle

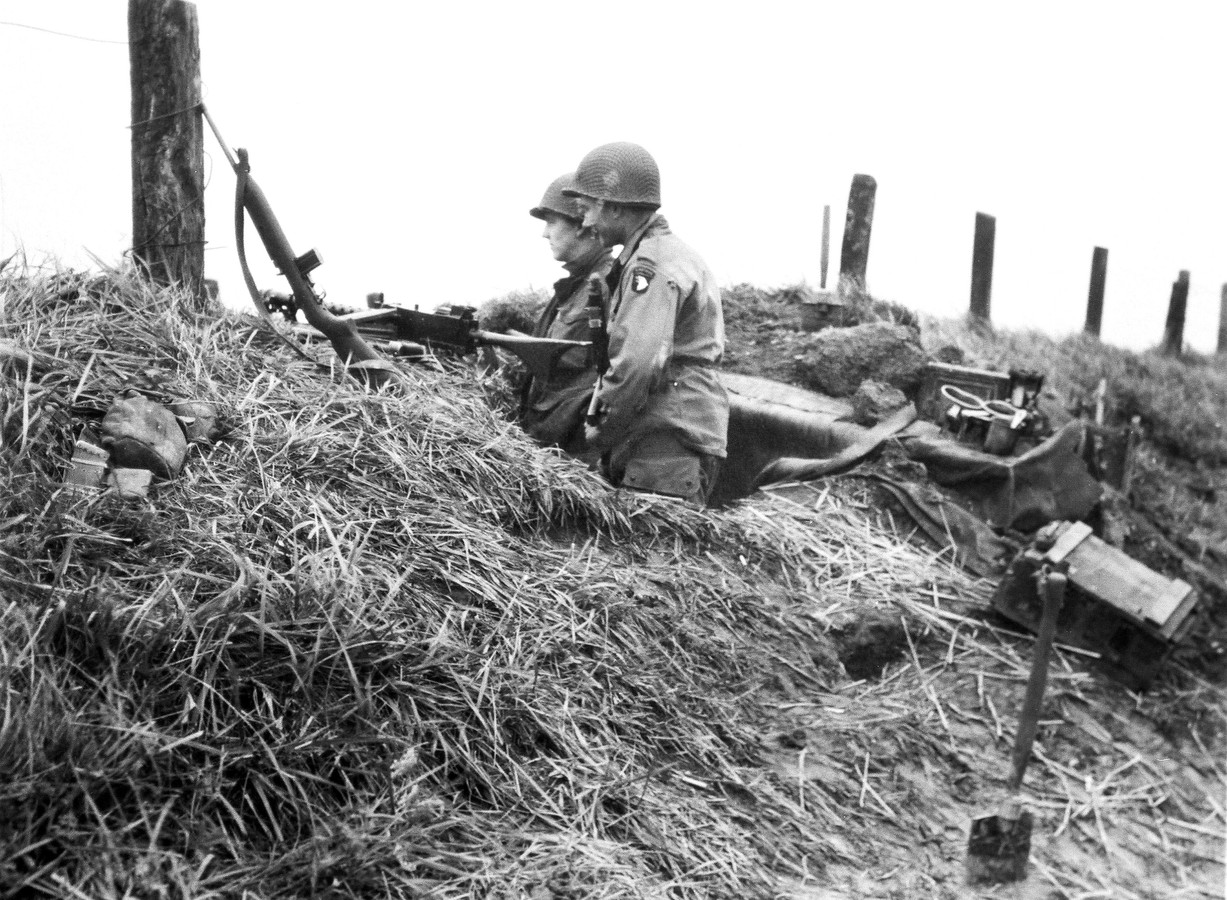
Soldaten der 101. US-Luftlandedivision hinter einer Deckung in der Normandie

Die alliierten Luftlandedivisionen, die am D-Day absprangen, hatten zum Ziel, die Flanken zu sichern und wichtige Schlüsselpunkte und Batterien zu erobern oder zu zerstören.
Sechzehn Minuten nach Mitternacht begann die Operation der britischen 6. Luftlandedivision, die Operation Tonga mit der Landung von Gleitern an den Brücken über die Orne und den Caen-Kanal bei Bénouville. Die 6. Luftlandedivision hatte den Auftrag, mit Fallschirmjägern und Gleitertruppen in drei Landezonen (K, V und N) zu landen, die Orne-Caen-Kanal-Brücken zu nehmen und zu halten, Brücken über die Dives zu zerstören, die Küstenbatterie Merville auszuschalten und den Raum zwischen Orne und Dives zu halten und damit die linke Flanke der alliierten Landung zu schützen. Die Bedeutung der Operation war hoch, da hier der einzige Bereich war, in dem schon nach wenigen Stunden mit einem Panzerangriff gerechnet werden musste (21. Panzer-Division): „Versagte die 6. Luftlandedivision, so konnte es geschehen, daß der ganze Landekopf vom östlichen Flügel her aufgerollt wurde, ehe die von See landenden Divisionen Fuß zu fassen vermochten.“ Die Piloten verwechselten aufgrund der schlechten Sicht die beiden Flüsse Orne und Dives, so dass viele Fallschirmjäger in dem auf Rommels Anlass hin überschwemmten Gebiet westlich der Dives absprangen. Mit ihrer schweren Ausrüstung blieben sie in den Sümpfen und Seen stecken und ertranken. Statt der 6000 erwarteten Soldaten standen so in den frühen Morgenstunden nur wenige Hundert zur Verfügung, um die Artilleriebatterie bei Merville auszuschalten. Trotzdem gelang es den Fallschirmjägern im Laufe des Tages, die Landezonen einzunehmen und für die Landung der Verstärkungen vorzubereiten. Auch die Sprengung der Brücken über die Dives bei Troarn, Bures, Robehomme und Varaville gelang. Bis zum Abend des 6. Juni erreichte die Division alle Ziele.
Die 82. US-Luftlandedivision sollte im Verlauf der Operation Detroit und die 101. US-Luftlandedivision im Verlauf der Operation Chicago an der Westflanke des Invasionsbereiches landen. Aufgrund teilweise unmarkierter Landezonen, schlechten Wetters und schlechten Geländes wurden die Fallschirmjäger weit verstreut und konnten sich oft nicht zusammenschließen. Nach 24 Stunden hatten sich nur 2500 der 6000 Angehörigen der 101. Luftlandedivision zusammengeschlossen. Viele der Soldaten irrten noch Tage später durch das Gelände. Die 82. Luftlandedivision hatte bereits am Morgen des 6. Juni die Stadt Sainte-Mère-Église erobert, womit dies die erste von den Alliierten kontrollierte Stadt während der Invasion war.
Eine spezielle Gruppe der 101. US-Luftlandedivision, die aus zwölf Männern bestand, ließ sich ihre Haare zu Irokesenschnitten frisieren, um die deutschen Verbände einzuschüchtern. Diese Gruppe nannte sich „Filthy 13“, und die Angehörigen waren als harte Kämpfer und für ihren großen Mut berüchtigt. Die Idee für die Aktion hatte der Fallschirmjäger Jake McNiece, ein Halb-Indianer aus Oklahoma. Die Gruppe wurde vor dem D-Day von einem Fotografen des Magazins Stars and Stripes aufgenommen, als sie sich Kriegsbemalung auf ihre Gesichter auftrugen, und dadurch bekannt – das Material wurde auch später von mehreren Filmen genutzt. Die „Filthy 13“ kämpften bis zum Ende des Krieges, wobei insgesamt etwa 30 verschiedene Soldaten gefallene oder verwundete Mitglieder ersetzten. Die Deutschen sollen vermutet haben, dass die „Filthy 13“ Kriminelle seien, die die Amerikaner freigelassen und in den Kampf geschickt hätten.
Ein alliierter Fallschirmjäger schilderte seine Erlebnisse am D-1 (dem 6. Juni 1944) wie folgt:

„Kleinkriege entbrannten rechts und links von mir. Sie dauerten meist zwischen fünfzehn Minuten und einer halben Stunde, aber man konnte nur raten, wer als Sieger aus ihnen hervorging. Ich konnte weder Freund noch Feind ausmachen. Wenn man allein, tief im Feindesland, an Hecken entlang schleicht und genau weiß, dass das Meer einen vom nächsten Verbündeten trennt, fühlt man sich wie der einsamste Mensch der Welt.“

### Sword Beach

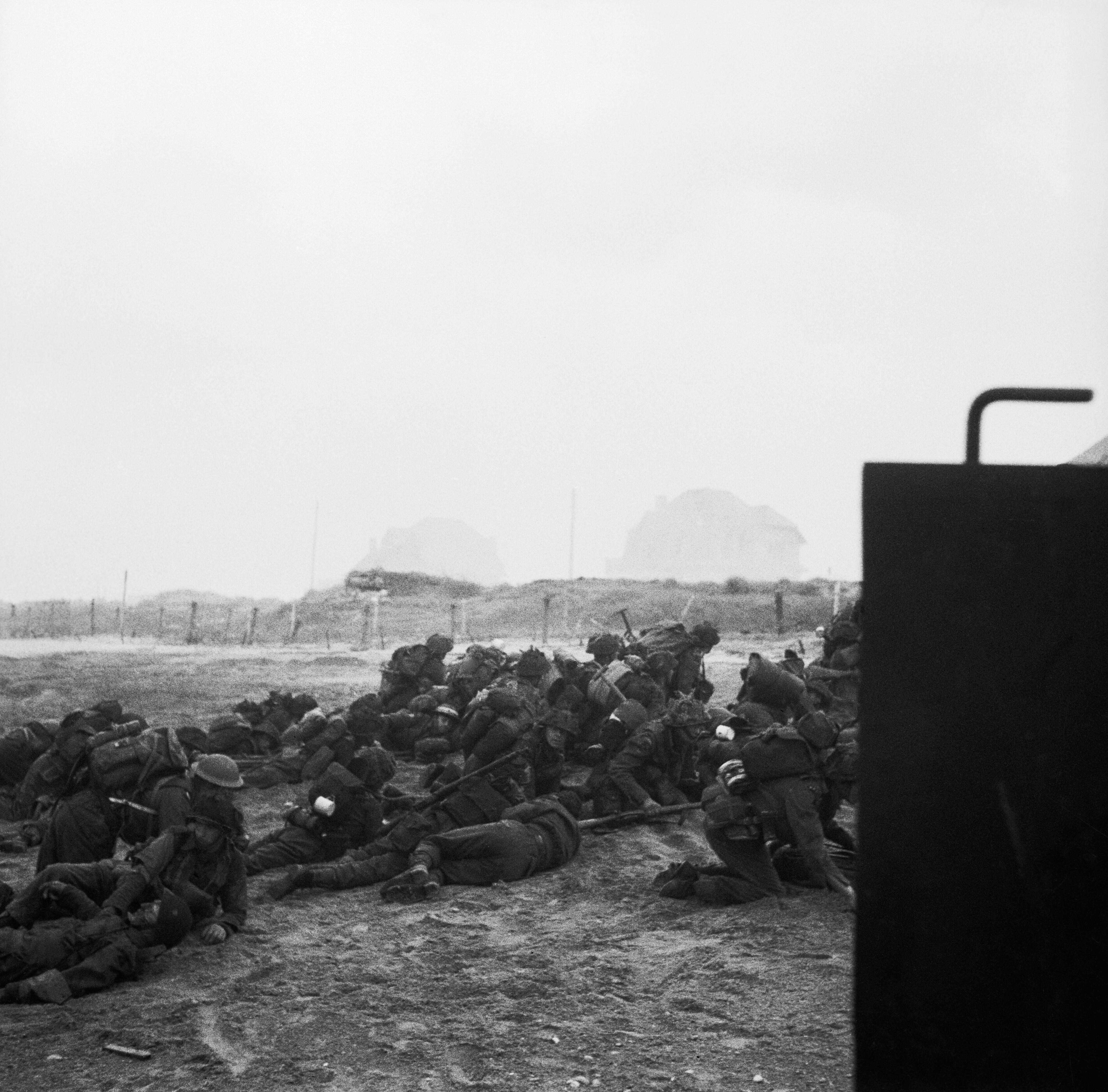
Britische Infanterie am Strandabschnitt Queen White

Die Landezone war ca. acht Kilometer lang und wurde in vier Abschnitte mit den Namen Oboe, Peter, Queen und Roger unterteilt. Sie war die östlichste der alliierten Landezonen.
Truppen der britischen 3. Infanteriedivision in der Stärke von ca. 30.000 Soldaten landeten am D-Day um 07:25 Uhr an diesem Strandabschnitt östlich der Orne und des Caen-Kanals. Ihnen waren zur Verstärkung britische Kommandos zugeteilt worden. Um auch die Franzosen an der Landung ihrer eigenen Küste zu beteiligen, hatte sich Charles de Gaulle in London für eine Beteiligung starkgemacht und die Zusage zur Teilnahme erhalten. So gingen am Sword Beach auch französische Truppen mit an Land. Zur Verteidigung lagen am Sword Beach Teile der deutschen 716. Infanterie-Division, die Regimenter 736 und 125 sowie Kräfte der 21. Panzer-Division, die aus dem nahen Hinterland eingreifen konnten. Im Osten hinter der Dives war noch zusätzlich die 711. Infanterie-Division stationiert.
Die Briten konnten trotz des deutschen Widerstands ins Landesinnere vordringen und sich mit den Soldaten der 6. Luftlandedivision vereinen. Da der Sturm auf Caen nicht von einigen Fallschirmjägereinheiten allein durchgeführt werden konnte, warteten die Truppen auf die Einheiten der 1. Commando-Brigade unter dem Kommando von Lord Lovat, die am späten Morgen an der Pegasusbrücke eintrafen. Das Vorrücken auf Caen wurde erheblich durch die 21. Panzer-Division und später durch die 12. SS-Panzer-Division „Hitlerjugend“ behindert. Es dauerte noch bis Mitte Juli, bis Caen vollständig eingenommen werden konnte. Die Verluste der Briten am Strandabschnitt Sword werden auf ca. 700 Soldaten beziffert.

### Juno Beach

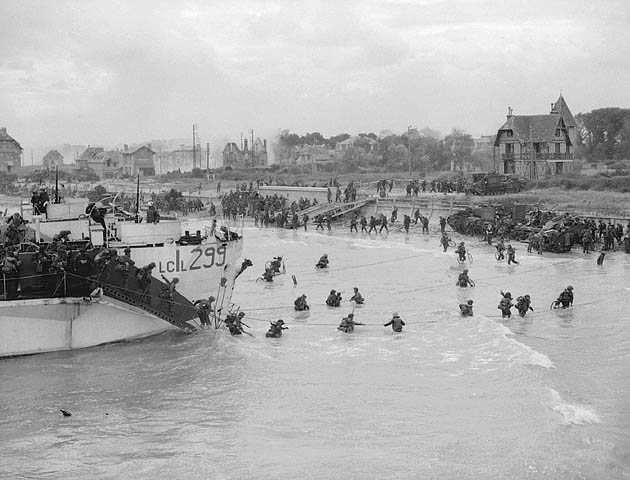
Kanadische Truppen landen am Abschnitt Nan White Beach bei Bernières-sur-Mer

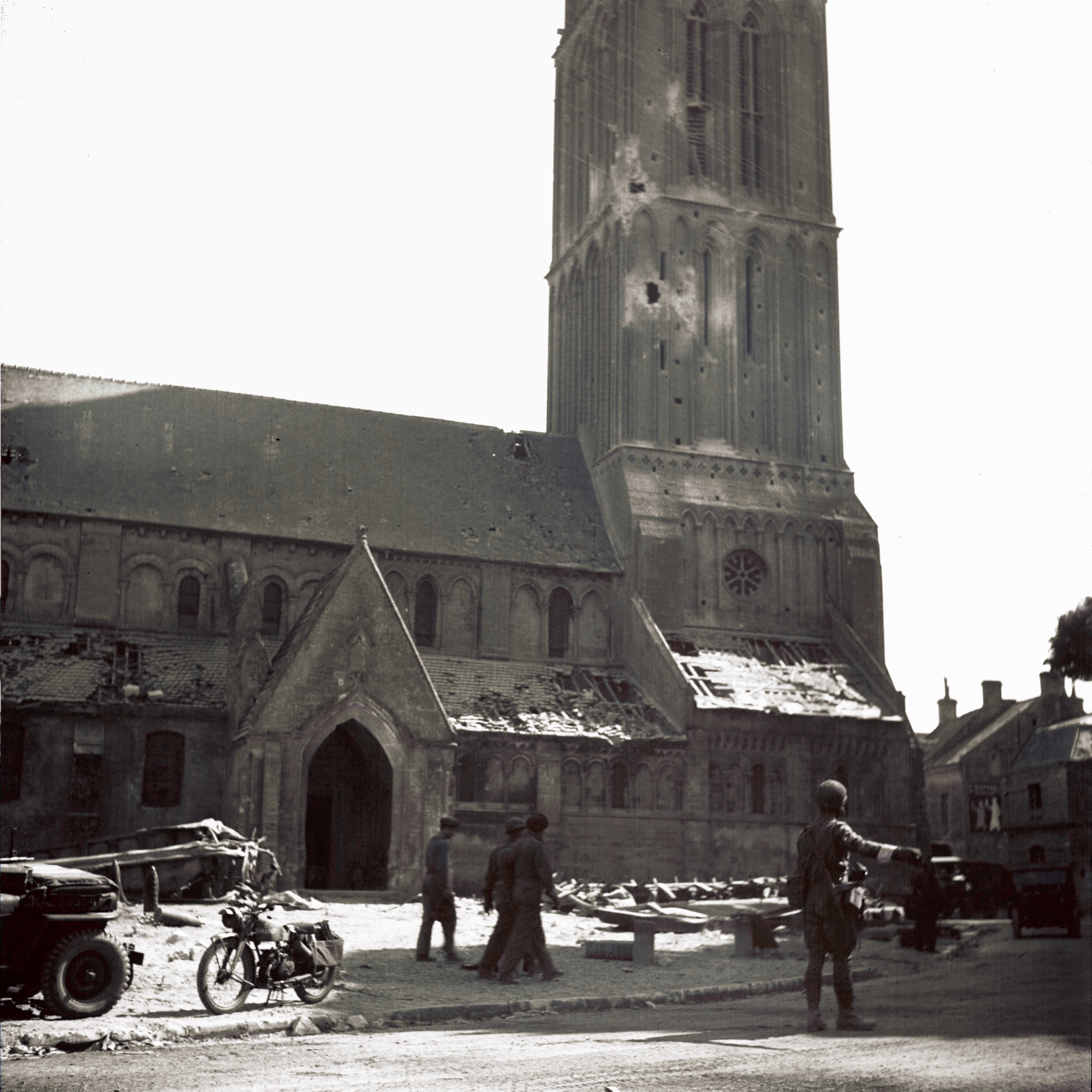
Ein kanadischer Militärpolizist regelt die Durchfahrt im hinter dem Strandabschnitt Juno liegenden Bernières-sur-Mer am späten Nachmittag des 6. Juni 1944

Die Landezone war in zwei Abschnitte mit den Namen Mike und Nan unterteilt. Juno Beach lag zwischen den Abschnitten Sword und Gold. Kanadische Truppen unter Major-General Rod Keller landeten an diesem Strandabschnitt, der daher auch oft Kanadischer Strand genannt wird. Juno Beach war der am zweitheftigsten verteidigte Strand nach Omaha Beach. Der Abschnitt wurde von der deutschen 716. Infanterie-Division unter dem Befehl von General Wilhelm Richter verteidigt.
In der ersten Stunde nach dem erfolgten Angriff beliefen sich die kanadischen Verluste auf etwa die Hälfte aller an Land gegangenen Soldaten, in etwa vergleichbar mit den amerikanischen Verlusten am Omaha Beach. Den angelandeten Schwimmpanzern gelang es aber, die Verteidigungspositionen der Deutschen erfolgreich zu bekämpfen. Nachdem es den Kanadiern nach einer Stunde gelungen war, den Wall von der Strandseite aus zu überwinden, konnten sie schnell weiter ins Landesinnere vordringen und die Deutschen wesentlich besser bekämpfen als die Amerikaner am Omaha Beach.
Gegen Mittag war die komplette kanadische 3. Division an Land und etliche Kilometer in das Hinterland vorgedrungen, um Brücken über die Seulles einzunehmen. Die Stadt Saint-Aubin-sur-Mer war um 18:00 Uhr in kanadischer Hand. Eine Gruppe des 6. kanadischen Panzerregiments konnte als einzige die gesteckten Ziele in der Normandie erreichen. Sie waren 15 km landeinwärts vorgerückt und kreuzten die Hauptstraße zwischen Caen und Bayeux. Ohne die unterstützende Infanterie mussten sie sich aber wieder zurückziehen.
Am Ende des D-Day war es den Kanadiern gelungen, so weit wie keine andere alliierte Einheit auf französischen Boden vorzudringen, obwohl sie bei der Landung auf ähnliche Gegenwehr gestoßen waren wie die Amerikaner am Omaha Beach. Dabei fielen insgesamt 340 Soldaten, weitere 574 wurden verwundet. Der Zusammenschluss mit den britischen Truppen, die am Sword Beach gelandet waren, erfolgte am Abend des nächsten Tages.

### Gold Beach

Cromwell-Panzer mit Soldaten auf dem Weg zum Gold Beach

Universal Carriers der 50. Division erreichen Gold Beach

Der Landungsstrand war unterteilt in die vier Abschnitte How, Item, Jig und King. Die beiden letzten waren weiterhin in die Unterabschnitte Green und Red unterteilt, so dass schlussendlich sechs Sektoren vorhanden waren.
Britische Truppen der 50. (Northumbrian) Infanteriedivision unter dem Kommando von Major General Graham, zugehörig zur britischen 2. Armee unter Lieutenant General Miles Dempsey, landeten am 6. Juni 1944 an diesem Strandabschnitt. Sie bestanden aus den vier Regimentern Devonshire, Hampshire, Dorsetshire und East Yorkshire. Weiterhin waren im Jig-Sektor die 231. Brigade und im King-Sektor die 69. Brigade den Landungstruppen zugewiesen, da die Strände lang genug waren, um die Soldatenanzahl zweier Brigaden bei der Landung aufzunehmen. Im Item-Sektor kämpfte das 47. Royal-Marine-Kommando zusammen mit der 50. Division. Zur Verteidigung lagen hier Teile der deutschen 716. Infanterie-Division und bei Le Hamel ein Bataillon der 352. Infanterie-Division, die Kampfgruppe Meyer.
Die Hauptaufgabe der alliierten Truppen lag darin, einen Brückenkopf am Strand zu bilden und dann die Stadt Arromanches einzunehmen, die als Lagepunkt für einen Mulberry-Hafen ausgewählt worden war. Danach sollte der Kontakt zu den US-amerikanischen Einheiten am Omaha Beach und den kanadischen Truppen am Juno Beach hergestellt werden.
Obwohl der deutsche Widerstand immer heftiger wurde, gelang es der 50. Division bei relativ geringen Verlusten durchzubrechen. Dies lag nicht zuletzt an der üppigen Ausstattung der Landungstruppen mit Panzern und gepanzerten Fahrzeugen der britischen 79th Armoured Division. Dazu gehörten die sogenannten Hobart’s Funnies, die mit 290-mm-Mörsern ausgestattet waren, um Hindernisse wie Minenfelder und größere Befestigungen aus dem Weg zu räumen.
La Rivière fiel schon morgens um 10:00 Uhr, und Le Hamel war am Nachmittag in britischer Hand. Die Briten konnten bis zum frühen Abend rund 25.000 Mann an Land bringen und verzeichneten insgesamt etwa 400 Tote. Der Brückenkopf konnte bis auf zehn Kilometer ins Inland ausgebaut werden, und Kontakt mit den Kanadiern vom östlich gelegenen Juno Beach wurde hergestellt. Arromanches wurde etwa gegen 22:30 Uhr vollständig besetzt, und die Briten erreichten kurz darauf die Außenbezirke von Bayeux.

### Omaha Beach

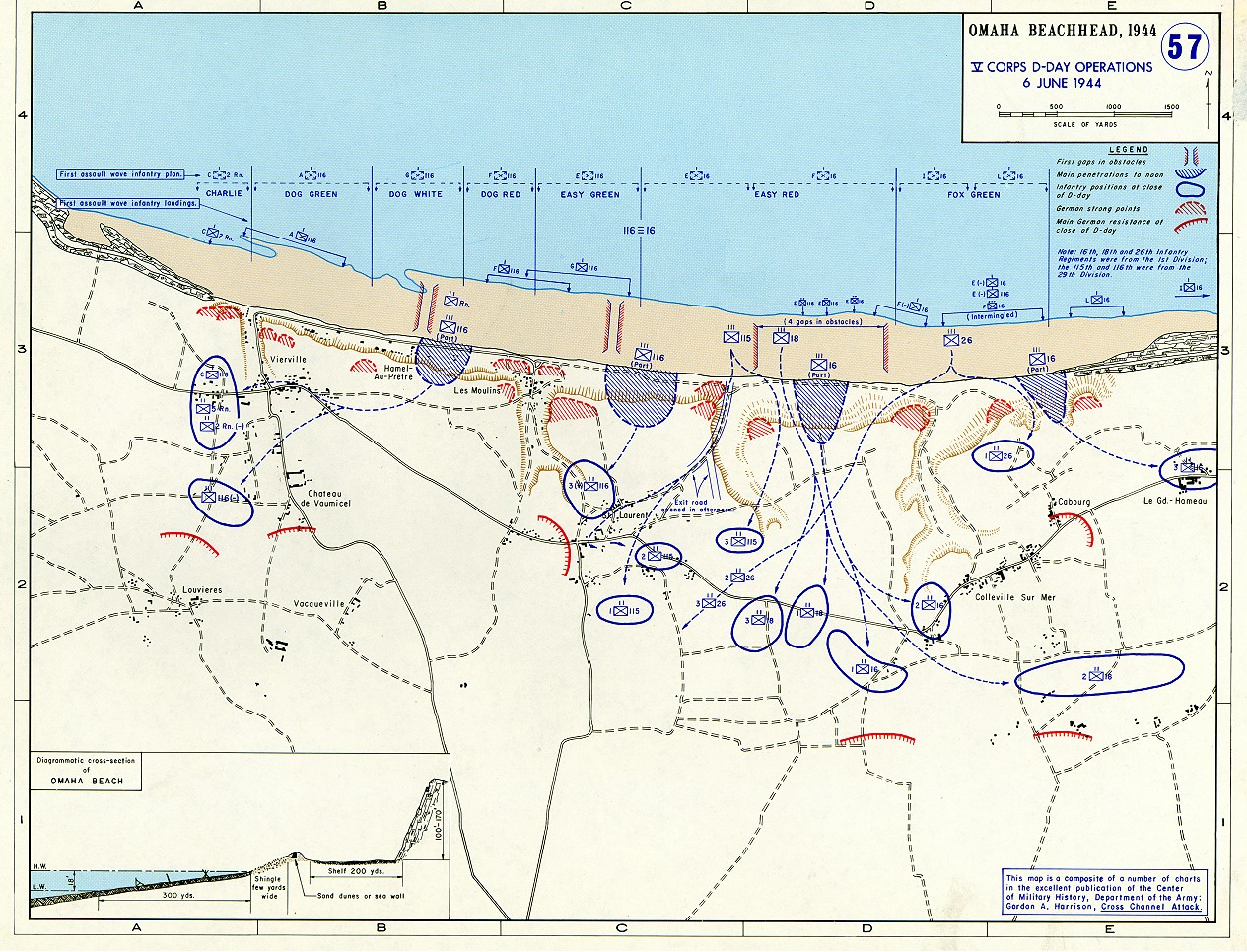
Der Omaha-Brückenkopf am 6. Juni 1944

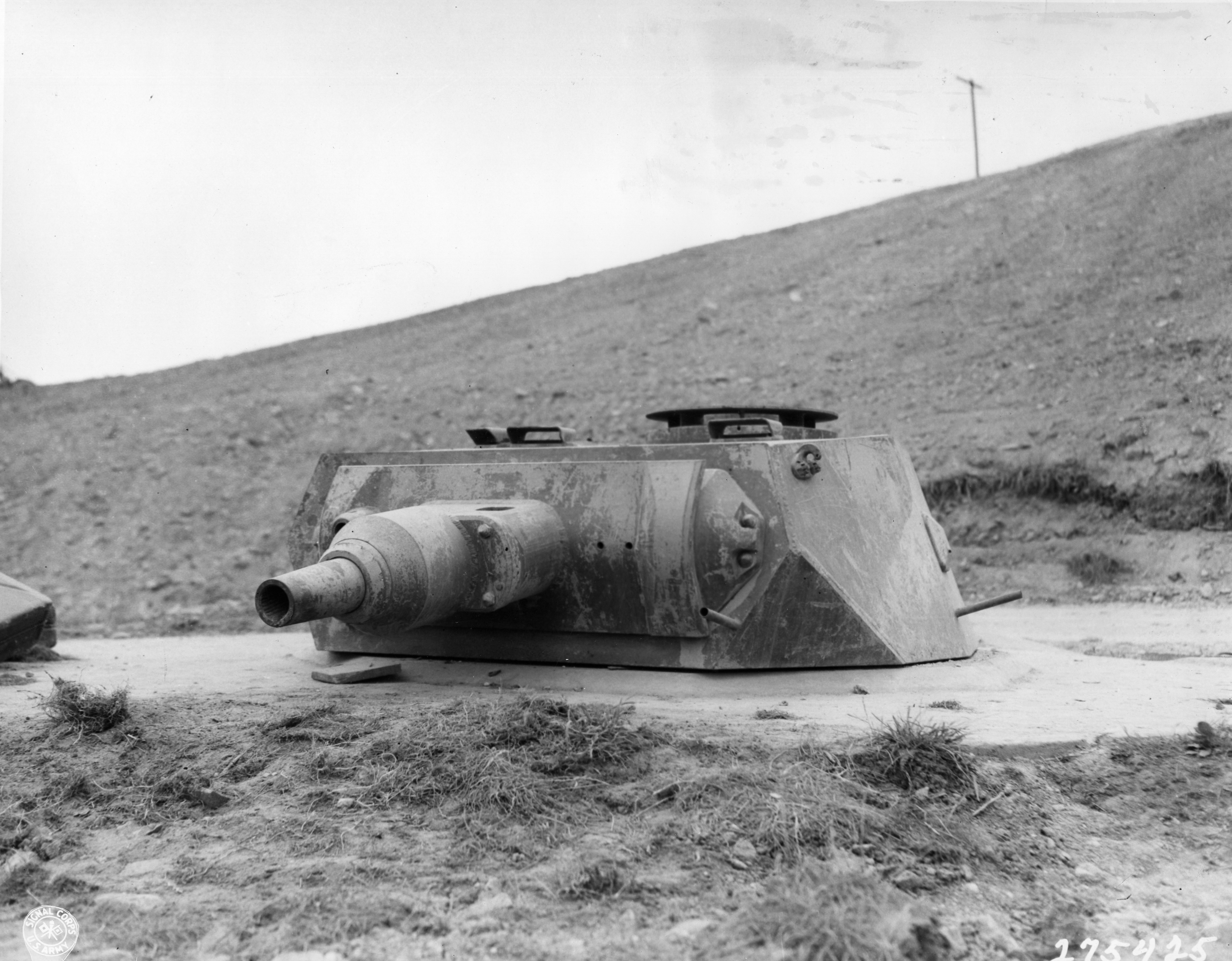
Stationäre Verwendung eines Panzer-IV-Geschützturms (Kaliber 7,5 cm) in einer deutschen Stellung bei Omaha Beach

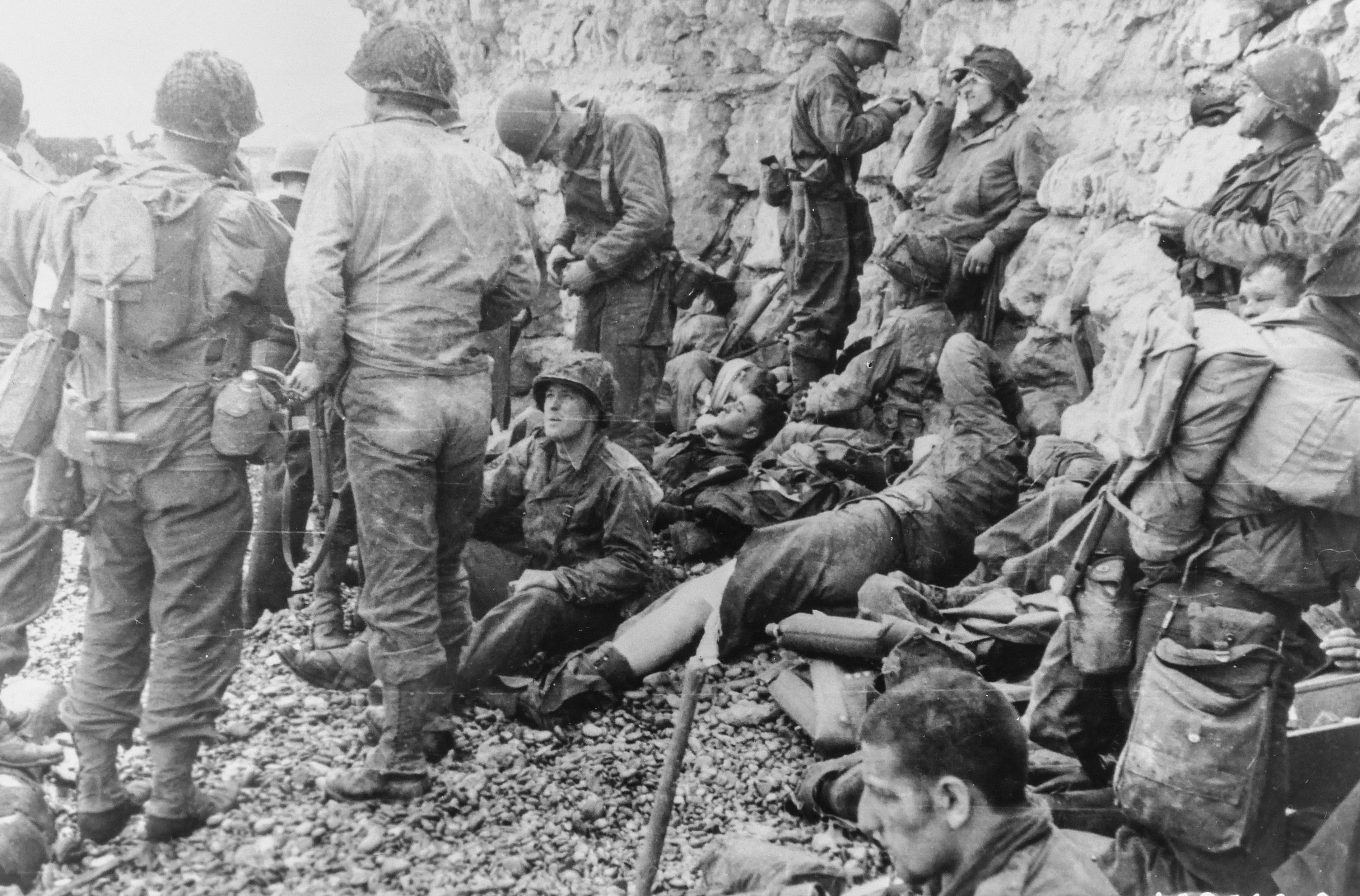
US-Soldaten rasten am Omaha-Kliff, werden versorgt und bereiten sich für den nächsten Angriff vor.

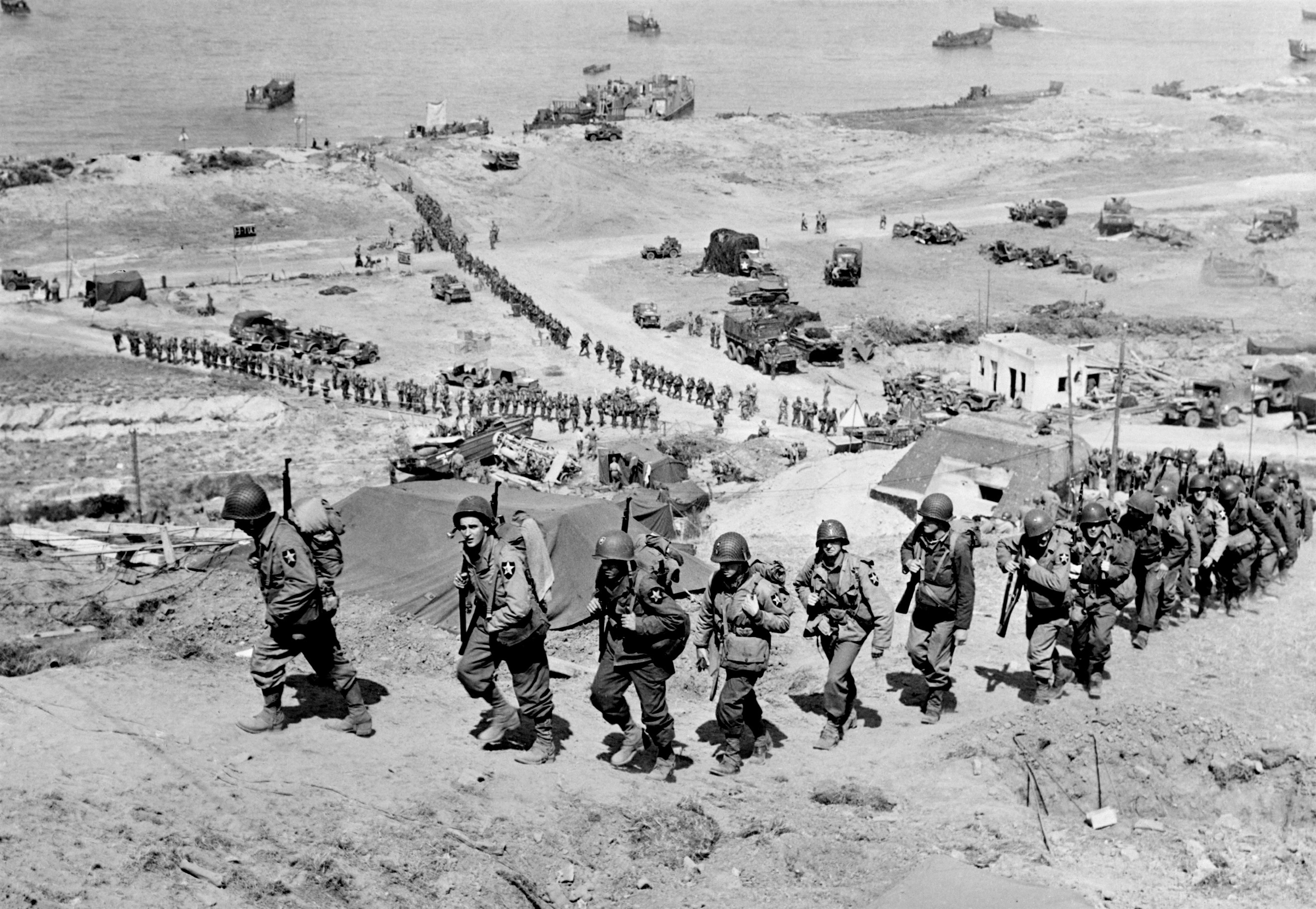
Männer der 2. US-Infanteriedivision am E1 Beach Exit und das Widerstandsnest WN 65 am 7. Juni 1944

Omaha Beach war der mit mehr als zehn Kilometern Länge ausgedehnteste Landungsabschnitt und noch einmal unterteilt in acht Landungszonen, die von West nach Ost als Charlie, Dog Green, Dog White, Dog Red, Easy Green, Easy Red, Fox Green und Fox Red bezeichnet wurden. Easy Red war mit rund 2,2 km der längste Abschnitt.
Zur Küstensicherung war die 716. Infanterie-Division eingesetzt. Sie wurde von General Wilhelm Richter mit Hauptquartier in Caen befehligt. Die 716. Infanterie-Division wurde bereits seit Juni 1942 an der Küste als sogenannte statische Division eingesetzt. Ab Mitte März 1944 kam die 352. Infanterie-Division zusätzlich an den Strandabschnitt und übernahm die Hälfte des Verteidigungsbereichs der 716. Infanterie-Division.
Die Landungstruppen erlitten am Omaha Beach die größten Verluste, da die 448 B-24 Bomber mit 1285 Tonnen Bomben der 2nd Bombardment Division der 8th Air Force aufgrund schlechter Sicht die deutschen Stellungen verfehlten und dadurch die Verteidigungsanlagen größtenteils intakt blieben. 117 B-24-Bomber kehrten sogar mit ihrer Ladung wieder zurück nach England, da sie ihre Ziele nicht fanden.
Der erste bedeutende Durchbruch gelang um 09:00 Uhr am Abschnitt Dog White. Hier bestand die Verteidigung nur aus leichtem, nicht konzentriertem Maschinengewehrfeuer aus dem Widerstandsnest WN 60. Etwa 20 Minuten später gelang es der C-Kompanie des 116. Regiments und Rangern des 5. Rangerbataillons unter dem Befehl von General Norman Cota, den steilen Strandabschnitt zu ersteigen und in das Hinterland vorzudringen. General Cota führte seine Männer von Osten nach Vierville und kämpfte sich dann den Weg zum Strand (D1 Beach Exit) hinunter.
An anderen Stellen des Omaha Beach waren wesentlich stärker bewaffnete und befestigte deutsche Verteidigungsstellungen zu überwinden. General Bradley empfing gegen Mittag die Nachricht, dass große Truppenteile auf dem Strandabschnitt Easy Red feststecken. Auf den Abschnitten Easy Red und Easy Green trafen weitere Verstärkungswellen ein, und die Verwundeten wurden abtransportiert.
Das deutsche Widerstandsnest WN 72 ergab sich etwa um 13:00 Uhr, so dass der Strandausgang D1 nach Vierville-sur-Mer frei war. Ab 20:00 Uhr trafen weitere Landungswellen ein, die zusätzliches Material wie Panzer und Artillerie brachten. Auf der Westseite von Omaha Beach gelang es der 1. US-Division nicht, die Tagesziele zu erreichen. Am Morgen des 7. Juni unternahmen Teile des deutschen Grenadierregiments 915 nochmals einen Vorstoß in Richtung Küste. Dieses Unternehmen scheiterte und führte zum endgültigen Zusammenbruch im Strandbereich.
Ab dem 7. Juni 1944 zogen sich die restlichen deutschen Truppenteile nur noch zurück, da gegen die Übermacht der alliierten Panzer, Artillerie und Luftwaffe ein Ankämpfen mit Handwaffen und den vereinzelten Panzern nicht mehr möglich war.

### Pointe du Hoc

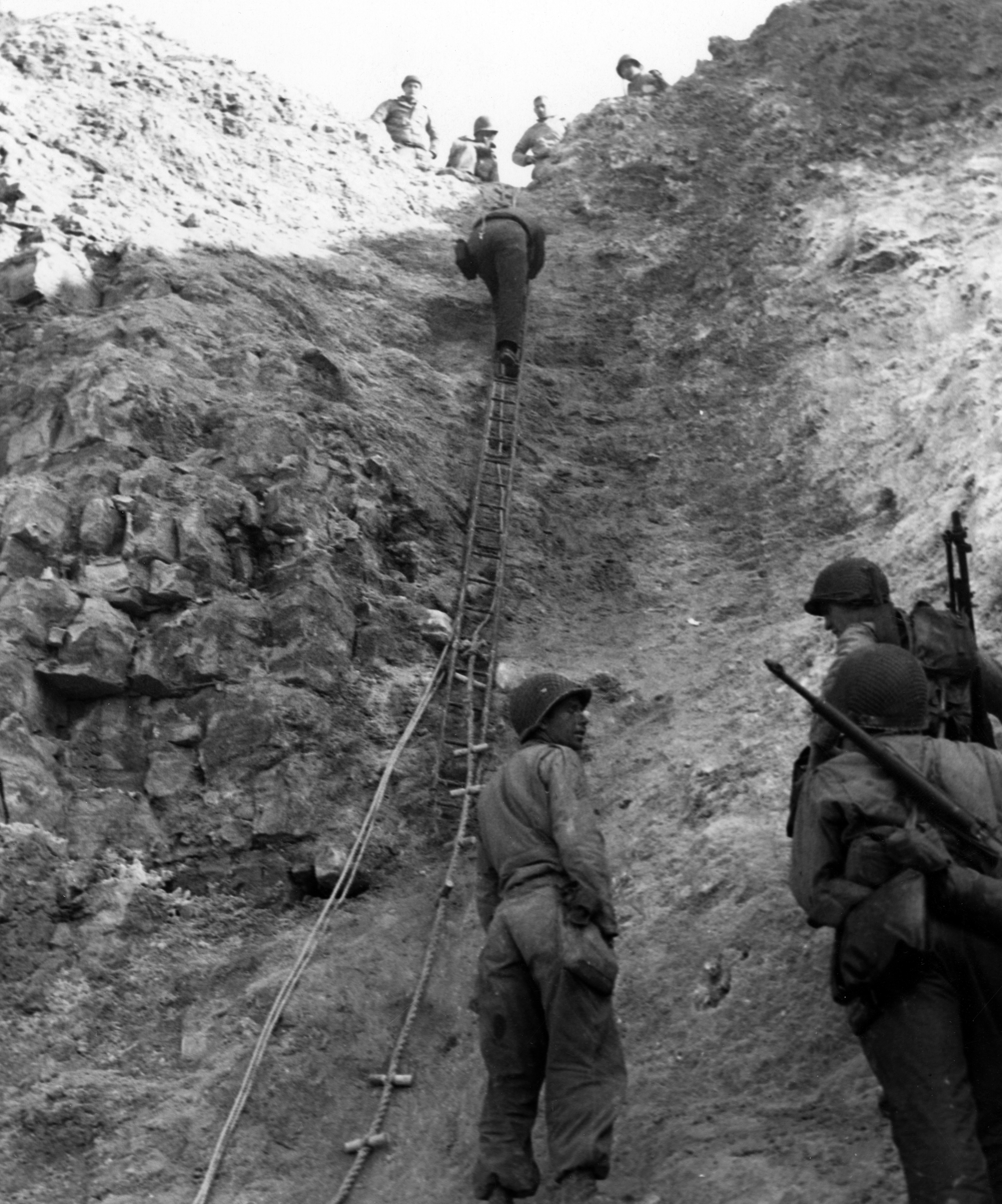
Ranger klettern die Steilküste hinauf …

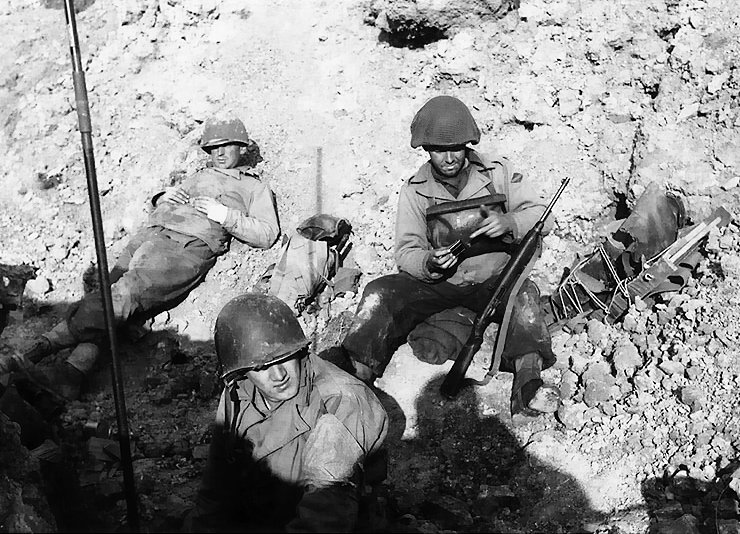
… und ruhen sich auf dem Pointe du Hoc aus (6. Juni 1944).

Bei Pointe du Hoc (in Dokumenten der US Army oft fälschlicherweise Pointe du Hoe geschrieben) befanden sich sechs deutsche Stellungen mit 155-mm-Artilleriegeschützen, die den Strand bewachten und somit die amerikanischen Landungstruppen an den Strandabschnitten Utah und Omaha Beach unter Beschuss hätten nehmen können. Obwohl die Stellungen oft von Bomberverbänden und Schiffsartillerie angegriffen wurden, waren die Befestigungen zu stark und hielten dem Beschuss stand. Deshalb wurde dem US-amerikanischen 2. Rangerbataillon der Auftrag gegeben, die Geschütze am Morgen des D-Day zu vernichten.
Das aus 225 Männern bestehende Rangerbataillon wurde von Lieutenant Colonel (Oberstleutnant) James Earl Rudder angeführt. Der Plan sah für die drei Rangerkompanien (D, E und F) vor, von See aus am Fuß der Klippen anzulanden und dann mit Seilen, Leitern und ähnlichem die Felswände emporzuklettern. Danach sollten die Truppen das obere Kliff erobern. Der Angriff sollte vor den alliierten Hauptlandungen ausgeführt werden. Es war vorgesehen, den Angriff um 06:30 Uhr morgens zu beginnen. Eine halbe Stunde später sollte eine zweite Gruppe, bestehend aus acht Kompanien, folgen. Daraufhin sollten sie von Truppen, die am Abschnitt „Dog Green“ bei Omaha Beach landeten, abgelöst werden.
Nach einigen anfänglichen Rückschlägen aufgrund schlechten Wetters und Navigationsproblemen landeten die Amerikaner 40 Minuten später als vorgesehen am Fuße der Klippen, während der Angriff von alliierten Zerstörern unterstützt wurde. Die Deutschen leisteten jedoch verbissen Widerstand und warfen Felsbrocken und Handgranaten auf die heraufkletternden Amerikaner. Um 07:08 Uhr waren alle Ranger auf den Klippen angekommen und stürmten die deutschen Stellungen. Nach einer etwa 40-minütigen Aktion waren die Klippen mit relativ geringen Verlusten genommen.
Die Geschütze waren allerdings schon weggeschafft worden, möglicherweise wegen der Bombenangriffe, welche die Invasion einleiteten. Die Ranger formierten sich auf dem Kliff neu, errichteten Verteidigungsstellungen und schickten einige Männer weiter ins Inland, um die Geschütze zu suchen. Eine der Patrouillen fand die Geschütze unbewacht und ohne Munition in einem Obstgarten, etwa einen Kilometer südwestlich von Pointe du Hoc. Die Patrouille zerstörte einige der Geschütze mit Thermit-Granaten, wodurch der Höhen- und Schwenkmechanismus zerstört wurde. Die zweite Patrouille kam hinzu und zerstörte die verbleibenden Geschütze.
Nachdem die Ranger Pointe du Hoc erobert hatten, wurden sie am 6. und 7. Juni mehrmals von deutschen Truppen angegriffen und 200 m vor der Spitze der Klippe eingekesselt. Das 116. US-Infanterieregiment und das 5. US-Rangerbataillon, die von Omaha Beach kamen, rückten ca. 900 m an die eingeschlossenen Ranger heran. In der Nacht vom 7. auf den 8. Juni befahl der Befehlshaber der deutschen Truppen, die die Ranger einkesselten, sich zurückzuziehen, woraufhin die amerikanischen Verstärkungen durchbrechen konnten.
Am Ende des zweiten Tages war die Einheit von mehr als 225 Männern auf 90 noch kampffähige Männer geschrumpft.

### Utah Beach

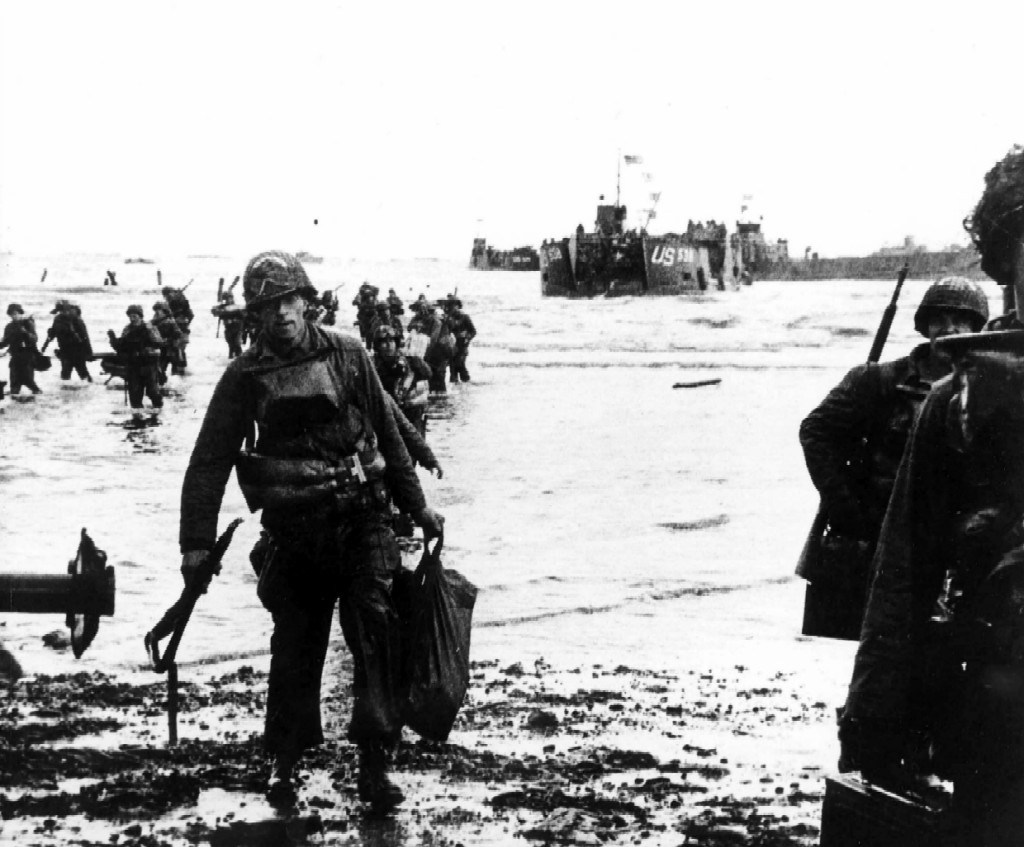
Landung am Utah Beach

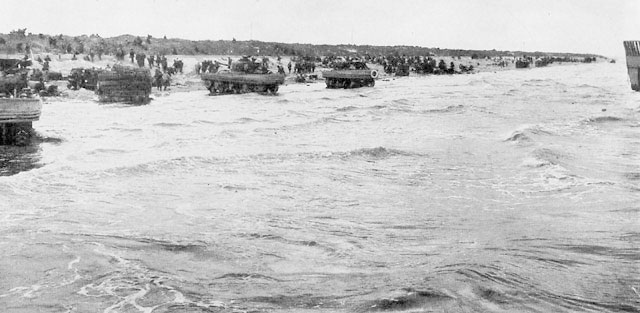
Schwimmpanzer rollen an den Strand

Der Landungsplan umfasste vier Wellen. Mit der ersten Welle sollten in insgesamt 20 Landungsbooten, die mit je einem 30 Mann starken Kampfteam des 8. Infanterieregiments der 4. US-Infanteriedivision besetzt waren, zwei Landeköpfe etabliert werden.
Die komplette Operation baute auf der ersten Landungswelle auf, die für 06:30 Uhr am Morgen vorgesehen war. Etwa zur gleichen Zeit sollten auch acht mit je vier Schwimmpanzern bestückte Landungsboote auf den Weg geschickt werden.
Die erste Welle ging jedoch 1800 Meter südlich des geplanten Landeabschnitts an Land. Dies war die Folge einer starken seitlichen Strömung, die die Landungsboote nach Süden abdrängte. Da die Küstenlinie infolge des vorangegangenen Beschusses von Rauchwolken verdeckt war, fehlten den Besatzungen der Landungsboote Orientierungspunkte für eine Kurskorrektur.
Der falsche Landeort hätte eigentlich zu großer Verwirrung führen können, die aber nicht eintrat. Zwar ließen sich die einzelnen Befehle nicht im Detail ausführen, aber Brigadegeneral Theodore Roosevelt, jr., der stellvertretende Kommandeur der 4. US-Infanteriedivision, hatte die Lage im Griff und ließ die erreichbaren starken deutschen Stellungen angreifen. So konnten die Amerikaner schnell zu den Hauptstraßen im Hinterland vorstoßen und die Deutschen von dort aus attackieren.
Den Soldaten schlug nur relativ wenig Gegenwehr entgegen, so dass die Verluste mit 197 Männern als sehr gering beziffert werden konnten. Einige deutsche Artilleriestellungen beschossen die Schiffe auf See, konnten dort aber keine Schäden anrichten.
Am Ende des Tages hatten mehr als 20.000 Soldaten mit 1.700 Fahrzeugen am Utah Beach französischen Boden betreten.

## Deutsche Reaktionen
Da für den 5. und 6. Juni 1944 schlechtes Wetter vorausgesagt worden war, waren viele Generäle abwesend. Einige, wie der Befehlshaber der 7. Armee, Generaloberst Friedrich Dollmann, hielten sich bei Planspielen (Stabsübung) in Rennes auf. Rommel besuchte am 6. Juni seine Frau in Deutschland, da diese ihren 50. Geburtstag feierte.
Die deutsche Abwehr wusste von zwei Zeilen aus Paul Verlaines Gedicht Herbstlied, die kurz vor der Invasion Störaktionen der französischen Widerstandsbewegung auslösen sollten und die über BBC verlesen wurden. Die entscheidende zweite Zeile kündigte die Invasion innerhalb der nächsten 48 Stunden gerechnet von 00:00 Uhr des auf die Durchsage folgenden Tages an.
„Die am 5. Juni um 21:15 Uhr beginnende Sendung mit verschlüsselten Mitteilungen an die Résistance hatte an diesem Tag die doppelte Länge und erregte auch in Rundstedts Hauptquartier Argwohn. Von 22 Uhr an meldeten Radarstationen zwischen Cherbourg und Le Havre, sie würden gestört, und Stationen von Fécamp bis Calais ungewöhnlich starke Schiffsbewegungen im Kanal. […] Trotz allen immer deutlicher werdenden Anzeichen wies v. Rundstedts Stabschef, Blumentritt, die Meinung ab, daß dies der Beginn der Invasion sei, und der Oberbefehlshaber West befahl keine besonderen Vorkehrungsmaßnahmen. In Rommels Hauptquartier hatte man aber bereits gehandelt. Um 22:00 Uhr wurde für alle Truppen höchste Alarmbereitschaft befohlen, aber nur die für die 15. Armee, die Divisionen zwischen Orne und Schelde. Die 7. Armee an dem Küstenabschnitt, dem sich jetzt die Invasionsflotte näherte, erhielt keinerlei Warnung.“
Dort wurde die Invasion nicht erwartet.
Die 7. Armee wurde erst am 6. Juni nachts um 01:20 Uhr von der Meldung des Kommandos des LXXXIV. Korps überrascht, dass „Seit 0.30 Uhr Fallschirmabsprünge im Raum ostwärts Caen [… bis] Ostküste Cotentin“ stattfänden. Um 02:40 Uhr wurde der Stabschef unterrichtet: „Nach Ansicht des Ob. West handelt es sich nicht um Großaktion.“
Während die deutschen Radarstationen nördlich der Seine weiterarbeiten ‚durften‘, um die vorgetäuschten Geleitzüge zu melden, waren die Störungen in der Normandie von solchem Ausmaß, dass die „Invasionsflotte erst entdeckt [wurde], als die für Utah bestimmten Schiffe um 02:00 Uhr ihren 12 Meilen von der Küste der Halbinsel Cotentin entfernten ‚Transportabschnitt‘ [zur Umladung auf kleine Landungsfahrzeuge] erreicht hatten, und dann nicht durch Radar, sondern durch direkt wahrnehmbares Geräusch!“

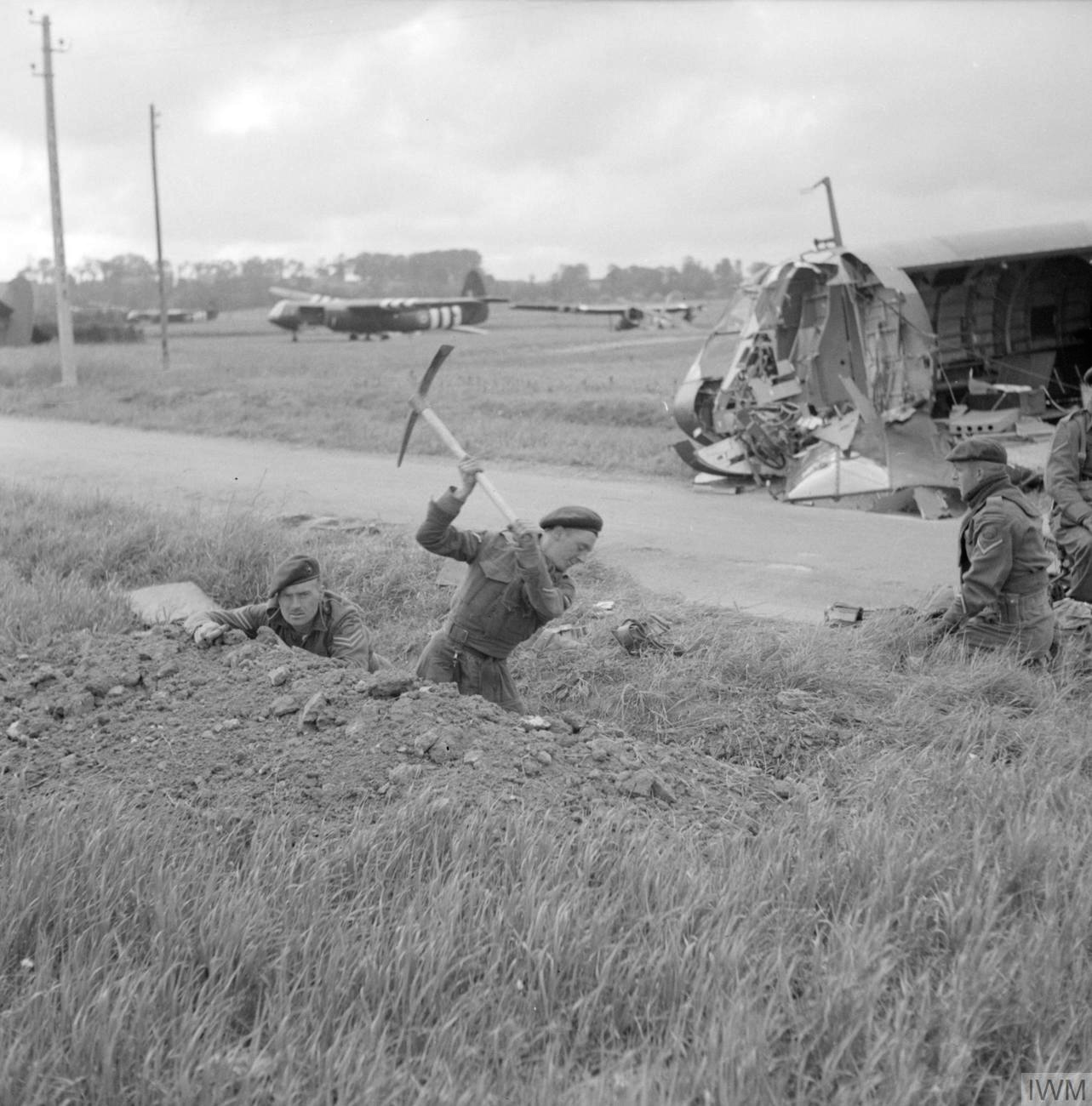
Soldaten der 1. britischen Special Service Brigade beim Ausheben von Verteidigungsstellungen nahe der Orne, 7. Juni 1944

In der Folge wurde Rundstedts Hauptquartier von Meldungen überschüttet; die Täuschungsmanöver zwischen Le Havre und Rouen waren aber noch nicht aufgedeckt. „Um 4.00 Uhr, als die Lage noch undurchsichtig war, ersuchte Blumentritt telefonisch Jodl in Berchtesgaden um die Genehmigung Hitlers, die 12. SS-Panzer-Division und die Panzer-Lehr-Division zum Einsatz gegen die Landungen in der Normandie heranzuziehen. Jodl antwortete, der Führer wolle die operative Reserve nicht vorschnell binden.“ Auch die 7. Armee meldete in der Morgenlage um 06:45 Uhr an Rommel: „Es ist möglich, daß es sich um Ablenkungsangriffe handelt.“
Die katastrophale Informationslage bewirkte, dass vor Ort bis in die Mittagszeit am 6. Juni kaum koordinierte Maßnahmen möglich waren und auch Abwehrerfolge eher zufällig geschahen.
Der westalliierten Streitmacht stand eine relativ kleine deutsche Luftwaffe gegenüber. Am frühen Morgen der Landung griffen zwei deutsche Jagdflugzeuge, geflogen von Oberstleutnant Josef Priller und Feldwebel Heinz Wodarczyk, die alliierten Landungstruppen am Strand mit Bordwaffen an. Gegen 10:00 Uhr griffen zwölf Fw 190 der I./JG 2 die Landungsflotte mit BR-21-Werfer-Geschossen an, wobei ein Landungsschiff getroffen wurde. Viele Flugzeuge waren am 4. Juni ins Landesinnere verlegt worden, weil man die bisherigen Flugplätze als zu bedroht ansah. Einige Einheiten wurden bereits im Laufe des Tages in die Kampfzone zurückverlegt. Am Abend fanden mehrere Angriffe des SG 4 mit Jagdbombern auf die alliierte Landungsflotte und auf Fahrzeuge statt, wobei zwei Volltreffer auf Landungsschiffe gemeldet wurden. Im Verlaufe des D-Days hatten die Alliierten die absolute Luftherrschaft (→ Luftkrieg während der Operation Overlord).
„Hitlers Anordnung von 4.00 Uhr, die den Einsatz der strategischen Panzerreserve verbot, war nahezu 12 Stunden in Kraft. […] und erst um 16.00 Uhr erfuhr die 7. Armee. daß [die beiden Panzer-Divisionen] ihrem Befehl unterstellt worden waren. Zu dieser Zeit war es für jede dieser Divisionen zu spät, in die Schlacht bei Caen einzugreifen. […] Die vom Wetter verursachten Verzögerungen wurden ausgeglichen durch die Entschlußlosigkeit der deutschen Obersten Führung, und als der X-Tag zu Ende ging, hatte[n die Alliierten] noch die Initiative.“
Am Abend des 6. Juni war es „das einzige Mal, wo Hitler, v. Rundstedt und Rommel übereinstimmten: Dieser Angriff war ein Ablenkungsmanöver, um die deutschen Reserven westlich der Seine zu binden und dann zu einem Hauptangriff am Pas de Calais zu schreiten.“ So wurden mit wenigen Ausnahmen vorerst nur die vor Ort befindlichen Kräfte zur Abwehr der Invasion eingesetzt.

„Noch am Abend des 9. Juni äußerte Rommel zu Dollmann, er erwarte auf der Halbinsel (Cotentin) keine weiteren Luftlandungen, da das OKW in den nächsten Tagen mit Großlandungen an der Kanalküste rechnet.“

Als erste Berichte von der Invasion Deutschland erreichten, war die offizielle Reaktion der Bevölkerung Erleichterung, ja sogar Freude. Man war der Meinung, dass man den Feind, der nun zum Greifen nahe war, endlich entscheidend schlagen könne. Andere aber (z. B. an der Ostfront, wo im Sommer 1944 ein totaler Zusammenbruch der Heeresgruppe Mitte stattfand) waren unter der Hand der Meinung, dass der Krieg, der nach der Katastrophe von Stalingrad ohnehin verloren sei, jetzt (anderthalb Jahre später) bald zu Ende gehen werde. Jedenfalls verschwand in den Tagen nach der alliierten Invasion in der Normandie schlagartig bei der gesamten Bevölkerung das Vertrauen in den seit 1942 von der NS-Propaganda als unüberwindbar angepriesenen Atlantikwall. Mit anderen »Wällen«, z. B. dem Westwall, war es später ebenso.

## Folgetage der Landung

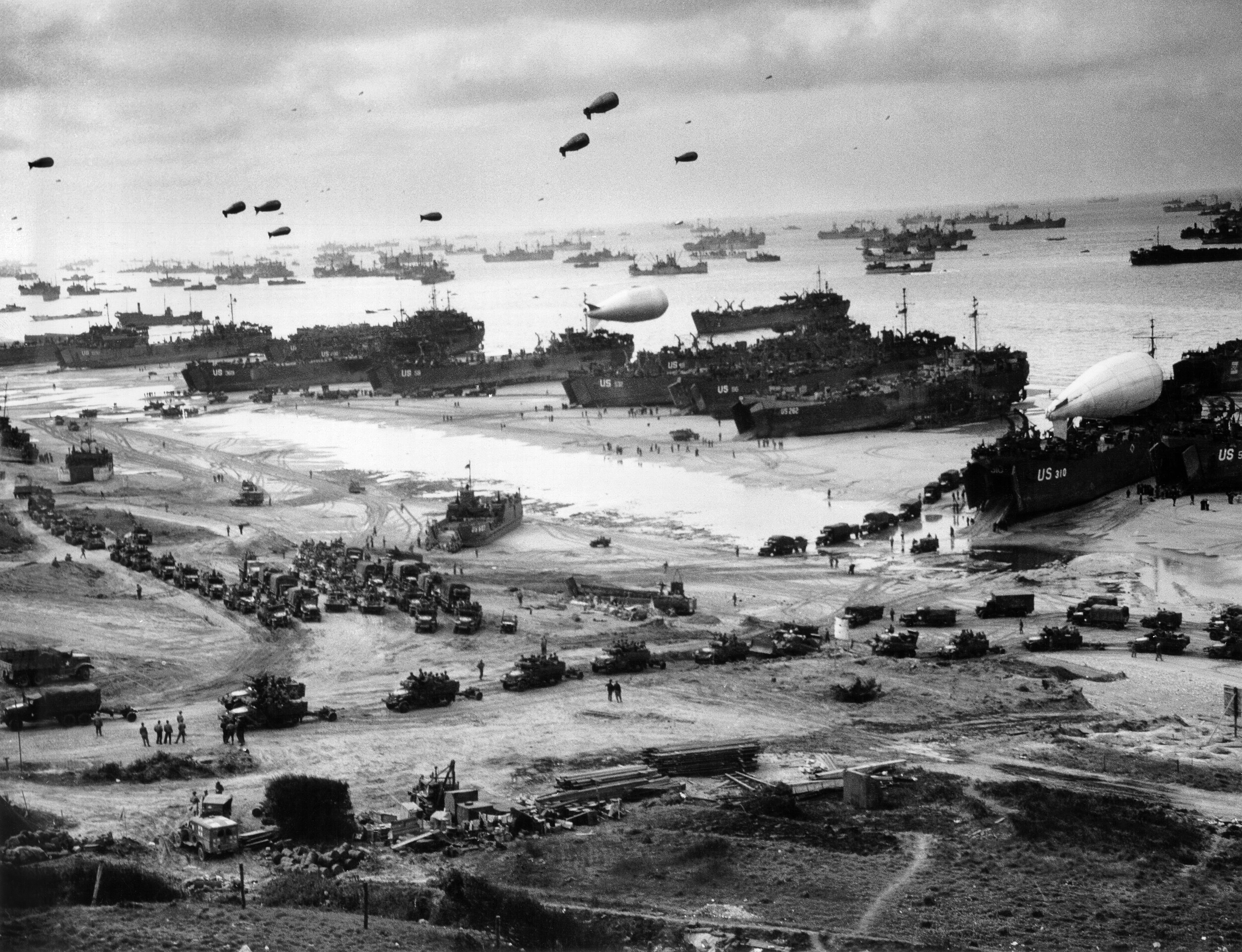
Nachschublandungen und Sperrballone an Omaha Beach

Die Alliierten hatten bei ihren amphibischen Landungen im Mittelmeerraum erkannt, dass es einer gut durchdachten Organisation an den Stränden bedurfte, um die Bewegungen der Schiffe und Fahrzeuge zu koordinieren und die Nachschubgüter zu lagern bzw. zu verwerten. Daher setzten sie Strandmeister ein, wobei es pro Landungsabschnitt (Omaha, Utah Beach etc.) einen Beach Naval Officer-in-Charge (NOIC) gab, der die Versorgung organisieren sollte. So sorgten die Alliierten sogar für Bäcker- und Barbierstände und weitere Einrichtungen an den Stränden. Admiral Ramsay sagte später:

„Die Strandmeister stehen bei der ersten Anlandung vor einer übermenschlichen Aufgabe. Die Strände sind lang, und es ist schwierig, sie schnell und gründlich zu inspizieren. Die Strandtrupps sind höchst gefährdet, überall ändert sich die Lage schnell.“

Für die Koordinierung der Ankunft und Rückkehr von Nachschub- und Geleitzügen wurden zwei schwimmende Kommandostellen in jedem Gebiet eingerichtet, die die Namen Captain Southbound Sailings und Captain Northbound Sailings trugen. Der Omaha Beach diente nach dem D-Day als Hafenanlage, während bereits drei Tage nach der Landung der schnellstmögliche Aufbau der beiden Mulberrys begann, zuerst Mulberry B bei Arromanches und kurz darauf Mulberry A am Omaha Beach bei Vierville/Saint-Laurent. Damit war der Nachschub von der britischen Insel gesichert. Obwohl Mulberry A bereits am 19. Juni durch einen schweren Sturm zerstört wurde, konnten bis zum 31. Oktober 628.000 Tonnen Nachschubgüter, 40.000 Fahrzeuge und 220.000 Soldaten an Land gehen.
Um einen gesicherten Brückenkopf aufzubauen, mussten die nächstgelegenen Städte eingenommen werden und ein Zusammenschluss der Landungstruppen erfolgen. Gleichzeitig mussten die Strände geschützt werden, um die Nachschubtransporte sicher an Land bringen zu können. Aus diesen Gründen wurden Patrouillen und ganze Kampfverbände in das Hinterland geschickt, die vorrücken und die Städte erobern sollten, was die Deutschen jedoch zu verhindern versuchten. In der Folge entbrannten schwere Kämpfe hinter den Stränden. So versuchte die 12. SS-Panzer-Division „Hitlerjugend“ vom 7. bis zum 8. Juni, die kanadischen Einheiten bis zum Strand zurückzudrängen, was ihr aber nicht gelang.
Auch während der Schlacht um Carentan (8. bis 15. Juni) wurde der deutsche Widerstand schließlich gebrochen und Carentan von den Alliierten eingenommen.

### Offensive der Sowjetunion

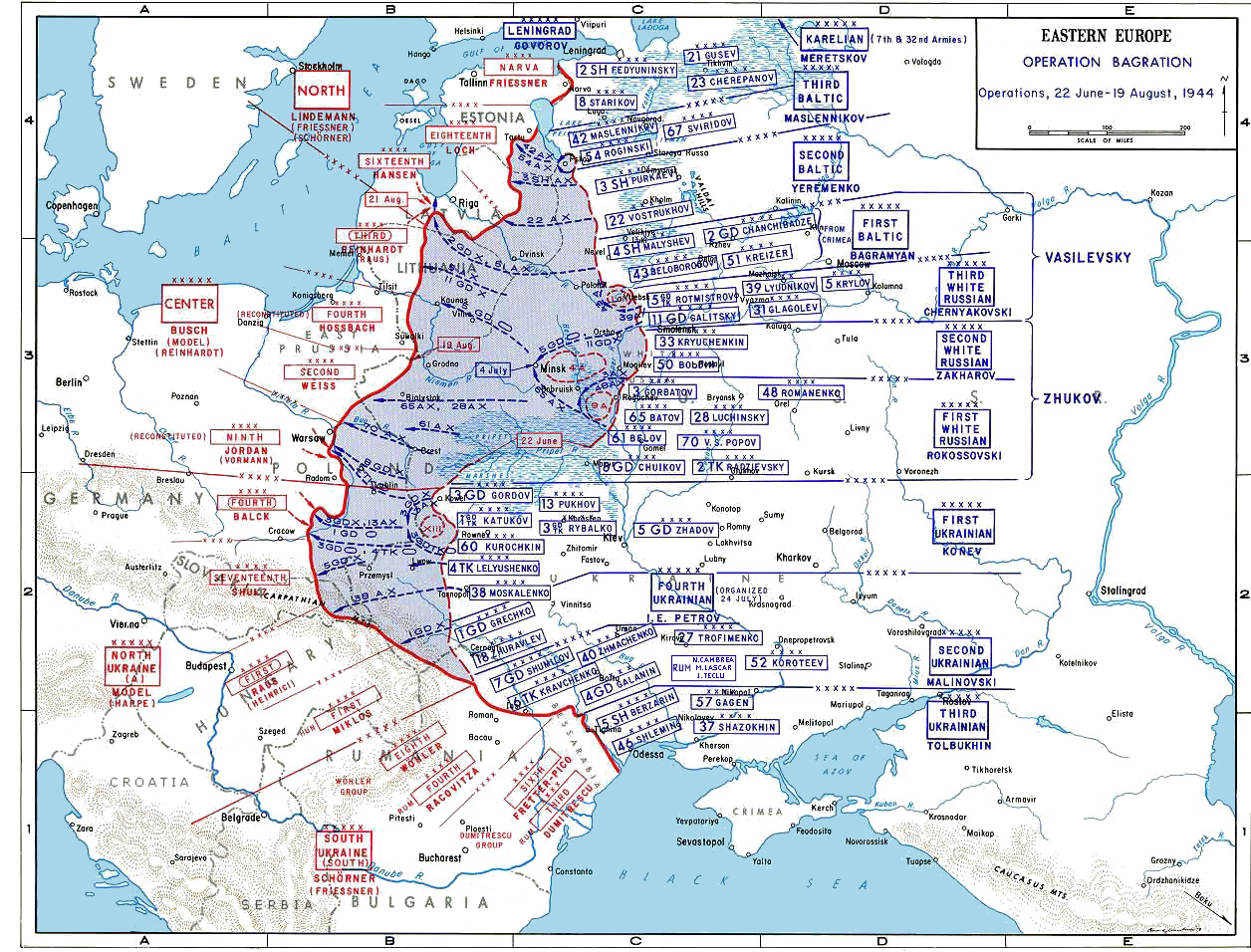
Die Operation Bagration

Durch die große Sommeroffensive der Sowjetunion im Mittelabschnitt der Ostfront, die Operation Bagration, die am dritten Jahrestag des deutschen Überfalls auf die Sowjetunion, am 22. Juni des Jahres 1944, begann, wurden die deutschen Verbände enorm geschwächt.
Aufgrund der alliierten Invasion in der Normandie waren deutsche Verbände von der Ostfront abgezogen worden, weshalb weniger Truppen an den deutschen Frontlinien im Osten zur Verfügung standen. Vier sowjetische „Fronten“ (Armeegruppen), zusammen mit mehr als 120 Divisionen und 2,15 Millionen Soldaten, rückten gegen die mit etwa 600.000 Soldaten stark unterlegenen und schlecht ausgerüsteten deutschen Truppen der 9. und 4. Armee sowie der 3. Panzerarmee vor.
Die Rote Armee nutzte ihre Überlegenheit und erzielte auf ganzer Linie Durchbrüche, in die dann Panzerkeile vorstießen. Operativ wendete sie damit zum ersten Mal die von den Deutschen drei Jahre zuvor gegen sie verwendeten Verfahren des Blitzkriegs an. Begünstigt wurde dies durch Hitlers Befehle, zu halten und „Feste Plätze“ zu bilden, anstatt zur beweglichen Verteidigung überzugehen. So kam es zu Kesseln und letztlich zur Vernichtung der Heeresgruppe Mitte mit drei deutschen Armeen (insgesamt 25 deutsche Divisionen).
Es folgte ein deutscher Rückzug von 500 Kilometern in Richtung Westen, wo die Front erst Mitte August vor der deutschen Reichsgrenze zum Stehen kam. Die Heeresgruppe Nord wurde von allen Landverbindungen abgeschnitten, hielt sich jedoch bis zur Kapitulation im Mai 1945 in Kurland. Nach neuesten Schätzungen verloren die Deutschen bei der Operation, die bis zum 19. August andauerte, über 670.000 Mann, die Rote Armee ungefähr 765.000 Mann. Die Verluste der Wehrmacht konnten nicht wieder ausgeglichen werden, zumal Deutschland zu diesem Zeitpunkt in einem Drei-Frontenkrieg stand. So wurden auch die Nachschübe für deutsche Truppen an der Invasionsfront in Nordfrankreich immer weniger, was den Vormarsch der alliierten Truppen Richtung Osten begünstigte.

### Erweiterung des Brückenkopfes

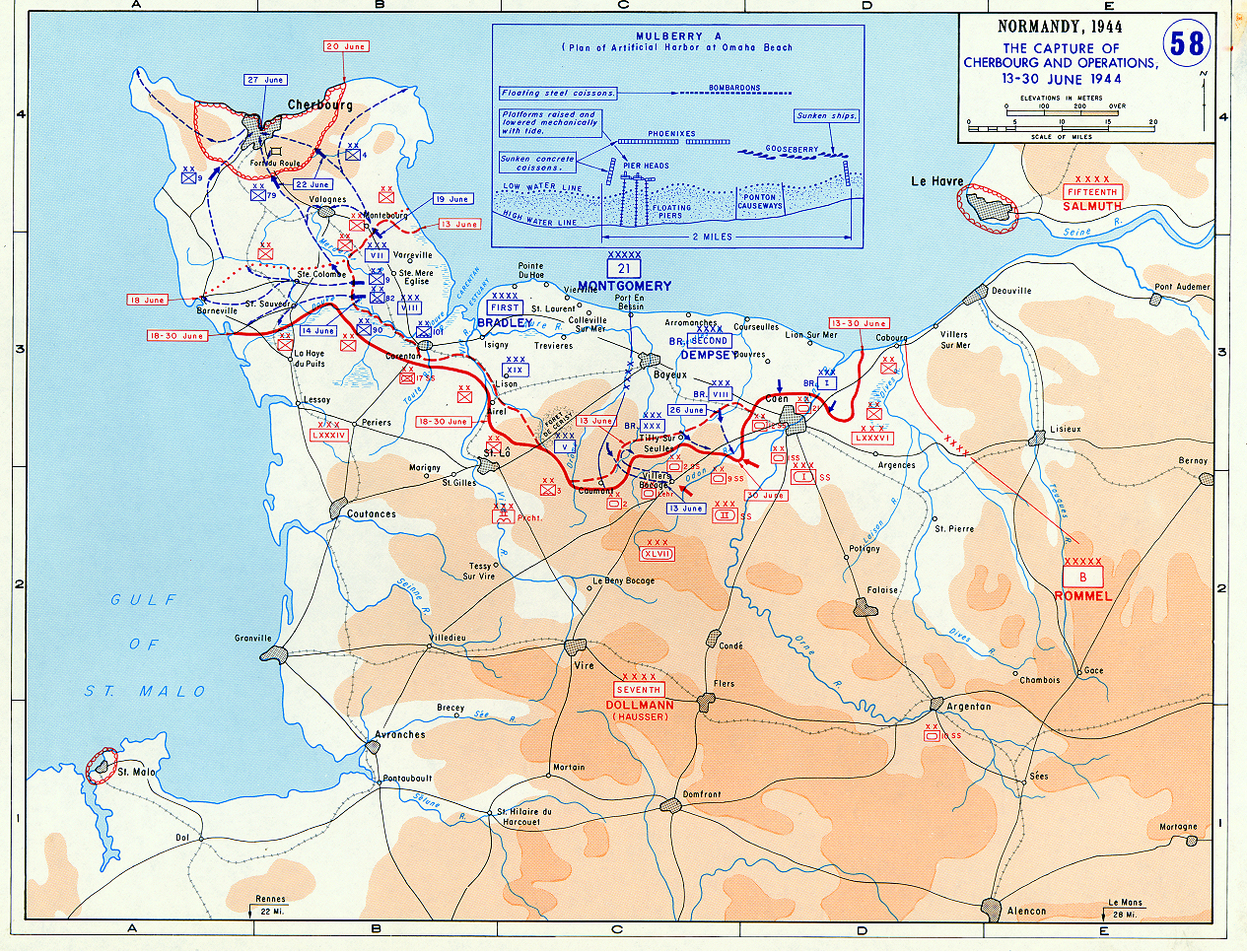
Die Situation in der Normandie bis zum 30. Juni 1944

Bis zum 12. Juni gelang es den Alliierten, die Brückenköpfe auf einer Länge von etwa 100 km und einer Tiefe von rund 30 km landeinwärts miteinander zu verbinden. In nur sieben Tagen war es ihnen gelungen, 326.000 Soldaten, 54.000 Fahrzeuge und mehr als 100.000 t Kriegsmaterial anzulanden. Trotz dieses Erfolges liefen sie ihrer Overlord-Planung hinterher. So war beispielsweise die Einnahme der Stadt Caen schon für den Landungstag vorgesehen. Auch der Vormarsch durch das Bocage-Gelände der Cotentin-Halbinsel in Richtung der Orte im Landesinneren, wie Carentan (→ Schlacht um Carentan), und des wichtigen Kanalhafens Cherbourg gestaltete sich äußerst mühsam. Die Hecken und Gräben boten den deutschen Verteidigern hervorragende Deckungsmöglichkeiten. Besonders für Scharfschützen war das Gelände ausgezeichnet geeignet.

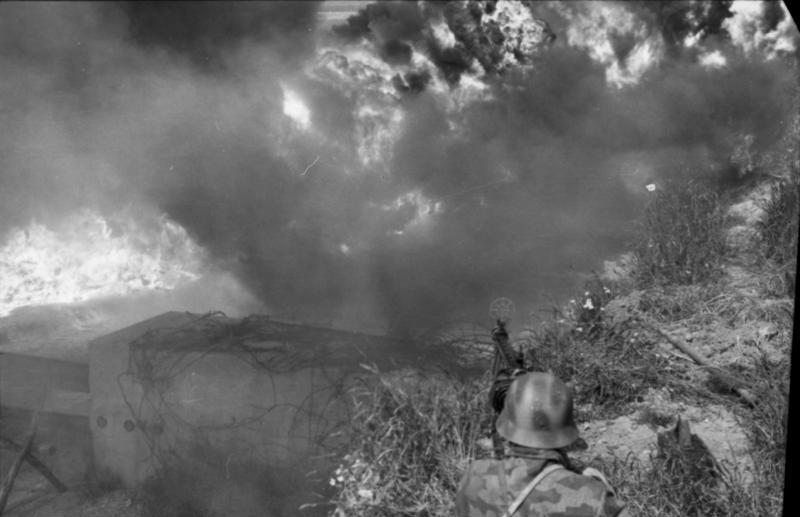
21. Juni: Ein deutscher MG-Schütze, dessen Sichtfeld durch Rauchschwaden eingeschränkt ist, bewacht bei einem Übungseinsatz eine Wegblockade.

Doch nicht zuletzt wegen der alliierten Luftüberlegenheit und der zerstörten französischen Bahngleise gelang es der deutschen Seite nicht, schnellstmöglich zusätzliche Einheiten in das Kampfgebiet der Normandie zu verlegen. Am 14. Juni gelang es der 4. US-Infanteriedivision trotz starken Widerstandes, die deutsche Hauptverteidigungslinie im Norden zu durchbrechen. Im Westen kam das VII. US-Korps ebenfalls langsam voran, da sie die Flüsse Merderet und Douve überqueren mussten. Durch ein verstärktes alliiertes Bombardement der deutschen Stellungen gelang es den Amerikanern am 18. Juni die Cotentin-Halbinsel mit einem schnellen Vorstoß nach Westen abzuriegeln. Die Deutschen zogen sich am 20. Juni in die Stadt Cherbourg zurück, die zu einer Festung ausgebaut wurde (→ Schlacht um Cherbourg).

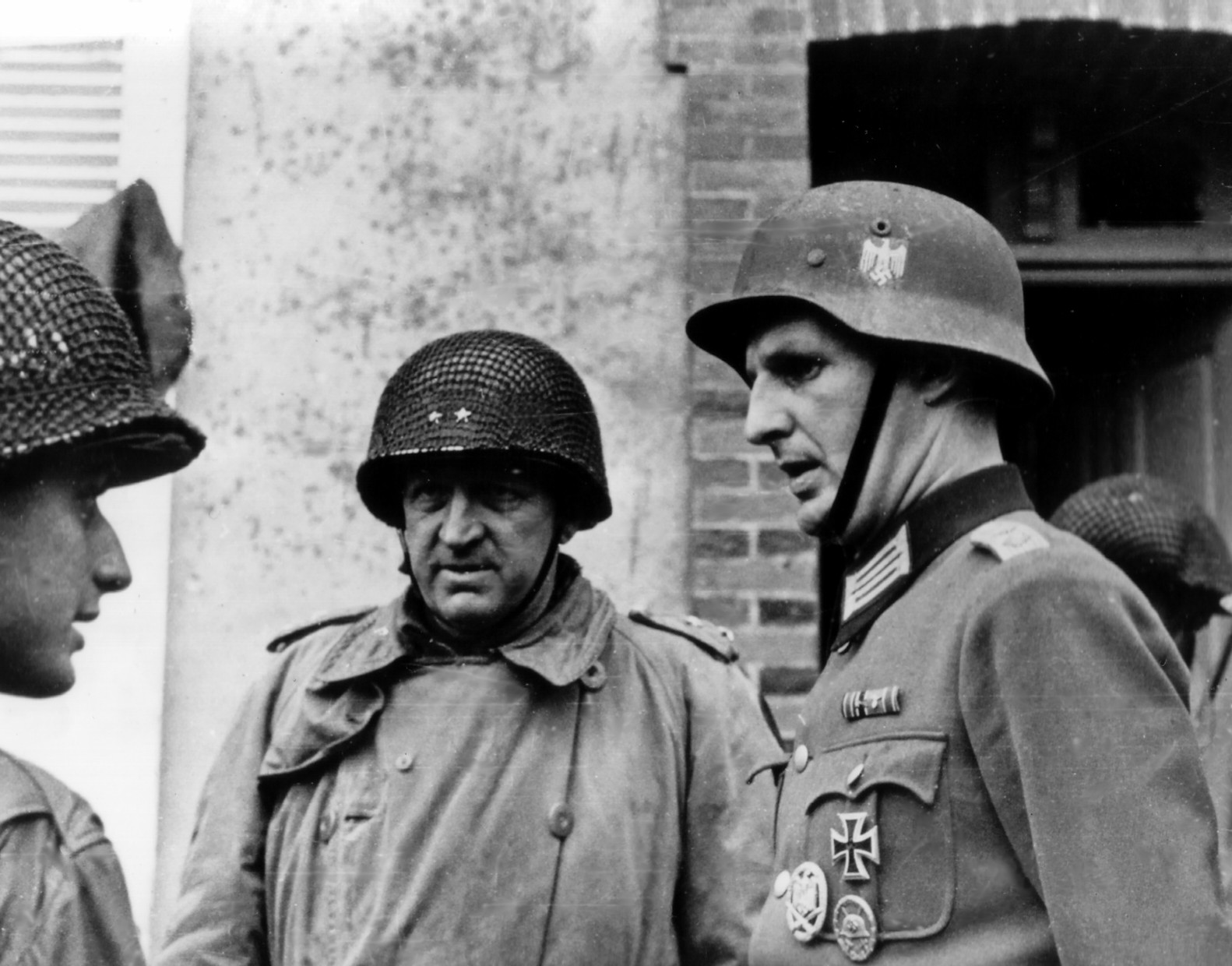
Ein deutscher Hauptmann im Gespräch mit zwei US-Offizieren in Cherbourg nach der Kapitulation

Cherbourg unter Festungskommandant Karl-Wilhelm von Schlieben fiel am 26. Juni nach starkem amerikanischen Artilleriebeschuss und heftigen Straßenkämpfen. Nun waren die Alliierten auch im Besitz eines Tiefwasserhafens, was ihnen ermöglichte, Truppen und Kriegsgerät in noch größerer Zahl über See heranzuschaffen.
Die Schlacht um die Normandie war zu dieser Zeit in eine Anzahl von kleinen Schlachten zerfallen, in die sich alliierte Infanterieeinheiten, unterstützt von Artillerie, verzettelt hatten und nur sehr langsam gegen die deutsche Verteidigung vorstießen. Beispielsweise beklagte man beim VIII. US-Korps zwischen dem 2. und 14. Juli mehr als 10.000 Opfer bei einem Raumgewinn von nur elf Kilometern.
Da die Deutschen immer noch am Ostufer der Orne lagen und von dort aus mit motorisierter Artillerie und Granatwerfern den Sword Beach beschossen, wurde die alliierte Versorgung von Nachschubgütern über diesen Strandabschnitt erheblich erschwert. Das Gebiet östlich der Orne war der Landungsbereich der britischen 6. Luftlandedivision während der Operation Tonga gewesen; diese hatte den Abschnitt jedoch nicht erobern bzw. halten können. Ursprünglich war der Strandabschnitt vor diesem Gebiet auch als alliierter Landungsstrand mit dem Codenamen Band Beach eingeplant aber später wieder verworfen worden. Als der deutsche Beschuss immer präziser wurde und mehr und mehr Schiffe, Landungsboote und Versorgungsgüter verloren gingen, gaben die Alliierten am 1. Juli 1944 den Sword Beach auf, da von dort aus keine sinnvolle Nachschubversorgung mehr möglich war.

### Sicherung des Nachschubs
Der Baubeginn der beiden künstlichen Mulberry-Häfen direkt nach der Landung war am 7. Juni. Mulberry „A“ sollte vor Vierville-sur-Mer (Omaha Beach) von den Amerikanern und Mulberry „B“ (♁LageKoordinaten: 49° 21′ 2″ N, 0° 38′ 22″ W | | ) vor Arromanches (Gold Beach) von den Briten errichtet werden. Schon nach drei Tagen konnten die ersten Schiffe entladen werden. Die Fertigstellung sollte am 20. Juni erfolgen. Ein heftiger Sturm, der am 19. Juni begann und sich erst nach drei Tagen abschwächte, zerstörte Mulberry „A“, der baulich noch nicht gesichert war, fast vollständig. Die Amerikaner verzichteten auf dessen Reparatur, so dass die noch verwendbaren Teile zur Komplettierung des leichter beschädigten Hafens Mulberry „B“ benutzt wurden. Vor Omaha Beach, bei Vierville-Saint-Laurent, entluden die Amerikaner in der Folgezeit Transportschiffe an Land, was sich später sogar als effektiver erwies als die Entladung auf See. Der britische Hafen Mulberry „B“ ging kurz darauf voll in Betrieb.
Die Einnahme von Caen (→ Schlacht um Caen) erwies sich für die alliierten Truppen der Briten und Kanadier an der Ostseite des Normandie-Brückenkopfes als ungleich schwieriger. Caen wurde von starken deutschen Einheiten entschlossen verteidigt. Montgomery führte daher mehrere militärische Operationen zur Eroberung der strategisch wichtigen Stadt und zur Kontrolle ihres Umlandes durch. Die Kontrolle über Caen und das Umland hätte den Alliierten den Bau von Landebahnen für Nachschubflugzeuge, bzw. die Nutzung des Flugfeldes bei Carpiquet ermöglicht.
Darüber hinaus wäre die Überquerung der Orne durch die Einnahme der Stadt und ihrer Brücken erleichtert worden. Zur Verteidigung verlegten die Deutschen 150 schwere und 250 mittlere Panzer in das Caen-Gebiet. Dies und auch die zeitweise ungünstige Wetterlage erschwerte den Alliierten die Einnahme der Stadt. Erst am 8. Juli, mehr als einen Monat später als geplant, gelang die Eroberung des so wichtigen Flugfeldes bei Carpiquet. Damit war die Frontlinie bis auf weniger als einen Kilometer an die Stadt Caen herangerückt. Am nächsten Morgen rückten die alliierten Truppen in das nördliche Ende Caens ein, wurden aber beim weiteren Vorrücken von Scharfschützen aufgehalten. Der Pionier Arthur Wilkes beschrieb den Zustand der Stadt wie folgt: „Berge von Trümmern, [etwa] 20 oder 30 Fuß [≈ 6 oder 9 m] hoch […] die Toten lagen überall.“ Im Kriegstagebuch des 1. Battalion King’s Own Scottish Borderers steht ebenfalls ein Eintrag zum 9. Juli: „In den verlassen wirkenden Häusern begann langsam ein Aufleben, als den [französischen] Zivilisten klar wurde, dass wir die Stadt eroberten. Sie rannten mit Gläsern und Weinflaschen [aus ihren Häusern] heraus.“ Es dauerte noch etwa neun weitere Tage, bis die südlichen und östlichen Stadtteile sowie die Gegend und die Vororte südlich und östlich der Stadt am 19. Juli 1944 von den Briten und Kanadiern erobert wurden.

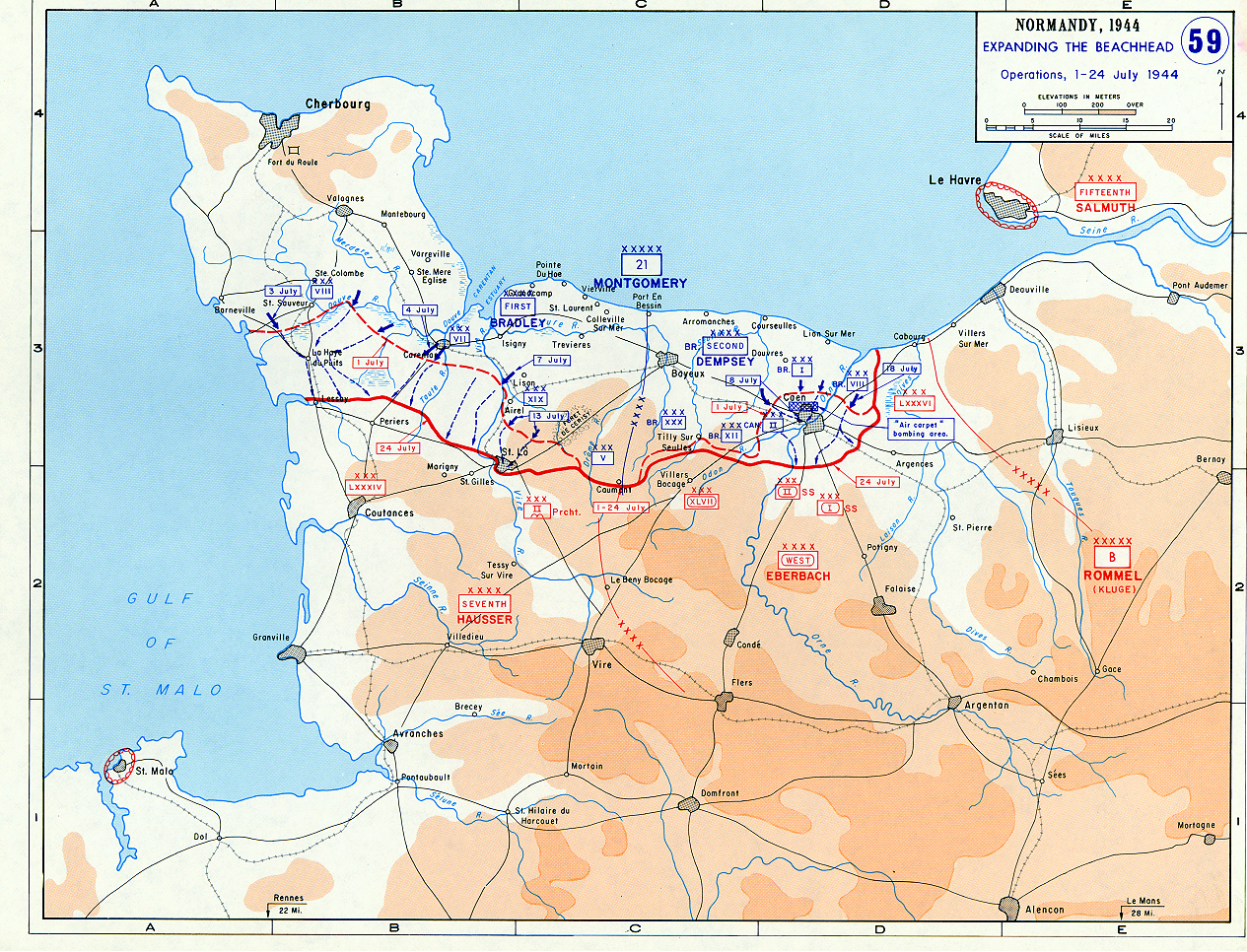
Ausbau des Normandie-Brückenkopfes bis zum 24. Juli 1944

### Ausbruch aus dem Gebiet um Caen
Ein herber Rückschlag traf die Alliierten allerdings während der Operation Goodwood, bei der Montgomery versuchte, mit Panzern den deutschen Widerstand zu brechen und aus dem Gebiet um Caen auszubrechen. Mehr als 430 britische Panzer wurden dabei zerstört, und die alliierten Truppen beklagten mehr als 5500 Tote und mussten sich zurückziehen. Die Deutschen konnten ihre wichtigsten Stellungen mit einem Verlust von 109 Panzern halten, was für sie hoch war, da sie die Verluste, im Gegensatz zu den Alliierten, nur schwer ersetzen konnten. Taktisch gesehen war die Operation zwar eine Niederlage für die Alliierten, strategisch gesehen jedoch erreichte die Operation, dass die Deutschen den alliierten Hauptangriff zum Ausbruch aus dem Brückenkopf jetzt noch stärker im britischen Sektor vermuteten.
Die Operation Spring zur Eroberung des Hochplateaus bei Cramesnil und La Bruyers und der Einnahme der Stadt Verrières südöstlich von Caen war eine der verlustreichsten der Kanadier im Zweiten Weltkrieg. Die Kanadier verloren etwa 1500 Mann.
Am 25. Juli hatten die Alliierten erst die D+5-Linie erreicht, das heißt, sie hielten Positionen, die sie laut Overlord-Planung schon am 11. Juni erreicht haben wollten. Damit wurde ein Mangel der alliierten Planung für die Tage nach der Invasion aufgedeckt. Man war so mit den Problemen beschäftigt gewesen, die die Invasion selbst mit sich brachte, dass ein adäquates Konzept zum Ausbau des Brückenkopfes fehlte. Besonders die taktischen Probleme an der Front im Westen des Invasionsgebiets, bei der 1. US-Armee, waren so nicht erwartet worden.

## Ausbruch und Verfolgung

### Ausbruch im amerikanischen Sektor und Einkesselung der Wehrmachtsverbände

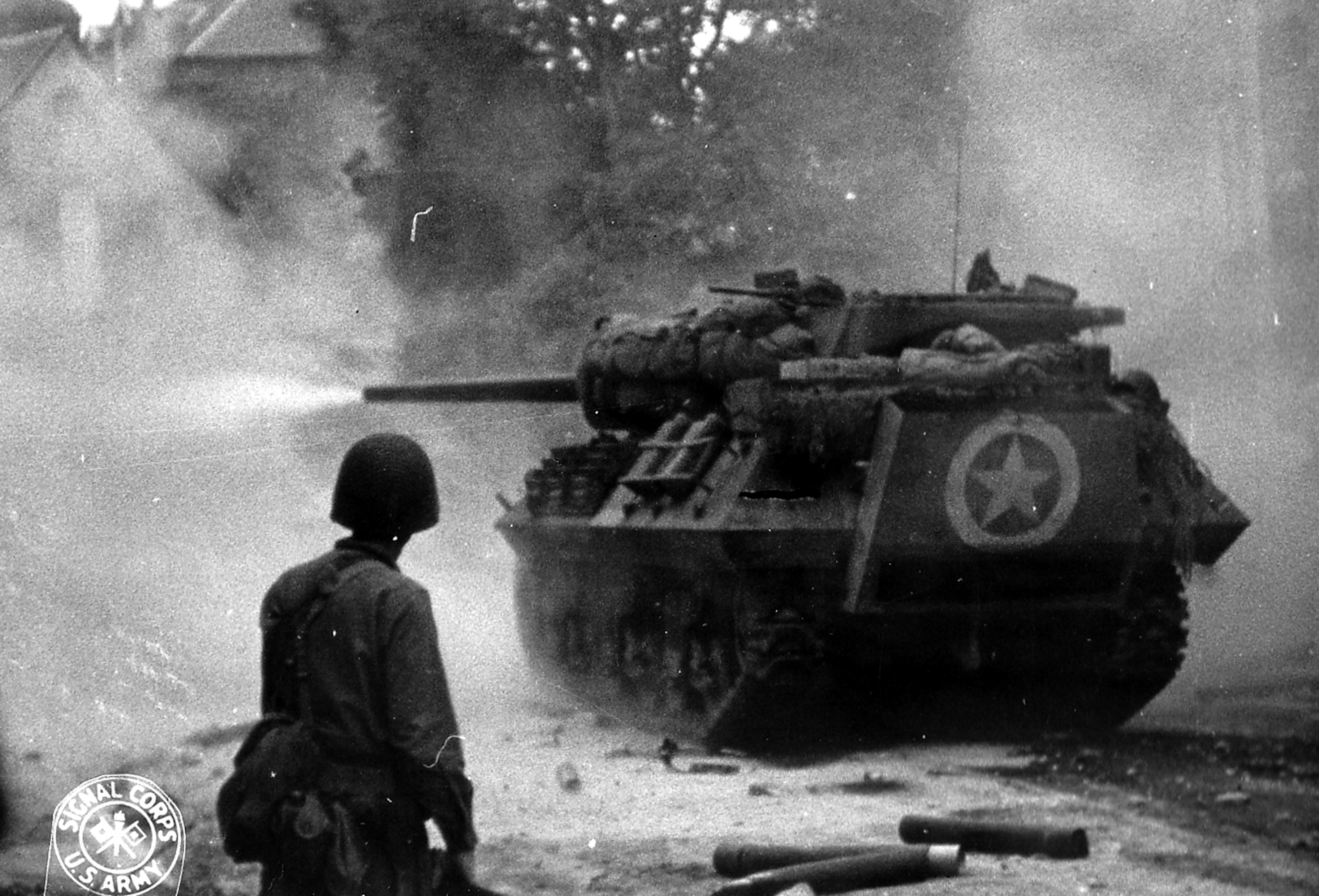
Feuernder amerikanischer Jagdpanzer bei Saint-Lô

Nach der Einnahme von Saint-Lô (→ Schlacht um Saint-Lô) unternahmen die US-Amerikaner daher zeitgleich mit den Vorstößen der anderen Alliierten am 25. Juli einen Ausbruchsversuch aus ihrem Brückenkopfsektor (→ Operation Cobra), der in den Folgetagen im Westen zum Ausbruch aus der Cotentin-Halbinsel bei Avranches führte.
Am 30. Juli führte die US-Armee eine Neugruppierung und Umbildung ihrer Einheiten in der Normandie durch. Mit der 3. US-Armee unter der Führung von General George S. Patton wurde eine neue Armee aufgestellt, die zusammen mit der 1. US-Armee, nun befehligt von General Courtney Hodges, unter das Kommando von Bradleys 12th Army Group gestellt wurde. Gleichzeitig wurde die 1. Kanadische Armee unter General Henry Crerar General Sir Bernard Montgomerys 21st Army Group zugeteilt.
Der nicht vorhergesehene große Erfolg der Operation Cobra führte am 4. August zu einer Planänderung der Alliierten, die einen weiteren Vorstoß nach Westen zu den Atlantikhäfen zugunsten eines schnellen Vordringens zur Loire und Seine zurückstellten und nur einen Teil der 3. US-Armee, das VIII. US-Korps unter Lieutenant General Troy H. Middleton, in die Bretagne schickten. Cobra kennzeichnete deutlich den Weg vom Stellungs- zum Bewegungskrieg und war der Beginn für die Verfolgung der deutschen Armeen durch Nordfrankreich, was schließlich zu ihrer Umfassung im Kessel von Falaise führte.
Überraschenderweise fiel den Amerikanern die Brücke bei Pontaubault über die Sélune kurz vor Ende der Operation Cobra unbeschädigt in die Hände, so dass es Patton gelang, innerhalb von nur drei Tagen sieben komplette Divisionen mit etwa 100.000 Soldaten und 10.000 Fahrzeugen über die Brücke in die östliche Bretagne zu führen. Mit dem Vordringen des VIII. US-Korps der 3. US-Armee in die Bretagne (→ Schlacht um die Bretagne) gelang es den Amerikanern, den deutschen Besatzern die wichtigen Atlantikhäfen Saint-Malo und Brest abzunehmen und zur Nachschublieferung für die alliierten Truppen in Nordfrankreich zu nutzen. Lorient und Saint-Nazaire wurden langfristig eingekesselt. Außerdem konnten die dort stationierten Truppen unter dem Befehlshaber der deutschen Einheiten in der Bretagne, General Wilhelm Fahrmbacher, daran gehindert werden, den Alliierten bei ihrem Vormarsch in Richtung Deutschland in den Rücken zu fallen.

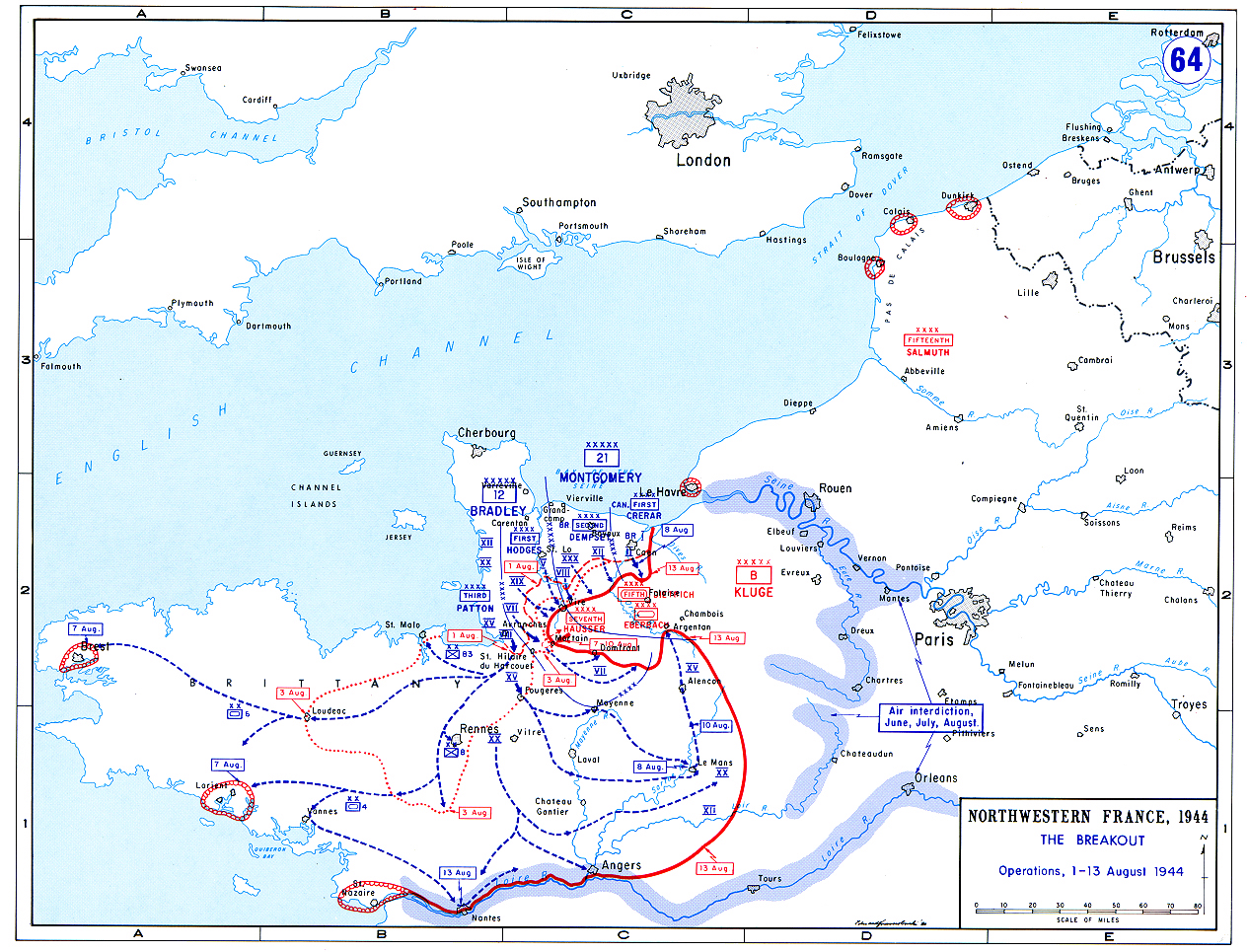
Der alliierte Ausbruch aus dem Normandie-Brückenkopf bis zum 13. August 1944

Am 6. August starteten die Deutschen unter dem leitenden OB West, Generalfeldmarschall Günther von Kluge, einen Gegenangriff bei Mortain (→ Unternehmen Lüttich). Viele kleine und verstreute Elemente der 6. US-Panzerdivision wurden auf dem Weg nach Mortain zwischen den Flüssen Sée und Sélune aufgerieben. Gegen Mittag griffen dann aber die zur Hilfe gerufenen deutlich überlegenen alliierten Luftstreitkräfte ein und brachten den Vormarsch zum Stehen. In der Nacht zum 8. August entschied von Kluge, den Angriff vorerst einzustellen, da Teile der 3. US-Armee in das Gebiet zwischen Laval und Le Mans verschoben wurden und die deutsche Südflanke bedrohten. Hitler reagierte daraufhin äußerst ungehalten und drohte, von Kluge des Kommandos zu entheben, was er dann am 17. August mit der Einsetzung von Walter Model als neuen OB-West auch machte.
Mitte August kam es bei Falaise und Argentan (→ Kessel von Falaise) zu einer entscheidenden Schlacht zwischen den Alliierten und den Deutschen. Die Alliierten konnten die deutschen Einheiten so empfindlich schwächen, dass sie sich nicht mehr von dieser Niederlage erholen konnten.

### Vormarsch zur Seine
Erst beim alliierten Vormarsch Richtung Seine vom 21. bis 25. August wurde das Gebiet östlich der Orne erobert, von wo aus etwa einen Monat früher Sword Beach von deutscher Artillerie beschossen wurde und daher aufgegeben werden musste. Die britische 6. Luftlandedivision stieß vom 17. bis zum 27. August 40 Meilen bis nach Pont Audemer vor, während auf der gesamten Front ebenfalls Erfolge erzielt wurden. Sword Beach wurde allerdings nicht wieder aktiviert, da sich bereits ausreichend viele Häfen unter alliierter Kontrolle befanden.
Die deutsche Wehrmacht verlor in den Kämpfen in der Normandie allein am 6. Juni 45.000 Mann, bis 15. Juli stieg die Zahl auf 97.000 Tote und Verwundete, bis Ende Juli auf 114.000 Mann und 41.000 Gefangene, nach Abschluss der Kämpfe um Falaise am 21. August waren gesamt 240.000 Mann in alliierter Kriegsgefangenschaft. An Material büßte die Wehrmacht dabei 1500 Panzer und Sturmgeschütze, 3500 Geschütze und 20.000 Fahrzeuge ein. Die Alliierten bezifferten ihre Verluste bis 21. August auf 209.672 Mann, darunter 36.976 Gefallene.

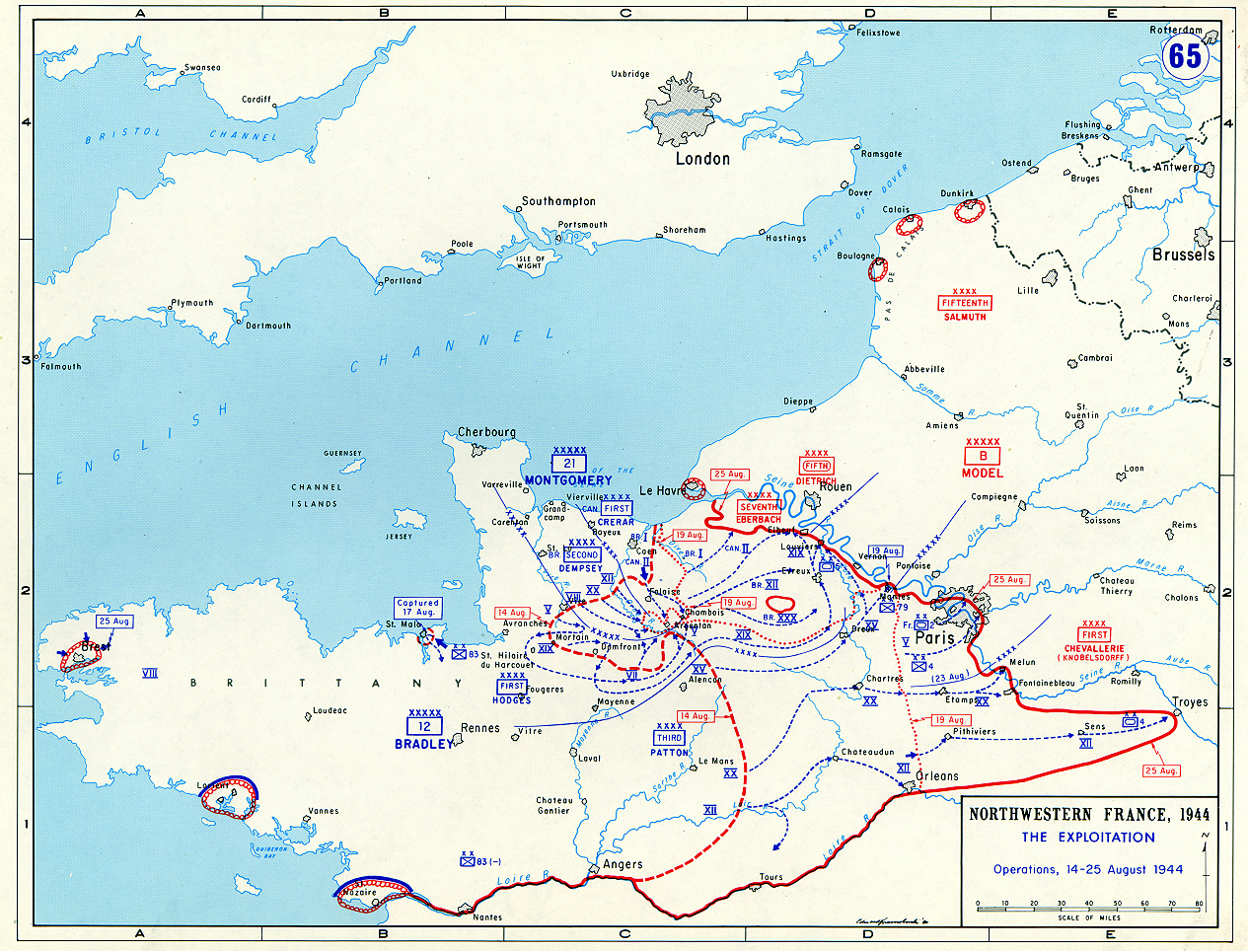
Alliierte Front bis zum 25. August 1944, dem Ende der Operation Overlord

Da den Alliierten nun kaum mehr deutscher Widerstand im Wege stand, konnten sie am 25. August Paris befreien (→ Befreiung von Paris). Ursprünglich war vorgesehen, die Stadt zu umgehen und erst später zu erobern. Vor allem die Pariser Bevölkerung erwartete jedoch, dass die Stadt erobert werden würde. In Paris war es zu Aufständen gekommen, bei denen französische Widerstandskämpfer der Résistance einige Straßen und Gebäude, so auch das Rathaus, einnahmen. Am Abend des 24. August ließ Generalmajor Jacques-Philippe Leclerc de Hauteclocque eine kleine Panzerkolonne der französischen 2. Panzerdivision in die Stadt fahren und bis zum Rathaus vorrücken. Um 10:00 Uhr am Morgen des 25. August standen Leclercs Division sowie die 4. US-Infanteriedivision im Inneren der Stadt. Am 26. August zog Charles de Gaulle, Anführer der „Freien Französischen Streitkräfte“ (force française libre, FFL) und des „Comité français de la Libération nationale“ („Französisches Komitee für die Nationale Befreiung“), in das Kriegsministerium in der Rue Saint-Dominique ein. Danach hielt Charles de Gaulle vom Balkon des Hôtel de Ville eine Ansprache an die Pariser Bevölkerung. Er bildete am 9. September eine provisorische neue französische Regierung.

## Situation bei Abschluss der Operation
Die zähe – durch Hitlers Prinzip des „Kampfes um jeden Fußbreit Boden“ bewirkte – Vorwärtsverteidigung hatte durch den mangelnden Nachschub das „Ausbluten“ der deutschen Verbände zur Folge. So führte die Strategie Montgomerys, die starken deutschen Panzer-Divisionen fast vollständig auf der östlichen Seite des Landekopfes – gegenüber den britischen und kanadischen Truppen – zu binden, ab dem 25. Juli zum geplanten Durchbruch der Amerikaner auf der westlichen Seite.
Auf Seite der deutschen Führung bewirkte das Attentat vom 20. Juli eine Verschärfung der Situation, da Hitler durch seine „Wutreaktion“ gegen alle „Verschwörer“ nicht nur sein Zeitbudget vergeudete, sondern kaum mehr in der Lage war, der aktuellen Entwicklung auf rationale Weise zu folgen. Sein Wahn, detailliert in Truppenbewegungen einzugreifen oder sie im Vorhinein festzulegen, bewirkte verhängnisvolle Befehle – etwa den Gegenangriff von Mortain, den die Befehlshaber vor Ort als Todesurteil interpretierten. So protestierte General Paul Hausser gegen den Befehl, die 9. Panzer-Division vom bedrohten Le Mans nach Mortain abzuziehen: „Da das Ganze eine geschlossene Kampfhandlung darstellt, würde das Wegziehen der 9.Pz.Div. in dem Augenblick, wo starke feindl. Pz.Kräfte in die Flanke stoßen, nicht nur der Armee, sondern dem gesamten Westheer den Todesstoß versetzen.“ Die lakonische Antwort von Kluges war: „Der Führer hat es befohlen.“
Zudem geriet Generalfeldmarschall von Kluge durch die ständige Befürchtung, seine Verbindungen zu Widerstandskreisen könnten aufgedeckt werden, in immer größere Unsicherheit, und er traute sich keinen Widerspruch mehr gegen Hitlers Anordnungen zu.
Nachdem v. Kluge am 15. August fast den ganzen Tag lang für Hitler nicht mehr zu erreichen gewesen war (seiner Darstellung zufolge geriet er in Artilleriefeuer und Jagdbomber hätten seinen Funkwagen zerschlagen, er habe danach die meiste Zeit des Tages in einem Graben zugebracht), unterstellte ihm Hitler die versuchte Kontaktaufnahme mit dem Gegner und enthob ihn seines Kommandos. Er schickte dann Model als neuen Oberbefehlshaber an die Westfront.

### Generalfeldmarschall Walter Model auf dem Kriegsschauplatz
Model wurde am Vormittag des 16. August von Hitler von der russischen Front zu sich berufen. Am nächsten Tag traf er in der Normandie ein und übernahm von Kluges Kommando als OB West und Befehlshaber der Heeresgruppe B.
Es war eine „verzweifelte Lage, der sich Model als neuer Oberbefehlshaber West am ersten Tage gegenüber sah: […] In dem Kessel von Falaise drängten sich, während Bomben und Granaten sie erbarmungslos zusammenschlugen, hunderttausend Mann deutscher Truppen, die Reste von 15 Divisionen und Versprengte von einem weiteren Dutzend Verbände.“ Es gab noch zwei schmale Auswege, die aus der Luft und von beiden Seiten unter Feuer lagen.
„Es war ein Glück für die Deutschen, daß sie in Model einen Oberbefehlshaber bekommen hatten, der sich nicht fürchtete, es mit Hitler aufzunehmen.“
Generalleutnant Hans Speidel, ein Hitler-Gegner und Chef des Stabes der Heeresgruppe B, meinte am 17. August bei der Ankunft Models im Hauptquartier der Heeresgruppe im Schloss La Roche-Guyon zu dem (ihm schon aus früheren Zeiten bekannten) Feldmarschall: „Das beste sei, sich im Westen mit den Alliierten zu arrangieren, um freie Hand im Osten zu bekommen. […] Model stimmte zu, schwieg einen Moment, sagte dann: ‚Ach, lassen wir die politischen Dinge.‘“ Seine Aufgabe war, möglichst viele seiner Soldaten aus der Normandie herauszubekommen.

### Charakterisierungen Models
Die Beschreibung der Handlungsweisen von Feldmarschall Model sind überwiegend einheitlich.
„Model ging mit Hitler in einer Weise um, wie es kaum jemand sonst gewagt hätte, und lehnte sogar die Ausführung von Befehlen ab, die er nicht billigte.“ Model teilte Hitler seine Entscheidungen lediglich mit – wie zum Beispiel wenig später: „Der Brückenkopf südl. der Seine wird solange als möglich zum eigenen Uferwechsel und zur feindl. Kräftebindung gehalten. Erst wenn die Nachteile die Vorteile überwiegen, wird er zurückgenommen werden.“
Er „[…] brachte 1943 die gegen die baltischen Staaten gerichtete russische Winteroffensive zum Stehen.“ Er „[…] hatte im Frühjahr 1944, als Schukow in Polen einbrach […] die äußerst kritische Lage bei Lemberg wiederhergestellt […] im Juli, als sich die Russen Warschau näherten […] die Rote Armee abermals zum Stehen gebracht.“
Gegen Model wird angeführt, dass er nach dem Attentat vom 20. Juli auf Hitler sofort mit einem „Ergebenheitstelegramm“ an den Führer reagierte. Dies wird häufig zum Beweis dafür genommen, dass es sich bei ihm um einen mit dem Faschismus eng verbundenen Mann gehandelt habe. Es spricht aber mehr dafür, dass Model keinerlei Umstände mit dieser Angelegenheit haben wollte und – wie immer – eben pragmatisch reagierte. Er hatte an der Front genug zu tun. Mit diesem Telegramm sollte die Sache erledigt sein.

„Als der Feldmarschall endlich am Abend des 20. Juli in Lomza (damals sein Quartier in Nordpolen) erschien […] und Hitlers Rundfunkansprache an(hörte) […] war das einzige, was er dazu bemerkte: ‚Noch schlechter vorbereitet als der Kapp-Putsch‘. […] Am nächsten Tag vernahm mit anderen Offizieren Hauptmann v. Steinäcker vom Stab Mitte eine noch seltsamere Äußerung: ‚Wenn Sie mich fragen, meine Herren – die größte Blamage für den preußisch-deutschen Generalstab‘.
Wollte er damit sagen, wenn schon der Generalstab ein derartiges Unternehmen einfädelte, hätte wenigstens ‚alles klappen‘ müssen?“

In der Folge deckte Model konsequent bedrohte Offiziere seines Umfeldes und legte vor Hitler am 16. August auch ein Wort für Generalfeldmarschall von Kluge ein. Er warnte später General Graf von Schwerin (der Kommandeur der 116. Panzer-Division in der Normandie war) und ließ diesen dann – als Himmler seine Verhaftung anordnete – kurzerhand selbst „vorläufig festnehmen“, bis die Gefahr vorüber war.

### Von Falaise zur Seine

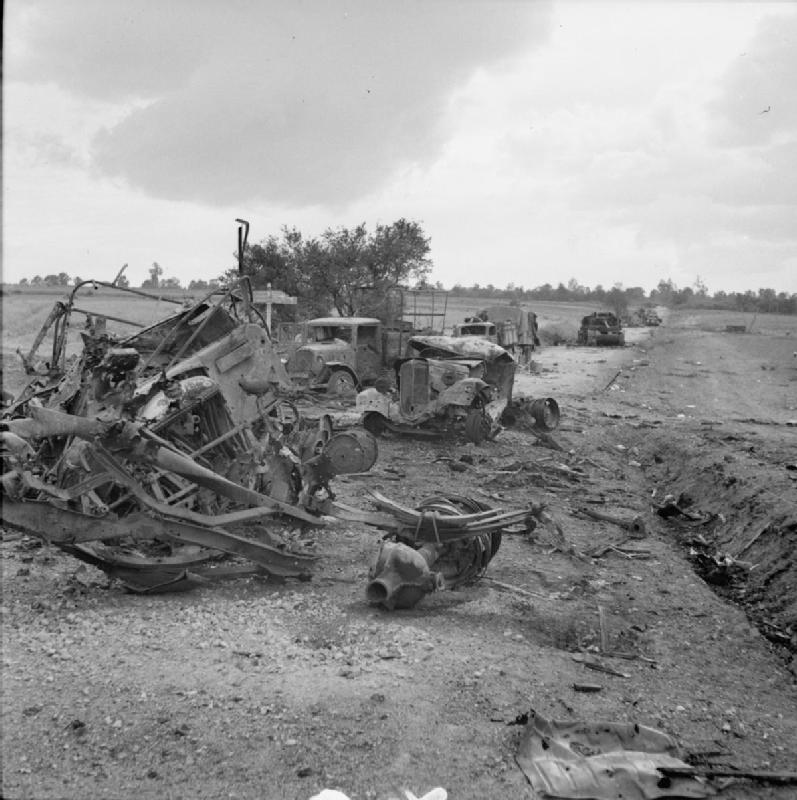
Rückzugsstraße im Kessel von Falaise

Im Kessel von Falaise übertrug er sofort „ohne Rückfrage beim Führer [General] Hausser das Kommando über alle eingekesselten Kräfte und befahl ihm, sich von der Orne abzusetzen und an der Dives eine neue Front zu bilden.“ Er setzte die verbliebenen Panzergruppen in und außerhalb des Kessels zu Gegenstößen ein und bewirkte, dass eine größere Anzahl deutscher [Rest-]Einheiten noch entkommen konnte. Vor allem entging auch eine bedeutende Anzahl von Truppenführern der Gefangenschaft.

„Sie ließen 50 000 Mann für die Gefangenschaft und 10 000 Gefallene zurück: auf dem Altar des blinden Gehorsam den Befehlen des Führers geopferte.“

Es blieb Model und seinem Stab nicht viel mehr übrig, als zu retten, was noch zu retten war. Dies war nur noch über die untere Seine möglich. Die amerikanische 2. Panzer-Division versuchte mit einem Stoß von Verneuil nach Norden die Zurückgehenden vom Flussufer abzuschneiden, „stieß jedoch am 24. August bei Elbeuf auf starken Widerstand von Panzerkräften, die Rouen und die zahlreichen Fähren weiter abwärts deckten. Die Deutschen hielten Elbeuf zwei Tage, führten gegen die von Westen aufschließenden Briten und Kanadier ein gewandtes Nachhutgefecht und verhüteten so, daß die Rückzugsbewegung zur Flucht wurde.“
Schlechtes Wetter erschwerte den Alliierten den Einsatz der Luftwaffe, doch war „nach General Dietrich, der den Rückzug leitete […] ‚der Übergang über die Seine hinsichtlich der Materialverluste fast so verheerend wie der Kessel von Falaise‘“.

„Diese beiden Katastrophen waren der Gipfel zehnwöchiger schwerer Kämpfe, in denen die Deutschen eine halbe Million Mann verloren, darunter 210 000 als Gefangene. Die ernsteste Seite der beiden Niederlagen war die Vernichtung der Panzerkräfte. Ungefähr 2300 deutsche Panzer und Sturmgeschütze waren in der Normandie eingesetzt gewesen; von ihnen wurden, wie Blumentritt berichtet, nur 100 bis 120 über die Seine zurückgebracht.“

Schon zu Beginn der Kämpfe um Elbeuf am 24. August hatte Model „Hitler eröffnet: ‚Für die Somme-Marne-Linie werden benötigt insgesamt 4 A.O.K., 12 Gen.-Kdos. und mindestens 30–35 Div. in Front. […] Ferner müssen, ähnlich wie an der Ostfront jetzt geschehen, vorausschauend neben Somme-Marne-Linie auch weitere rückwärtige Stellungen, bis einschl. Westwall, in Betracht gezogen und vorbereitet werden‘“.
Model dürfte klar gewesen sein, dass Hitler dieser Forderung unmöglich nachkommen konnte, und er nutzte die Situation, um deutlich zu machen, dass es nun nur noch um den Rückzug und den Bau der vielgeschmähten „rückwärtigen Stellungen“ gehen konnte.
Am 29. August legte er mit einem Fernschreiben an Jodl, 24:00 Uhr, über den Stand der Wehrmacht im Westen nach:
„Danach waren die Panzer- und Panzergrenadier-Divisionen, die in der Normandie gekämpft hatten, durchschnittlich ‚je 5 bis 10 Panzer‘ stark. Aus diesen 11 Divisionen könne er 11 Kampfgruppen in Regimentsstärke bilden, aber nur, wenn er sofort Ersatz an Mannschaften und Ausrüstung erhalte. Aus den Resten der über die Seine gebrachten 16 Infanterie-Divisionen könne er 4 Divisionen aufstellen, sie aber nicht ausrüsten. Ferner wies Model darauf hin, dass ‚die erforderlichen Eingreifreserven an Sturmgeschützen und anderen schweren Pak völlig fehlen.‘“
Damit waren dem Führer allmählich die Augen geöffnet.
„Bis zum 31. August hatte Hitler in dem Glauben, den Verbündeten könne an der Somme-Marne-Linie Halt geboten werden, nichts unternommen, um den Westwall in Verteidigungszustand zu setzen“ […] doch dann gab es „nach General Walter Warlimont, Jodls Stellvertreter, […] im OKW große Mühe und Aufregung, ehe man herausgefunden hatte, wer die Schlüssel verwahrte!“
„Am 4. September meldete Model dem Führerhauptquartier, daß die Linie Antwerpen – Albertkanal – Maas – Westwall – französisch-luxemburgische Grenze, falls die Heeresgruppe B sie halten solle, durch 25 frische Inf.-Div. besetzt und mit einer ausreichenden Panzerreserve von 5-6 Pz.-Div. gestützt werden“ müsse. […] „Andernfalls ist das Tor nach Westdeutschland offen.“

### Allgemeine Frontlage im Spätsommer 1944
Zum Zeitpunkt der letzten Kämpfe in der Normandie hatte sich die Lage für Hitler und die Wehrmacht an allen Fronten dramatisch verschlechtert: Mitte August hatte die Rote Armee ihre Sommeroffensive tief in die baltischen Staaten und bis an die ostpreußische Grenze, in Südpolen bis an die Weichsel und an die Ölfelder der Karpaten vorgetragen. Hier waren alle schnellen Reserven im Einsatz. In kaum zwei Wochen hatten die Russen zwei Armeen Hitlers überwältigt und fast vernichtet, ihn um drei seiner Verbündeten gebracht (Finnland, Rumänien, Bulgarien), ihn seiner Hauptquelle für natürliches Öl beraubt, die Nordgrenze Rumäniens erreicht und die untere Donau in die Hand genommen. Im Norden standen sie wenig später vor Warschau und Riga.
Aus Griechenland mussten die deutschen Truppen einen schwierigen Rückzug ausführen. Nur die Tatsache, dass die alliierte Invasion in der Provence ab dem 15. August wenig zur Veränderung der strategischen Lage beitrug – Churchill hatte vergebens auf einer Landung in der nördlichen Adria bestanden – und die Front in Norditalien nicht weiter gefährdet war, verschaffte Hitler etwas Erleichterung.

### Vormarsch der Alliierten im September 1944
Schon im August konnte das alliierte Hauptquartier SHAEF auf die neue Lage in Westeuropa reagieren:
Der zu erwartende vollständige Zusammenbruch der deutschen Front machte eine neue Planung möglich und Montgomery schlug vor, nach einem direkten, konzentrierten Stoß durch Nordfrankreich, Belgien und Holland das Ruhrgebiet einzunehmen. Montgomery machte diesen Vorschlag am 17. August Bradley, der einverstanden schien, doch am 19. August von der Skepsis Eisenhowers berichtete.
 Erst am 23. August hatte Montgomery Gelegenheit, die überfällige Entscheidung direkt mit Eisenhower zu besprechen:

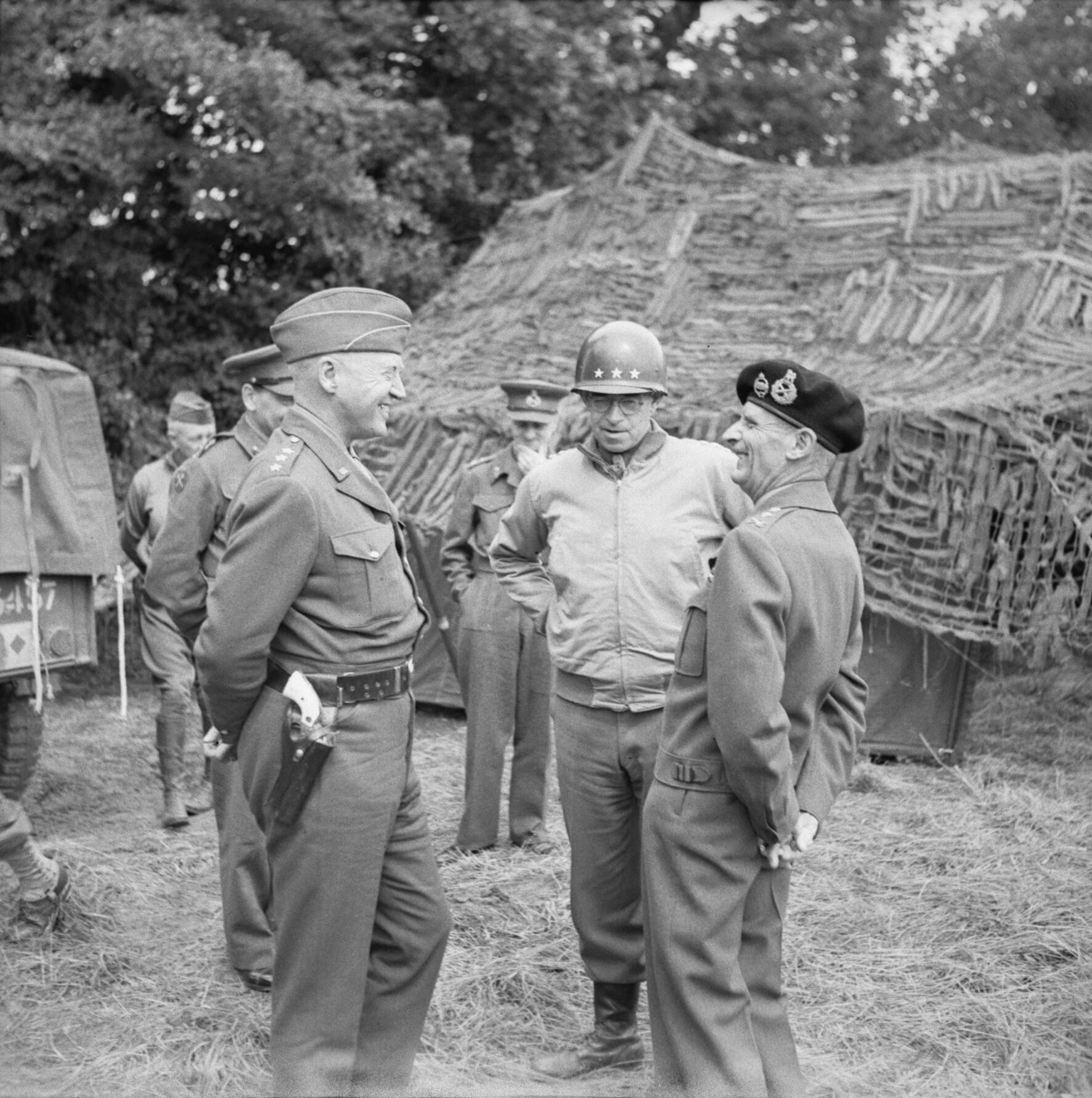
Die Generale Patton, Bradley und Montgomery (v. l. n. r.) in der Normandie

„Eisenhower erwiderte, daß er nach wie vor beabsichtige, auf breiter Front vorzugehen, weil es wesentlich sei, daß Patton ostwärts vorrücke und sich mit den aus Südfrankreich herankommenden Kräften die Hand reiche.“

Zwar versuchte Montgomery mit dem forcierten Vorstoß der britisch-kanadischen 21. Heeresgruppe, der am 31. August zur Einnahme von Amiens, am 2. September zur Überschreitung der belgischen Grenze, am 3. September zur Besetzung Brüssels und bereits einen Tag später des Hafens von Antwerpen führte, die Möglichkeit seines Planes praktisch nachzuweisen, doch da Patton die andere Hälfte des Nachschubs erhielt, um über Reims auf Metz vorzugehen, fehlte beiden Unternehmungen die Kraft zu einem schnellen Erfolg.
Hitler konnte Patton in Italien freigewordene Truppen entgegenstellen und Montgomery besaß keine ausreichenden Kräfte für das Luftlandeunternehmen bei Nijmegen und Arnheim.

„Eisenhower hatte sich gescheut, sich für einen der rivalisierenden Pläne wirklich zu entscheiden, und beiden seine eingeschränkte Zustimmung gegeben in der Hoffnung, daß der nötige Nachschub rechtzeitig verfügbar sein werde.
Das Ergebnis war, daß beide Pläne vereitelt wurden.“

### Rückzug
„Am 23. August jagte Hitler den zweiten seiner Haßbefehle gegen die französische Hauptstadt hinaus: Paris war zu halten und notfalls in ein ‚Trümmerfeld‘ zu verwandeln.“
Model gab den Befehl weiter und kümmerte sich dann nicht mehr drum.
„Sein Chef Speidel und General von Choltitz regelten die Nichtbefolgung des berüchtigten ‚Führerbefehls‘ in stillem Einvernehmen miteinander.“
Pflichtgemäß beantragte er ein Kriegsgerichtsverfahren gegen Choltitz, diktierte aber „dem IIa, Oberst Freyberg, sonderbare Stichworte für die Begründung. […] Jedenfalls kam es nie zu einer Verurteilung.“
„Paris war der Drehpunkt für die aus Südwestfrankreich zurückgehende 1. Armee des Generals Kurt von der Chevallerie.“
So war dies ursprünglich vorgesehen. Statt zu versuchen, diese Truppen zur Verteidigung von Paris einzusetzen, dirigierte sie Model nach Osten um.

„Der zum Teil überstürzte Rückzug aus Frankreich und Belgien, die Auflösung zahlreicher Land- und Bodenorganisationen der Marine und der Luftflotte 3 im Westen, die Räumungsbefehle für zahllose Feldkommandanturen, Versorgungsdienste und Feldintendanturen hatten zu Zuständen geführt, wie sie in der deutschen Kriegsgeschichte bisher unbekannt gewesen waren. […] Um in einem Chaos Ordnung zu stiften – dafür war der Feldmarschall wie geschaffen. […] die vage Kunde, Model sei da, […] erzeugte ebensoviel Schrecken wie Zuversicht bei den noch kampfwilligen Einheiten. Von seinem Namen ging jetzt eine sagenhafte Wirkung aus.“

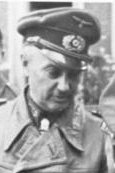
Generalfeldmarschall Walter Model im Oktober 1944

„Er wusste sehr wohl, dass er die (am 4. September von Hitler angeforderten) Kräfte niemals erhalten würde. […] Nachdrücklich wies er darauf hin, es sei nurmehr möglich, den alliierten Vormarsch vor den Zugängen zum Reich zu stoppen. […] Da kam Model die Tatsache zu Hilfe, daß bei den stark überdehnten Nachschublinien von der normannischen Küste her die amerikanischen Panzer-Divisionen wegen akuten Treibstoffmangels einen Stop einlegen mussten. […] Model nutzte die Atempause zur Konsolidierung seiner Verbände.“
Es gelang Model, die alliierte Luftlandung – Operation Market Garden – bei Arnheim abzuwehren, den Alliierten den Versorgungshafen von Antwerpen weiter zu sperren, das Gros der 15. Armee über die Westerschelde zurückzuführen und eine geschlossene Verteidigungslinie aufzubauen.
Der Krieg war für die Alliierten 1944 nicht mehr zu beenden.

### Konsequenzen der Entscheidungen Hitlers
Es war das Verdienst Models, mit „Realitätssinn“ die Räumung des größten Teiles Frankreichs auf schnellstem Wege durchzusetzen, die deutschen Truppen, die Trosse und die Vielzahl des Personals der Besatzungsbehörden einigermaßen geschlossen zurückzubringen. Er hatte die Einsicht Hitlers in die Aussichtslosigkeit eines erneuten Kampfes um „jeden Fußbreit Boden“ bewirkt und seine Neigung zum „Festhalten“ und den damit auch unweigerlich verbundenen Zerstörungen unterlaufen.
Nach Ansicht von Wilmot waren es Hitlers Fehlentscheidungen –

„Hitler hatte dadurch, daß er auf dem Gegenangriff bei Mortain bestand und zu lange bei Falaise stehenblieb,
die einzigen Divisionen geopfert, die die Front hätten zusammenhalten und einen allgemeinen Rückzug hätten decken können.“

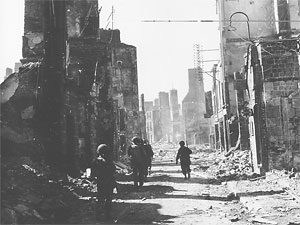
Die Zerstörungen in Mortain nach der Rückgewinnung durch die Amerikaner

 – die zur fast vollständigen Vernichtung des deutschen Westheeres führten und eine Abwehrfront an der Seine und einen Kampf um Paris und selbst eine Verteidigung an der Somme und an der Marne unmöglich machten.
Es bestand keine Möglichkeit mehr, Paris „brennen“ zu lassen.
Hitlers taktische Führung, die von seinen eigenen Befehlshabern als realitätsfremd erkannt wurde, hatte zur Folge, dass – bis auf das Landeumfeld in der Normandie und die späteren Kampfzonen in Elsass-Lothringen – Frankreich vor den umfassenden Zerstörungen bewahrt blieb, die eine aus deutscher Sicht angemessene Abwehrstrategie mit sich gebracht hätte.

## Aspekte der Kriegsführung

### Seekrieg

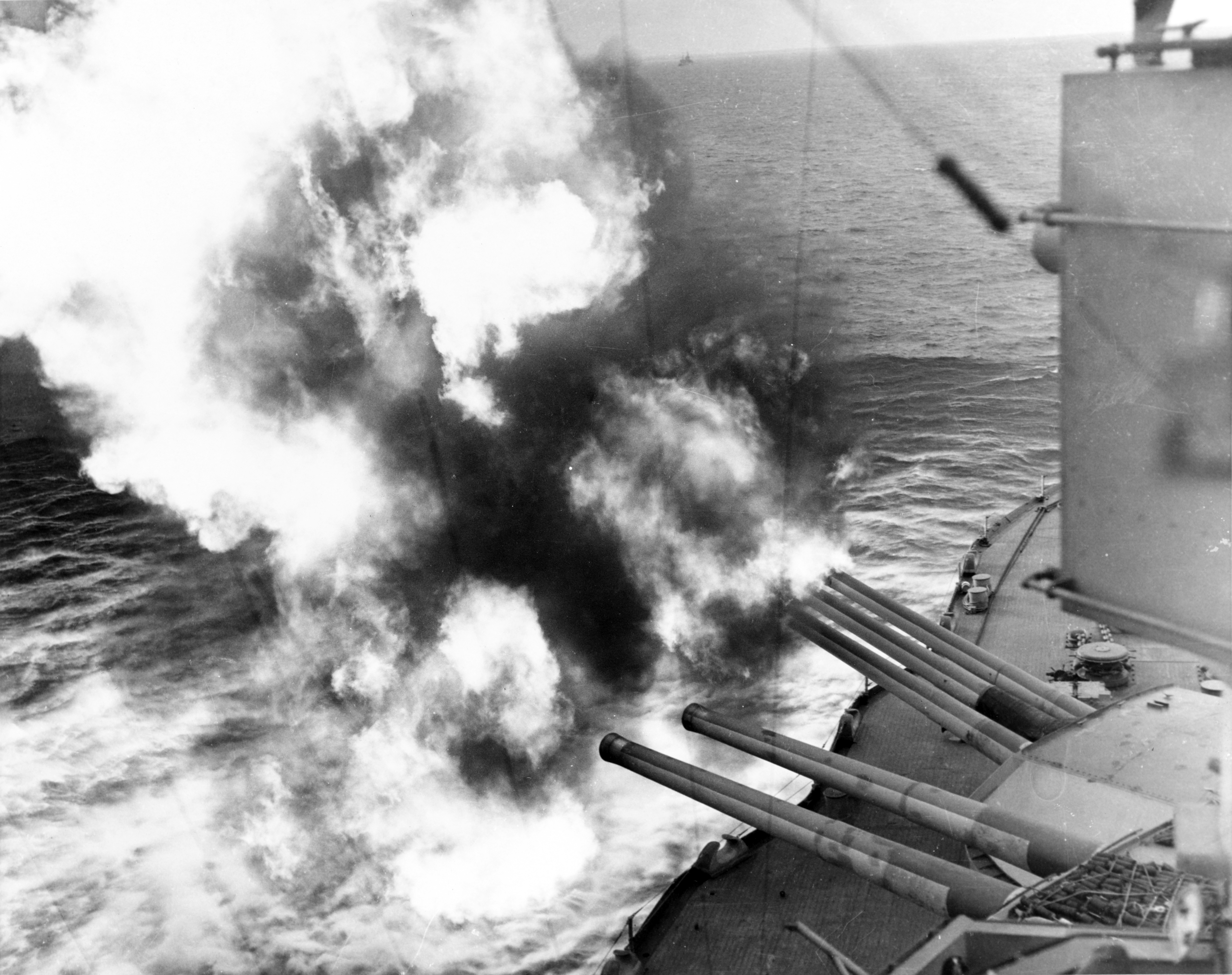
Die Nevada feuert ihre Geschütze auf deutsche Küstenpositionen ab, um die Landungen am Utah Beach zu sichern

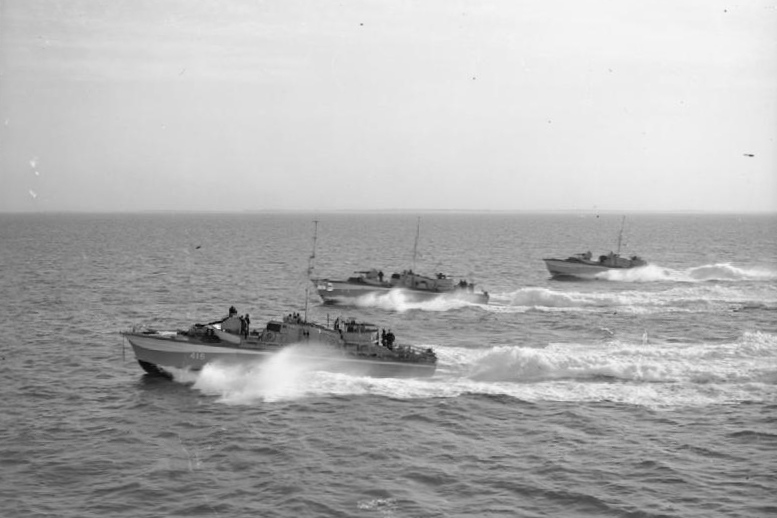
Drei britische Motortorpedoboote kehren von der Suche nach deutschen Schnellbooten bei Cherbourg zurück.

Für die Operation Overlord stellten die Alliierten ein großes Repertoire von Schiffen – sieben Schlachtschiffe, zwei Monitore, dreiundzwanzig Kreuzer, drei Kanonenboote, 105 Zerstörer und 1073 kleinere Kriegsschiffe – auf, die während der Landung bzw. kurz davor, die deutschen Verbände an den Stränden zermürben und deren Stellungen zerstören sollten. Außerdem sollten sie Schutz für die gesamte Invasionsflotte und Nachschubtransporte bieten.
Der US-amerikanische Captain Anthony Duke erinnerte sich an die alliierte Armada:

“By God, I'll never forget the feeling of power – power about to be unleashed – that welled up in me as I viewed the long, endless columns of ships headed toward Normandy.”

„Bei Gott, ich werde niemals das Gefühl der Stärke vergessen – Stärke, die darauf wartete, freigesetzt zu werden –, das in mir aufstieg, als ich die langen, endlosen Kolonnen von Schiffen sah, die in Richtung Normandie fuhren.“

Die Einsatzmöglichkeiten der deutschen Kriegsmarine gegen die alliierten Landeoperationen waren begrenzt (→ Situation der deutschen Streitkräfte in der Normandie im Jahr 1944). Im Juni 1944 verfügte die Kriegsmarine über keine größeren Überwassereinheiten in den Basen in Frankreich. Die Einfahrten zum Kanal wurden zudem durch starke Kriegsschiffverbände der Alliierten geschützt, außerdem hatten die Alliierten die Lufthoheit über dem Kanal (→ Luftkrieg während der Operation Overlord). Es war daher offensichtlich, dass die Kriegsmarine keine Chance hatte, die alliierten Nachschublinien über den Kanal zu unterbrechen, gleichwohl wurden Einheiten der Kriegsmarine in dieses aus heutiger Sicht sinnlose Unterfangen geschickt.
Die Kriegsmarine besaß am 6. Juni 1944 im gesamten Kanalbereich nur fünf Torpedoboote, 39 Schnellboote – von denen fünf nicht einsatzbereit waren –, 163 Minensuch- und Räumboote, 57 Vorpostenboote (Kriegsfischkutter) und 42 Artilleriefährprahme. Hinzu kamen fünf Zerstörer, ein Torpedoboot, 146 Minensuch- und Räumboote und 59 Vorpostenboote, die an der Atlantikküste zwischen Brest und Bayonne stationiert waren. Im mittleren Kanal – dort wo die alliierte Invasion stattfand – verfügten sie jedoch nur über vier Torpedoboote, fünfzehn Schnellboote, neun Vorpostenboote und sechs Artilleriefährprahme.
Die Kämpfe waren für beide Seiten verlustreich. Meistens liefen die Gefechte zwischen deutschen Schnellbooten und britischen Motortorpedobooten ab; allerdings setzten die Deutschen ihre fünf Zerstörer ein, was jedoch zu keinem Erfolg führte.

### Logistik der Landung und der Rückeroberung
Den Alliierten gelang es zum Beispiel künstliche Häfen – die sogenannten Mulberrys – zu errichten und den versorgungstechnisch wichtigen Hafen von Cherbourg zu erobern und sich so wichtige Versorgungsstellungen zu sichern. Eines der wichtigsten Nachschubgüter war Treibstoff. Um diesen in die Normandie zu bringen, wurde die Operation PLUTO (Pipe-Lines Under The Ocean) gestartet. Zu Beginn der Aktion wurde direkt von vor der Küste liegenden Tankschiffen Treibstoff an Land gepumpt und in die Fahrzeuge gefüllt. Als Port-en-Bessin von den Alliierten erobert worden war, wurden dort die ersten Tanklager errichtet. Zu dieser Zeit war der Bau der ersten Unterwasser-Pipeline bereits in vollem Gange. Sie konnte im August in Cherbourg in Betrieb genommen werden. Weitere folgten später im Pas-de-Calais. Insgesamt wurden 21 Treibstoffpipelines durch den Ärmelkanal gelegt. Bis zum April 1945 flossen darin täglich 3100 t Treibstoff in die Nachschubbasen der Normandie. So konnten die Alliierten ihre Einheiten auf dem Land unterstützen und ihnen helfen, den Brückenkopf auszubauen.

### Luftkrieg

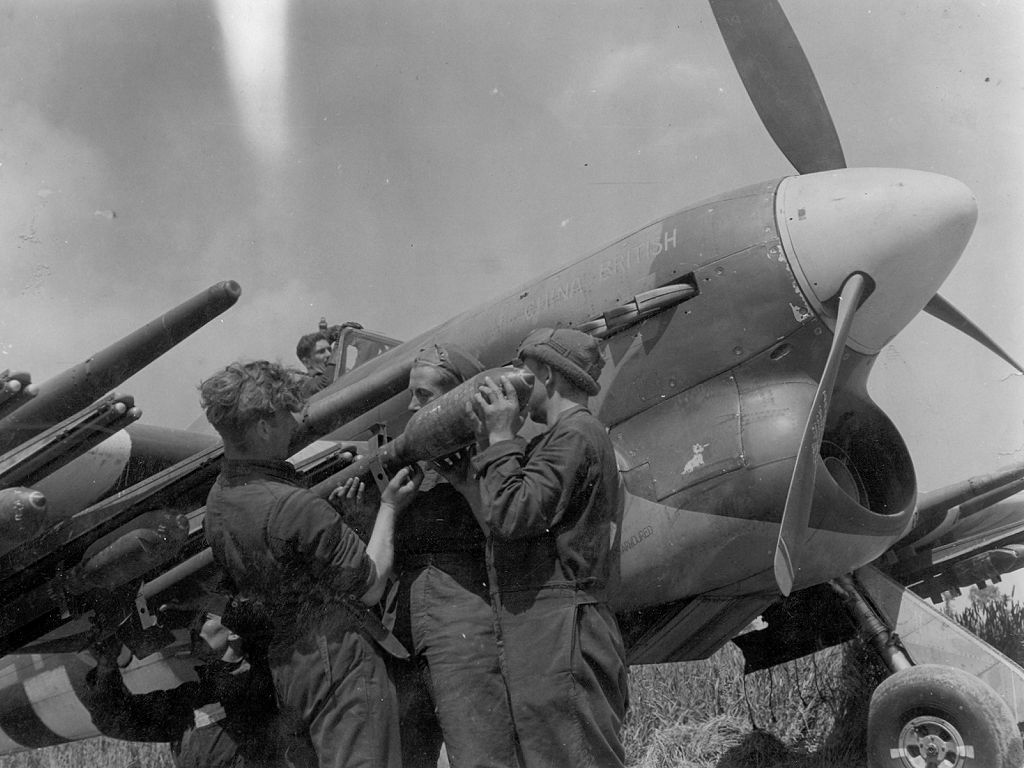
Eine Hawker Typhoon wird mit Luft-Boden-Raketen bewaffnet, Mai 1944

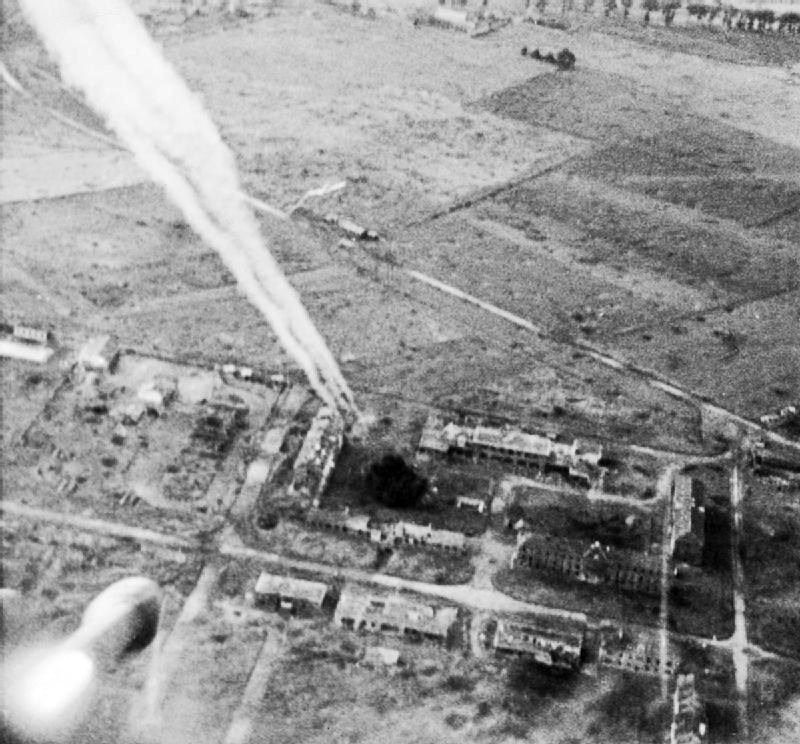
Eine Luft-Boden-Rakete wird von einer Typhoon des 181. Geschwaders der Royal Air Force über dem Flugfeld Carpiquet abgefeuert

Der Luftkrieg während der Operation Overlord gehört – neben der Luftschlacht um England, den Trägerschlachten im Pazifik und dem strategischen Luftkrieg gegen das Deutsche Reich – zu den bedeutendsten Luftschlachten des Zweiten Weltkriegs. Die alliierte Landung in der Normandie wurde mit durch die Lufthoheit der alliierten Streitkräfte ermöglicht.
Vor dem D-Day bombardierten die Alliierten deutsche Versorgungslinien, Artilleriebatterien und versorgten Teile der französischen Résistance aus der Luft mit Munition und Ausrüstung.
Während des D-Days sicherten alliierte Jäger den Luftraum über dem Landungsbereich, während Bomberstaffeln im Hinterland deutsche Stellungen bombardierten. Gleichzeitig suchten alliierte Kampfflugzeuge die See nach deutschen U-Booten ab und bombardierten diese, um die Armada und Nachschubschiffe nicht zu gefährden. Da die Deutschen großenteils noch bis Juni 1944 an eine Landung beim Pas-de-Calais glaubten (→ Deutsche Situation in der Normandie im Jahr 1944), konnten sie den Alliierten am D-Day nur wenige Jagdflugzeuge und Jagdbomber entgegensetzen. Die meisten Flugzeuge waren weiter ins Inland verlegt worden, um sie vor Tiefangriffen und Bomben zu schützen, und mussten nun erst wieder zurückverlegt werden.
Nach dem D-Day unterstützten die Alliierten ihre Offensiven auf dem Boden mit konzentriertem Bombardement, zerstörten so allerdings auch Landschaft und Städte und töteten viele französische Zivilisten. Ein walisischer Soldat sagte zu den Bombergeschwadern, die im Verlauf der Schlacht um Caen am Himmel erschienen:

„Der gesamte nördliche Himmel war, so weit das Auge sehen konnte, von ihnen [den Bombern] gefüllt – Welle über Welle, eine über der Anderen, die sich nach Osten und Westen ausdehnten, so dass man dachte es ginge nicht mehr weiter. Jeder hatte jetzt sein Fahrzeug verlassen und starrte verwundert [in den Himmel], bis die letzte Welle von Bombern ihre Bomben abgeworfen hatte und den Rückflug antrat. Danach begannen die Geschütze mit einem immer lauter werdenden Geschützfeuer das Werk der Bomber zu vollenden.“

Des Weiteren suchten alliierte Jagdflugzeuge die Normandie nach deutschen Truppenverbänden ab und beschossen sie, um einen Einsatz gegen die Landstreitkräfte zu vermeiden. Da die Deutschen anfangs keine nützlichen Aufklärungsflüge fliegen konnten, hatten sie der alliierten Luftüberlegenheit wenig entgegenzusetzen.
Ende August 1944, bei der Auflösung des Kessels von Falaise, betrugen die alliierten Verluste 4099 Flugzeuge und 16.674 Besatzungen. Dem gegenüber verlor die deutsche Luftwaffe 1522 Jagdflugzeuge. Die Verlustrate bei den Jagdflugzeugen im direkten Luftkampf war 3:1 zum Vorteil der Alliierten; die Verlustrate pro Einsatz bei der deutschen Luftwaffe war so sechsmal höher als bei den Alliierten. Während die Alliierten ihre materiellen Verluste über intakte Nachschubwege ersetzen konnten, blieb der Verlust für die deutsche Luftwaffe größtenteils unersetzt.

## Propaganda
Auf deutscher wie auf alliierter Seite wurde die bevorstehende Invasion mit Propaganda wie auch mit – meist propagandistisch eingefärbten – Presseberichten begleitet. Die Deutschen ihrerseits gaben sich zuversichtlich, dass die Invasion gut für sie verlaufen werde, was in folgenden Auszügen aus Reden des deutschen Propagandaministers Joseph Goebbels erkenntlich wird. So sagte Goebbels in einer Rede am 5. Juni 1943 im Berliner Sportpalast:

„Man spricht heute von der Invasion in Europa, als wäre das die selbstverständlichste Sache der Welt […] Der englische und der amerikanische Soldat aber werden eine blutige Zeche bezahlen müssen. Unsere Wehrmacht ist zu ihrem Empfang bereit!“

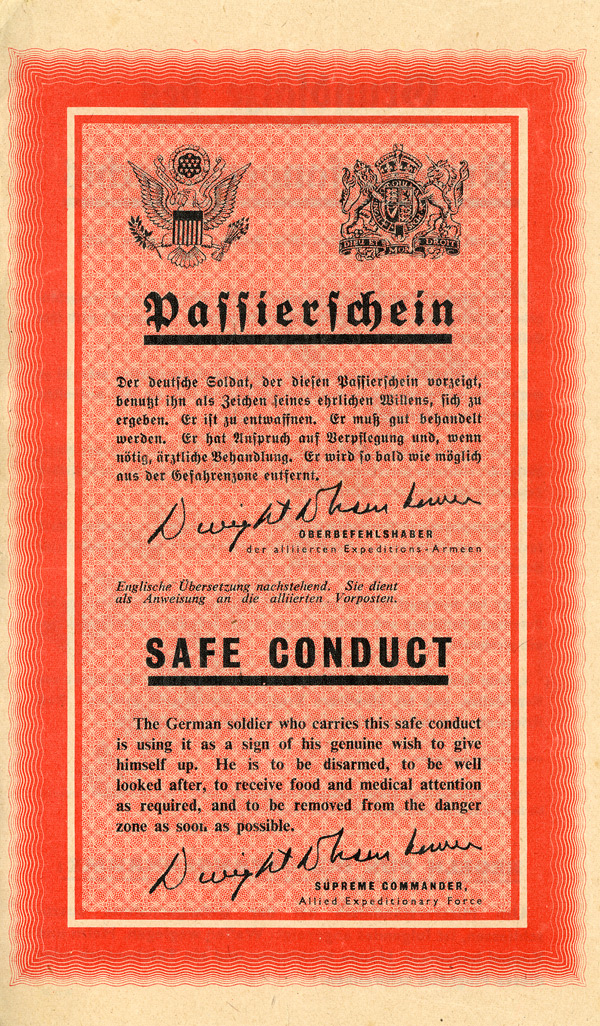
Alliierter Passierschein, der deutschen Truppen eine gute Behandlung garantiert, wenn sie sich ergeben

Am 4. Juni 1944 hielt Goebbels dann in Nürnberg bei einer Großkundgebung anlässlich des Kreistages des Kreises Nürnberg-Stadt der NSDAP eine weitere Rede:

„Auch die Invasion wird sich nicht so abspielen, wie man sich das in London oder Washington vorstellt. Die erste Runde beispielsweise haben nicht wir, sondern die Feindseite verloren, denn sie hatte geglaubt, uns durch immer neu erfundene Nachrichten nervös zu machen. Ich habe nicht den Eindruck, daß Sie alle wahnsinnig nervös sind [Gelächter]. Aber in London ist man nervös. Die englischen Zeitungen schreiben selbst davon, daß eine neue Krankheit ausgebrochen sei: die Invasionitis [Gelächter]. Gestern wieder ist in Amerika direkt eine hysterische Massenstimmung gewesen, weil eine Fernschreiberin in London nach New York durchgeschrieben hatte –, die hatte sich im Fernschreiben geübt und hatte als Übungsmaterial einen Satz niedergeschrieben, daß die Invasion bereits begonnen hätte, worauf nun in ganz Amerika eine Sensation ausbricht. Die Engländer und Amerikaner glauben vielleicht, mit solchen Meldungen uns nervös zu machen. Sie denken wahrscheinlich, daß ich jetzt hier rede, um Sie jetzt wieder langsam abzuwiegeln, – daß ich sage: Na so schlimm ist es nicht, sein Sie doch nicht so nervös und nicht so hysterisch! [Gelächter]“

Auch in deutschen Zeitschriften wurden die Vorkehrungen hochgelobt. So wurde der Atlantikwall oft heroisierend dargestellt, so etwa auf dem Titelbild der deutschen Wochenzeitung Das Reich, die einen standhaften deutschen Soldaten mit einem Schild darstellte, auf dem „Atlantikwall“ steht und gegen das ein machtloser Brite anrennt. Auch andere Zeitungen kommentierten reißerisch, so etwa die Brüsseler Zeitung vom 13. April 1944:

„In blasser Angst vor der Invasion

‚Das große Blutbad der Weltgeschichte‘

Der USA.-Publizist Reynolds zeigt das wahre Gesicht der Zweiten Front. Bei Landung von einer Million Mann rechnet er jeden zweiten als verloren. Die Geschütze der Maginot-Linie sind heute im Atlantikwall eingebaut.“

Der alliierte Oberbefehlshaber Dwight D. Eisenhower hingegen gab sich zuversichtlich, dass die Alliierten den Sieg erringen würden. So meinte er in seiner Ansprache vor dem D-Day:

“You will bring about the destruction of the German war machine, the elimination of Nazi tyranny over the oppressed peoples of Europe, and security for ourselves in a free world. […] The United Nations have inflicted upon the Germans great defeat in open battle man to man. Our air offensive has seriously reduced their strength in the air and their capacity to wage war on the ground. Our home fronts have given us an overwhelming superiority in weapons and munitions of war and placed at our disposal great reserves of trained fighting men. The tide has turned. The free men of the world are marching together to victory. I have full confidence in your courage, devotion to duty, and skill in battle. We will accept nothing less than full victory. Good luck, and let us all beseech the blessings of Almighty God upon this great and noble undertaking.”

„Ihr werdet Zerstörung über die deutsche Kriegsmaschinerie, die Eliminierung der Nazi-Tyrannei über die unterdrückten Völker Europas und Sicherheit für uns in einer freien Welt bringen. […] Die Vereinten Nationen haben den Deutschen im offenen Kampf Mann gegen Mann große Verluste zugefügt. Unsere Luftoffensive hat ihre Stärke in der Luft und ihre Fähigkeit, auf dem Boden Krieg zu führen, ernsthaft geschwächt. Unsere Heimatfronten haben uns eine überwältigende Übermacht an Waffen und Munition gegeben und große Reserven von trainierten kämpfenden Männern zur Verfügung gestellt. Das Blatt hat sich gewendet. Die freien Männer der Welt marschieren zusammen zum Sieg. Ich habe vollstes Vertrauen in euren Mut, eure Pflichterfüllung und eure Kampferfahrung. Wir werden nichts anderes als den totalen Sieg akzeptieren. Viel Glück und lasst uns alle um den Segen des Allmächtigen Gottes für dieses großartige und noble Vorhaben ersuchen.“

Die Deutschen berichteten meist positiv über die Invasion und propagierten, dass man dem Feind schwere Verluste zufügen werde. So berichtete eine deutsche Redakteurin über Anweisungen zur Behandlung von Mitteilungen der alliierten Invasion:

„[…] Wir haben die Anweisung bekommen, recht erfreut über dieses langersehnte Ereignis zu schreiben.“

Die Propaganda bezog sich allerdings nicht nur auf die Soldaten oder Bevölkerungen der Parteien, sondern auch auf den jeweiligen Gegner. So garantierten die Alliierten den deutschen Soldaten, die sich freiwillig ergeben würden, ein komfortables und sicheres Leben. Diese Nachrichten wurden über Flugblätter verteilt. So waren die ersten alliierten Flugzeuge am 5. bzw. 6. Juni 1944 über dem Himmel der Normandie unterwegs, um Flugblätter abzuwerfen, und erst danach folgten die Maschinen mit den Fallschirmjägern an Bord. Die Flugblätter waren in der Sprache des jeweiligen Gegners verfasst. Teilweise waren jedoch auch Befehle in der Sprache des Austeilers abgedruckt, um die komfortable Behandlung der Gefangenen zu gewährleisten. Neben Garantien und ähnlichem für die Soldaten enthielten diese Flugblätter manchmal auch Bombenwarnungen etc. für die Zivilbevölkerung. Die Alliierten warfen mehrere Millionen Exemplare dieser Flugblätter ab.
Auch Zeitschriften wurden aus der Luft hinter den gegnerischen Linien abgeworfen. So warfen die Alliierten ab dem 25. April 1944 täglich eine neue Ausgabe der Zeitung „Nachrichten für die Truppe“ ab, die anfänglich aus zwei, später aus vier Seiten bestand und Nachrichten über die militärische Lage und anderes enthielt. Diese Kampagne wurde von einem vereinten amerikanischen und britischen Stab für die Operation Overlord entwickelt. Neben diesem Magazin erstellten die Briten und Amerikaner auch die Zeitschriften „Frontpost“ und „Frontbrief“.
Laut dem Buch Overlord von Max Hastings war die effektivste Methode dieser Propaganda jedoch der von den Briten betriebene Radiosender Radio Calais, der fast die halbe deutsche Armee erreichte. Laut Hastings hörten die Deutschen den alliierten Durchsagen über gefangengenommene deutsche Soldaten, die über das Radio verlesen wurden, aufmerksam zu.
Die Deutschen versuchten, mit ihren „Wunderwaffen“ wie der V1 oder V2 sowohl die deutsche Bevölkerung von der Möglichkeit zu überzeugen, den Krieg noch gewinnen zu können, als auch durch die Abschüsse auf London die britische Bevölkerung zu demoralisieren.
Bei den alliierten Truppen kam außerdem die heißblütige Stimme von Mildred Elizabeth Sisk Gillars gut an, die als Propagandistin beim Großdeutschen Rundfunk, Radio Berlin unter dem Pseudonym Axis Sally bekannt wurde. Ihr infamstes Radio-Feature unter dem Titel Vision of Invasion bestand daraus, dass sie am 11. Mai 1944, kurz vor der geplanten Invasion in der Normandie eine amerikanische Mutter spielte, die ihren Sohn im Ärmelkanal verloren hatte. Eine Ansagerstimme brachte es auf den Punkt, mit den Worten: The D of D-Day stands for doom… disaster… death… defeat… Dunkerque or Dieppe.

## Zivilbevölkerung

### Opfer

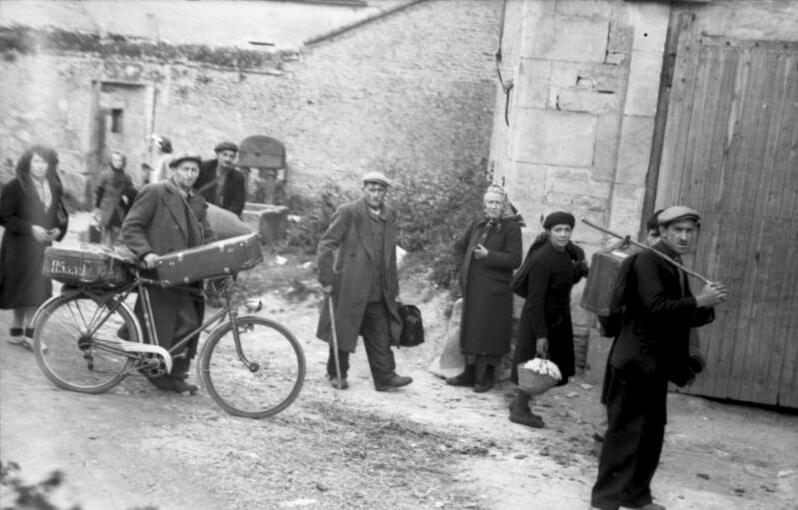
Französische Zivilisten nach der Invasion im Gebiet um Caen

Ein britischer Soldat hilft einer alten Frau nach der Eroberung Caens. Im Hintergrund sind die Ruinen der Stadt zu erkennen.

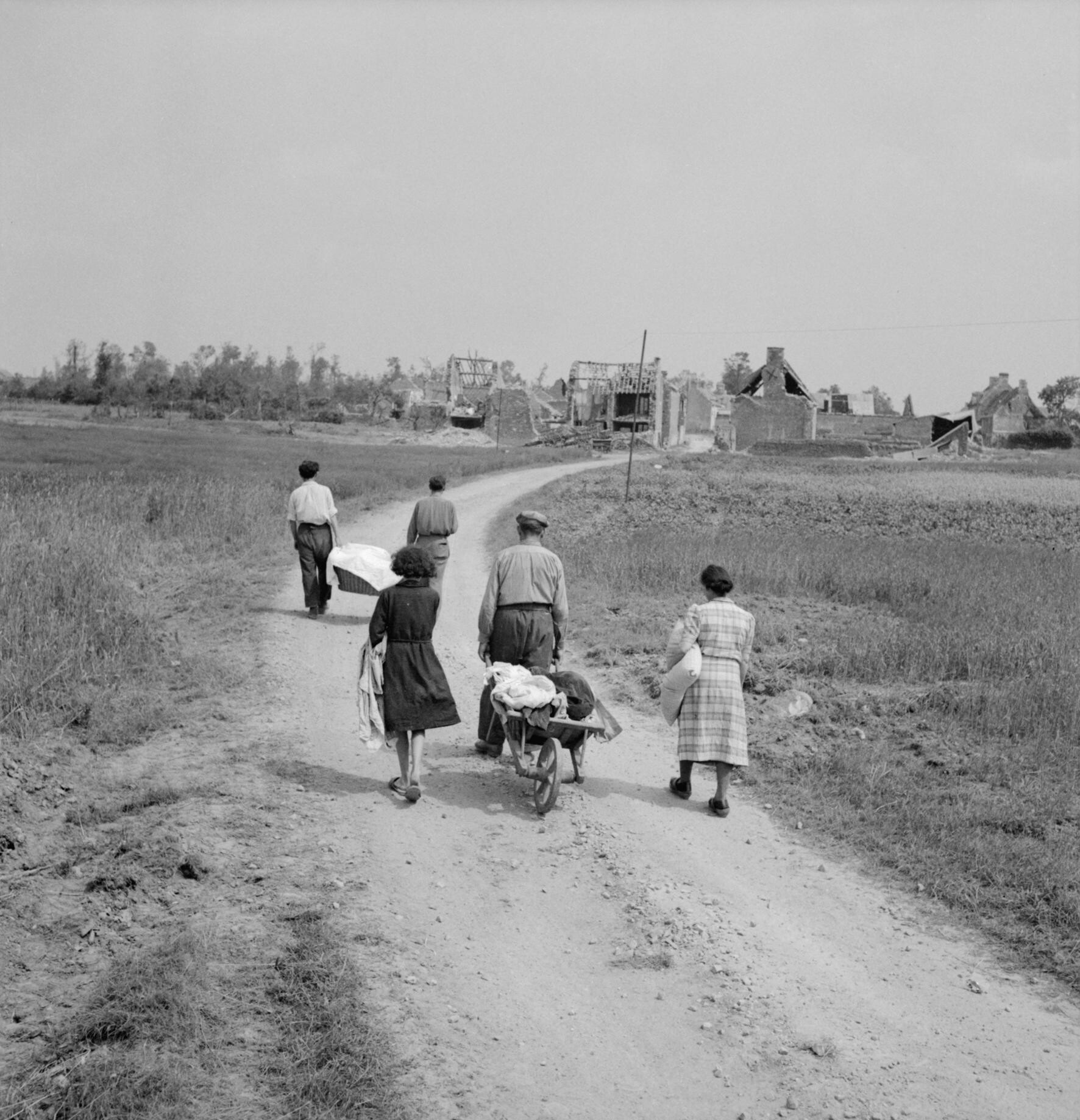
Eine französische Familie kehrt am 18. Juli in ihr Dorf Buron zurück, das während der Kämpfe total zerstört wurde.

Aufgrund der Bedingungen für die Zivilbevölkerung in der Normandie (Artilleriebeschuss und Bombardement) war die Zahl von Zivilopfern besonders hoch. Um den Bomben und Granaten zu entkommen, suchten die Menschen Schutz in Kellern, Höhlen, Steinbrüchen und mit Brennholzbündeln bedeckten Gräben.
Mehrere tausend Einwohner flohen nach Süden über Straßen und Wege, die regelmäßig bombardiert wurden. Unter ihnen waren Männer, Frauen und Kinder, einschließlich der Alten und Kranken, die zu Fuß, in Karren und manchmal mit ihren Kühen den Weg aufnahmen. Einige taten dies spontan, um vor den Kämpfen zu fliehen, während andere von der deutschen Armee Befehle erhielten, ihre Häuser zu verlassen. Die Flüchtlinge zogen manchmal allein und manchmal in Konvois Richtung Süden, meist auf Routen, die das Vichy-Regime ausgearbeitet hatte.
Der Großteil der zivilen Opfer starb aufgrund alliierter Bombardements aus der Luft, die das Ziel hatten, Straßen zu zerstören, um den deutschen Nachschub aufzuhalten. Vor Bombardements wurden Flugblätter abgeworfen, um die Bevölkerung zu warnen. Die tödlichsten Angriffe fanden am Abend des 6. Juni und während der Nacht vom 6. auf den 7. Juni statt, wobei die Städte Lisieux, Pont-l’Évêque, Caen, Argentan, Flers, Condé-sur-Noireau, Vire, Saint-Lô und Coutances teilweise zerstört wurden. Mehr als 3000 Menschen wurden getötet. In den folgenden Tagen verwüsteten Bomben außerdem L’Aigle, Avranches, Valognes, Vimoutiers, Falaise und Alençon. Die Luftangriffe nahmen danach ab, obwohl kleinere Städte und Dörfer wie Aunay-sur-Odon und Évrecy weiterhin stark bombardiert wurden.
Viele weitere Einwohner starben aufgrund des alliierten Artilleriebeschusses und des Beschusses von See aus (→ Seekrieg während der Operation Overlord). So wurden viele der Städte und Dörfer an den Landungsstränden zerstört und viele Einwohner getötet. Alexander McKee sagte zu dem Bombardement der Stadt Caen (→ Schlacht um Caen) am 7. Juli folgendes:

„Die 2.500 Tonnen Bomben unterschieden in keiner Weise zwischen Freund und Feind. Sollten die britischen Befehlshaber geglaubt haben, dass sie die Deutschen einzuschüchtern vermochten, indem sie die Franzosen umbrachten, so hatten sie sich schwer getäuscht.“

Als die Stadt Caen am 9. Juli von Briten und Kanadiern erobert worden war, waren viele Einwohner Caens tot oder obdachlos. Der Pionier Arthur Wilkes beschrieb den Zustand der Stadt wie folgt: „Berge von Trümmern, [etwa] 20 oder 30 foot [≈ 6 oder 9 m] hoch […] die Toten lagen überall.“

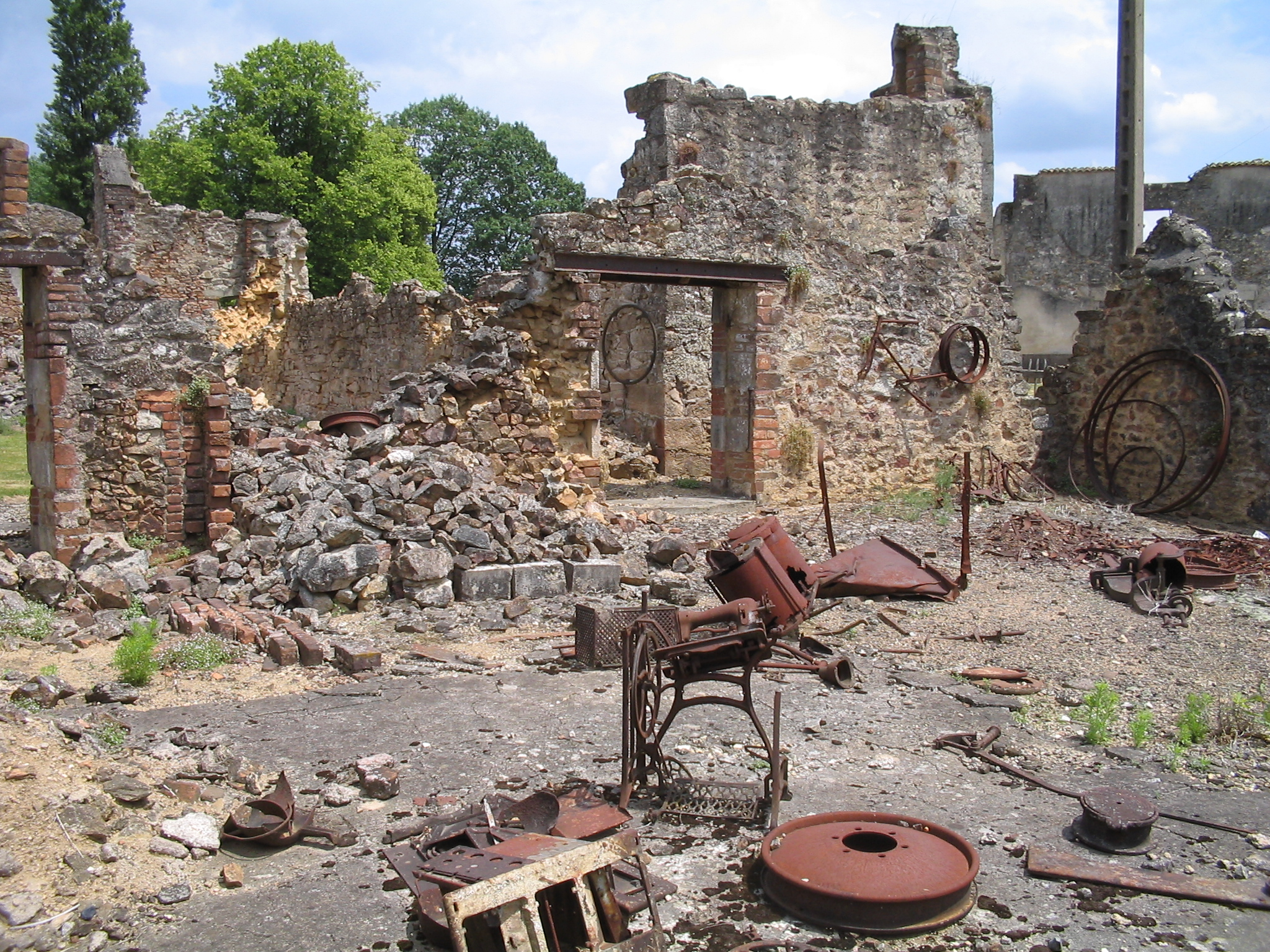
Das zerstörte Oradour-sur-Glane heute

Diverse Einwohner wurden von Deutschen getötet, entweder für Widerstandsaktionen oder weil sie sich geweigert hatten, Anordnungen (es gab alleine 650 für die Niedernormandie) zu befolgen. So wurden am D-Day viele der im Gefängnis von Caen inhaftierten Menschen exekutiert. Am 10. Juni 1944 kam es zum sogenannten Massaker von Oradour, bei dem der Ort Oradour-sur-Glane als Repressalie gegen Partisanentätigkeit zerstört und die Einwohner ermordet wurden. Bei dem Massaker starben 642 Menschen, von denen nur noch 52 zu identifizieren waren. Unter den Toten befanden sich 207 Kinder und 254 Frauen. Lediglich sechs Einwohner überlebten.
Selbst Monate nach den Kämpfen fiel noch eine große Zahl von Einwohnern der Normandie – Bauern, Matrosen und häufig Kinder – Minen und fehlgezündeten Bomben (Blindgängern) zum Opfer.
Insgesamt verloren rund 20.000 Einwohner der Normandie ihr Leben – beträchtlich mehr als die Zahl von britischen und kanadischen Soldaten, die im Kampf getötet wurden (ca. 16.000) und etwa gleich viel wie die amerikanischen Gefallenen (ca. 21.000). Eine vermehrte Anzahl unter zivilen Opfern lässt sich im Gebiet um Caen finden, das durch die schweren Kämpfe während der Schlacht um Caen besonders hart getroffen wurde. Allein in Caen fanden 1989 Zivilisten den Tod, während es in den Vororten und umliegenden Dörfern nur 72 waren.

### Reaktion

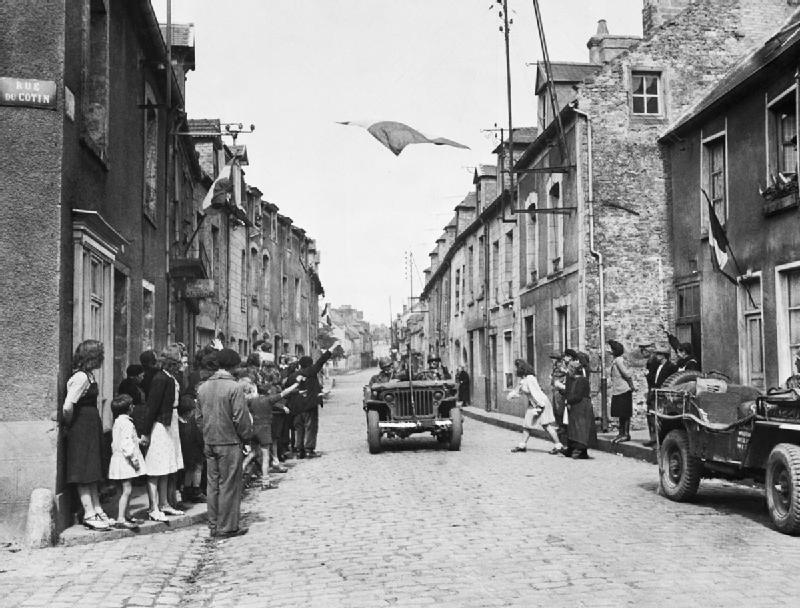
Französische Zivilisten feiern die Ankunft alliierter Truppen in Carentan, der ersten von US-Truppen befreiten Stadt

Alliierte Soldaten unterhalten sich mit französischen Zivilisten (23. August 1944)

Die offizielle nach dem Krieg verbreitete Sichtweise ist, dass bei Ankunft der Alliierten in den Städten der Normandie mit Fahnen gefeiert wurde, Teile der Bevölkerung hätten sich sogar in Farben des Union Jacks angezogen. Die Alliierten seien mit Weinflaschen und offenen Weinkellern begrüßt worden, während diese wiederum den Einwohnern der Städte Schokolade, Tabak und Kaugummi gaben. So steht beispielsweise im Kriegstagebuch des 1. Battalion King’s Own Scotish Borderers ein Eintrag zum 9. Juli:

„In den verlassen wirkenden Häusern begann langsam ein Aufleben, als die [französischen] Zivilisten realisierten, dass wir die Stadt [Caen] eroberten. Sie kamen rennend mit Gläsern und Weinflaschen [aus ihren Häusern] heraus.“

Nachdem am 25. August 1944 die Stadt Paris (→ Befreiung von Paris) unter alliierter Kontrolle war, hielt Charles de Gaulle am 26. August einen Triumphzug ab und sprach danach vom Balkon des Rathauses zur Pariser Bevölkerung. Am selben Tag folgte eine französische Siegesparade über die Champs-Élysées. Ein Buchhändler aus Paris, Jean Galtier-Boissiére, beschrieb die Szenen in Paris am 25. August 1944 wie folgt:

„Eine erregte Menge drängt sich um die französischen Panzer, die mit Fahnen und Blumen geschmückt sind. Auf jedem Panzer, auf jedem gepanzerten Fahrzeug stehen Mädchen, Frauen, Jungen und Fifis mit Armbinden [Kämpfer der FFI] direkt neben den Männern in khakifarbenen Overall und képi. Die Menschen säumten die Straße, warfen Kusshände, reckten die geballte Faust, zeigten den Befreiern ihre Begeisterung.“

Tatsächlich war die Aufnahme der alliierten Soldaten in der Normandie frostiger, da die französische Bevölkerung durch Bombenangriffe, Plünderungen und sexuelle Übergriffe alliierter Soldaten an die Schrecken des Kriegs erinnert wurde.

## Kriegsverbrechen

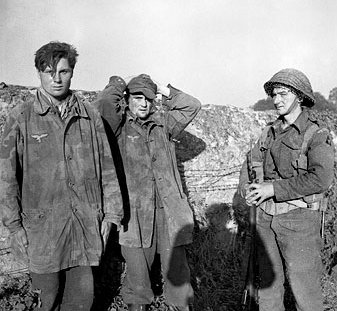
Ein alliierter Soldat bewacht zwei deutsche Kriegsgefangene in der Nähe von Caen, 11. Juli 1944

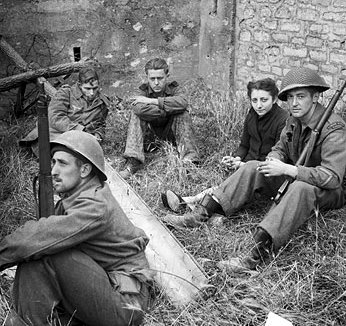
Kanadische Soldaten bewachen eine französische Frau und deutsche Gefangene in der Nähe von Caen, 19. Juli

Während der Operation Overlord verübten sowohl die deutsche als auch die alliierte Seite Kriegsverbrechen, wobei diejenigen von Amerikanern, Kanadiern und Briten erst in jüngster Zeit durch die vor allem auf Augenzeugenberichten beruhenden Forschungen des britischen Historikers Antony Beevor aufgedeckt wurden. Auf beiden Seiten kam es zur Tötung von Kriegsgefangenen, entweder einige Zeit nach der bereits erfolgten Gefangennahme oder dann, wenn sich Soldaten deutlich erkennbar gerade ergeben wollten. Dass es sich dabei nicht nur um spontane Handlungen oder Reaktionen auf erbitterte, verlustreiche Kämpfe handelte, zeigt das nachweisbare Vorhandensein entsprechender Befehle, keine Gefangenen zu machen. Praktiziert wurde die Erschießung deutscher Gefangener durch alliierte Soldaten zum Beispiel dann, wenn der eigene schnelle Vorstoß durch die erforderliche Evakuierung der Gefangenen verzögert worden wäre. Weiterhin, so Beevor, haben deutsche Soldaten Verwundete und Sanitätspersonal getötet, während alliierte Piloten deutsche Sanitätskraftwagen aus der Luft beschossen hätten. Schwerpunktmäßig waren folgende Einheiten an solchen Verbrechen beteiligt: Auf deutscher Seite die 12. SS-Panzer-Division „Hitlerjugend“ und umgekehrt die gegen sie kämpfenden Kanadier; allein in den ersten Tagen wurden 187 kanadische Gefangene getötet, darunter 18 in der Nacht vom 7. auf den 8. Juni beim Massaker in der Abbaye d’Ardenne bei Caen. Für die amerikanische Seite werden mehrere Vorfälle aus der 101. und 82. Luftlandedivision berichtet, deren Fallschirmjäger besonders schwere Kämpfe schon am ersten Tag zu bestehen hatte; so wurden bei Audouville-la-Hubert am D-Day 30 gefangene Angehörige der Wehrmacht erschossen.
Darüber hinaus kam es im Verlauf der Operation Overlord zu etlichen, unter dem Deckmantel der „Terroristenbekämpfung“ durchgeführten Massakern an der französischen Zivilbevölkerung durch Angehörige folgender Waffen-SS-Divisionen: 1. SS-Panzer-Division „Leibstandarte SS Adolf Hitler“, 2. SS-Panzer-Division „Das Reich“, 12. SS-Panzer-Division „Hitlerjugend“ (u. a. SS-Panzergrenadier-Regiment 26), 17. SS-Panzergrenadier-Division „Götz von Berlichingen.“ Nach Beevor verloren bei den 26 schlimmsten Massakern in Frankreich im Jahre 1944 insgesamt 1904 Menschen das Leben, darunter allein 642 (davon 207 Kinder, 254 Frauen) in Oradour-sur-Glane am 10. Juni 1944; der Ort wurde fast völlig zerstört. Noch im August töteten SS-Männer auf dem Rückzug hunderte von Zivilisten in Buchères bei Troyes, in Maillé sowie in Tavaux und Plomion. Die Gestapo ermordete angesichts der bevorstehenden deutschen Niederlage 600 bereits inhaftierte Mitglieder der Résistance.
Der ehemalige SS-Standartenführer Kurt Meyer berichtet wie folgt über die Behandlung von deutschen Kriegsgefangenen durch kanadische Truppen:

„Am 7. Juni wurde mir ein Notizblock eines kanadischen Captains gegeben. Zuzüglich zu handgeschriebenen Befehlen, wiesen die Notizen an: 'no prisoners were to be taken' [‚keine Gefangenen nehmen‘]. Einige kanadische Gefangenen wurden [daraufhin] gefragt, ob die Instruktionen der Wahrheit entsprechen würden […] und sie sagten, dass sie den Befehl hatten, wenn die Gefangenen den Fortschritt behinderten, sie nicht gefangen zu nehmen.“

Meyer soll daraufhin befohlen haben: „Was sollen wir mit diesen Gefangenen tun? Die essen nur unsere Rationen. In Zukunft werden keine Gefangenen mehr gemacht.“
Der kanadische Kompanieführer und Major Jacques D. Dextraze bestätigte nach dem Krieg Meyers Anschuldigungen:

„Wir passierten den Fluss – die Brücke war gesprengt worden. […] Wir nahmen 85 Kriegsgefangene. Ich wählte einen Offizier aus und sagte: 'bring sie zum P.W. Käfig zurück'. Er ging zurück und befahl ihnen, zu der Brücke […] zu rennen. Diese Männer waren schon einige Meilen gerannt. Sie kamen erschöpft an der Brücke an, [aber der Offizier sagte:] Nein Nein, ihr nehmt nicht die Brücke, ihr schwimmt. Jetzt fielen die Männer in das Wasser. Die meisten ertranken. […] Danach wurden sie von den Pionieren, die die Brücke reparierten, aus dem Wasser geholt. Ich fühlte mich sehr schlecht, als ich sie alle aufgestapelt neben der Brücke sah.“

## Verluste
Die genaue Zahl der Verluste an Soldaten während der Operation Overlord lässt sich nicht rekonstruieren. Bereits vor dem D-Day – zwischen April und Mai 1944 – verloren die Alliierten annähernd 12.000 Männer und mehr als 2000 Flugzeuge. Die Alliierten hatten seit dem D-Day etwa 53.700 Tote (37.000 Tote bei den Landstreitkräften und 16.714 Tote bei den Luftstreitkräften), 18.000 Vermisste und 155.000 Verwundete, die Deutschen 200.000 Tote, Vermisste und Verwundete und weitere 200.000 Kriegsgefangene zu verzeichnen. Von den Alliierten sind insgesamt 32.807 der Gefallenen in Kriegsgräberstätten in der Normandie begraben, während es bei den Deutschen 77.866 sind. Die Opfer unter der französischen Zivilbevölkerung beliefen sich auf etwa 20.000 Menschen.

## Nachwirkungen

Die 82. US-Luftlandedivision über der Landezone bei Grave im Verlauf der Operation Market Garden

Die Operation Overlord verlief für die Alliierten relativ erfolgreich, so dass sie ihren Brückenkopf in der Normandie ausbauen und eine feste Basis für einen weiteren Vormarsch nach Osten, Richtung Deutschland, schaffen konnten. Zudem verhalf den Alliierten ihre zweite Landung in Südfrankreich, die Operation Dragoon dazu, Frankreich zu erobern und kraftvoller vorzurücken.
Durch die enorme Materialfülle und absolute Luftherrschaft konnten zu jeder Zeit deutsche Truppenansammlungen zerschlagen werden, weshalb die Alliierten nach dem Ende der Operation Overlord recht zügig vorankamen. Zwar überdehnten sie bei ihrem schnellen Vorstoß zum deutschen Westwall ihre Versorgungslinien, aber durch den Aufbau neuer, schneller Nachschubwege (→ Red Ball Express) gelang es vor allem den in großen Mengen benötigten Treibstoff bereitzustellen. Bereits am 3. September 1944 fiel Brüssel, und am Tag darauf konnte Antwerpen besetzt werden.

Generalfeldmarschall Wilhelm Keitel unterzeichnet 1945 in Berlin-Karlshorst die ratifizierende Kapitulationsurkunde

Bei der Luftlandeoperation Market Garden konnte das II. SS-Panzerkorps Briten und US-Amerikanern in Arnheim noch einmal eine schwere Niederlage beibringen. Die Operation fand zwischen dem 17. und dem 27. September 1944 in den niederländischen Provinzen Noord-Brabant und Gelderland statt und hatte das Ziel, den deutschen Westwall zu umgehen und den englischen und amerikanischen Truppen einen raschen Vorstoß ins Deutsche Reich zu ermöglichen. Sie war, wie Eisenhower später analysierte, „zu 50 % ein Erfolg“. Zwar verschoben die Alliierten die Frontlinie von Belgien aus nördlich bis Nijmegen, aber das Ziel, die deutschen Verteidigungslinien durch Überschreiten des Rheins bei Arnheim zu umgehen, wurde nicht erreicht. Der unerwartet starke deutsche Widerstand in Arnheim verhinderte die Einnahme der wichtigen Rheinbrücke. Die Alliierten mussten sich schließlich unter hohen Verlusten an Menschen und Material zurückziehen.
Um den Hafen von Antwerpen nutzen zu können, schalteten die kanadischen Truppen im Oktober die deutschen Stellungen auf den in der Scheldemündung liegenden Inseln Süd-Beveland und Walcheren aus. Die wichtige Schlacht an der Scheldemündung dauerte über einen Monat, dann war der Weg für die alliierten Nachschublieferungen frei.
Am 21. Oktober eroberten die Alliierten nach heftigen Kämpfen mit Aachen die erste deutsche Stadt. Am 22. November 1944 erreichten weiter südlich US-amerikanische Kräfte Metz und Straßburg. Im Dezember versuchten die Deutschen mit der Ardennenoffensive die Oberhand im Westen zu gewinnen. Das Operationsziel, die Linien der Alliierten zu spalten und in breiter Front nach Belgien vorzustoßen, misslang jedoch im gleichen Maße wie die hierdurch erzwungene Umgliederung der alliierten Kräfte im Rahmen des im Januar 1945 durchgeführten Unternehmens Nordwind auszunutzen.
Die westalliierten Truppen rückten weiter nach Deutschland vor und trafen am 25. April mit sowjetischen Truppen in Torgau an der Elbe (Elbe Day) zusammen; der letzte Einflussbereich der Deutschen zerfiel jetzt in zwei Teile. Am 26. April fiel Bremen an die Briten, die weiter nach Nordosten zogen. In rascher Folge nahmen sie Lübeck (2. Mai) und Hamburg (3. Mai) ein sowie schließlich Wismar; wohl auch, um die Rote Armee daran zu hindern, bis Schleswig-Holstein vorzustoßen. Nachdem Eisenhower im operativen Hauptquartier der SHAEF in Reims das Ansinnen eines separaten Waffenstillstands mit den Westalliierten zurückgewiesen hatte, unterzeichnete der deutsche Generaloberst Alfred Jodl, der zuvor vom letzten Reichspräsidenten Karl Dönitz autorisiert wurde, in den Morgenstunden des 6. Mai 1945 die bedingungslose Gesamtkapitulation aller deutschen Truppen, die am 8. Mai um 23:01 Uhr Mitteleuropäischer Zeit in Kraft trat.

## Gedenken

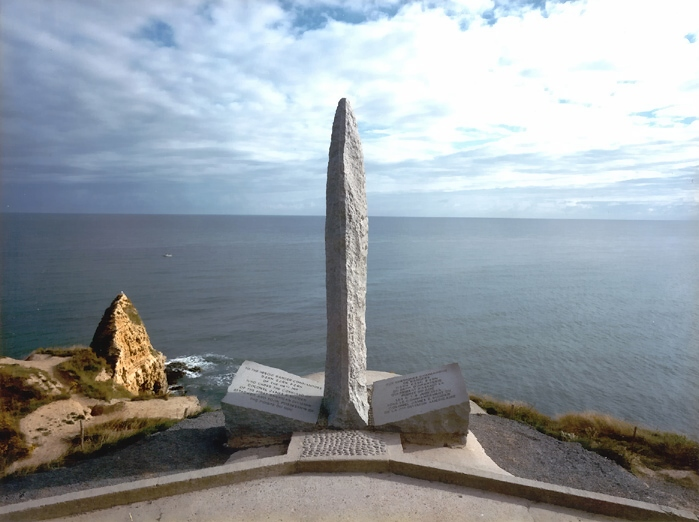
Das Pointe du Hoc Ranger Monument

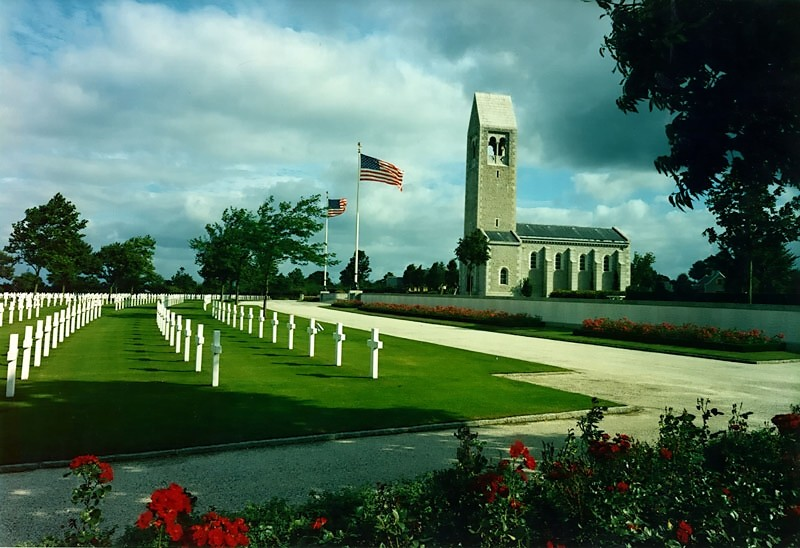
Der amerikanische Soldatenfriedhof in der Bretagne

Nach Beendigung des Krieges wurden auf dem ehemaligen Operationsgebiet in Nordfrankreich viele Friedhöfe, Gedenkstätten und Museen eröffnet, die an die Gefallenen, an die Überlebenden und ebenso an die Geschehnisse erinnern sollen.
Die bekannteste Bestattungs- und Gedenkstätte ist der US-amerikanische Soldatenfriedhof in Colleville-sur-Mer. Daneben befinden sich in der Normandie noch viele weitere Friedhöfe und Gedenkstätten der Briten, Kanadier, Australier und Neuseeländer, die teilweise auch in gemeinsamen Stätten begraben sind. In der Kriegsgräberstätte in La Cambe und in Saint-Désir-de-Lisieux sind deutsche Soldatengräber zusammengeführt worden.
Die Strände der Operation sind mit ihren Codenamen in Karten und auf Straßenschildern eingezeichnet, und viele der Bunker stehen noch. Eine Vielzahl der Straßen sind nach den Einheiten, die in ihrer Nähe kämpften oder nach Kommandeuren bezeichnet, während an Stellen wie beispielsweise der Pegasusbrücke Büsten, Gedenkstätten und teilweise Museen errichtet wurden.
Eines der bekanntesten Mahnmale ist die Felsnadel am Pointe du Hoc, etwa zehn Kilometer westlich der amerikanischen Gedenkstätte am Omaha Beach. Sie soll an die dort gefallenen Ranger erinnern und als Mahnung für spätere Generationen an die Geschehnisse des D-Day erinnern.
Das Musée de la paix (Friedensmuseum) in Caen wurde auf Initiative der dortigen Stadtverwaltung errichtet und 1988 eröffnet. Es existieren noch zahlreiche weitere Museen, die über die ganze Normandie verstreut sind und sich teilweise sogar in sehr kleinen Ortschaften befinden.
Reste eines der ursprünglich zwei künstlichen Häfen liegen noch immer vor der Küste bei Arromanches. In Sainte-Mère-Église erinnert eine Fallschirmjägerpuppe am Kirchturm an den Einsatz dieses Truppenteils. Am Juno Beach errichteten Kanadier das Juno Beach Information Centre in Courseulles-sur-Mer, die US-Amerikaner hingegen errichteten ihr „National D-Day Museum“ in den Vereinigten Staaten in New Orleans (heutiger Name National World War II Museum).
Am 6. Juni jedes Jahres gedachte der US-amerikanische Karikaturist und Veteran des Zweiten Weltkriegs, Charles M. Schulz (1922–2000), mit seinem Cartoon Die Peanuts seiner Kameraden, die in der Normandie fielen.

### Deutsch
- Antony Beevor: D-Day – Die Schlacht in der Normandie. C. Bertelsmann, Gütersloh 2010, ISBN 978-3-570-10007-3 (englisch Original, 2009: ISBN 978-0-670-88703-3).
- Klaus-Jürgen Bremm: Normandie 1944. Die Entscheidungsschlacht um Europa. wbg Theiss, Darmstadt 2022. ISBN 978-3-8062-4488-5.
- Bundesarchiv – Militärarchiv der Bundesrepublik Deutschland, Freiburg, Rolle BA-MA RL 10/358.
- Fliegerblatt, amtliches Organ der Gemeinschaft der Flieger deutscher Streitkräfte e. V./Ausgabe Nr. 5/2006, Bericht des Leutnant Fischer 3./JG 2 von seinem Angriff auf die Landungsschiffe am 6. Juni 1944.
- Will Fowler: D-Day: The First 24 Hours. Amber Books Ltd., London 2003, ISBN 3-85492-855-6 (Fowlers Buch beschreibt ausschließlich die Operation Neptune, dies allerdings mit guter Bebilderung und vielen Karten).
- Walter Görlitz: Strategie der Defensive – Model. Limes-Verlag, Wiesbaden und München 1982, ISBN 3-8090-2071-0.
- Tony Hall (Hrsg.): Operation „Overlord“. Motorbuch Verlag, Stuttgart 2004, ISBN 3-613-02407-1 (englisch Original, 2003: ISBN 0-7603-1607-4; umfassendes Werk internationaler Autoren; das Buch ist thematisch gegliedert).
- Helmut K. von Keusgen: D-Day 1944, Die Landung der Alliierten in der Normandie. IMK-Creativ-Verl., Garbsen 2000, ISBN 3-932922-10-7.
- Yves Lecouturier: Die Strände der alliierten Landung. Morstadt, 2003, ISBN 3-88571-287-3.
- Peter Lieb: Unternehmen Overlord. Die Invasion in der Normandie und die Befreiung Westeuropas (= Beck’sche Reihe, 6129). Verlag C. H. Beck, München 2014, ISBN 978-3-406-66071-9.
- Winfried Mönch: Entscheidungsschlacht „Invasion“ 1944? Prognosen und Diagnosen. Franz Steiner Verlag, 2001, ISBN 3-515-07884-3.
- Janusz Piekałkiewicz: Invasion. Frankreich 1944. Südwest-Verlag, München 1979, ISBN 3-517-00670-X.
- Friedrich Ruge: Rommel und die Invasion. Erinnerungen. Koehler, Stuttgart 1959.
- Cornelius Ryan: Der längste Tag. Kaiser, Klagenfurt 1994, ISBN 978-3-7042-2026-4.
- Dan Parry: D-Day. Vgs Verlagsgesellschaft, Köln 2004, ISBN 3-8025-1618-4.
- Brian B. Schofield: Der Sprung über den Kanal. Motorbuch Verlag, 1978, ISBN 3-87943-536-7.
- Percy E. Schramm (Hrsg.): Kriegstagebuch des Oberkommandos der Wehrmacht 1944–1945. Teilband 1, ISBN 3-7637-5933-6 (kommentierte Ausgabe des Kriegstagebuchs, insges. acht Bände, von denen sich einer unter anderem mit der Lage an der Westfront 1944 beschäftigt).
- Dan van der Vat: D-Day. Die alliierte Landung in der Normandie. Collection Rolf Heyne, München 2004, ISBN 3-89910-199-5.
- Chester Wilmot: Der Kampf um Europa. Büchergilde Gutenberg, Zürich 1955.
- Operation „Overlord“. Die Landung der Alliierten in der Normandie 1944, Motorbuch Verlag Stuttgart 1993

### Englisch
- Stephen E. Ambrose: D-Day. Simon & Schuster Inc., 1994, ISBN 0-7434-4974-6. Dieses Buch basiert auf diversen Interviews mit Zeitzeugen und handelt ausschließlich vom D-Day, dem Tag davor und danach (D-1 und D+1). Ambrose verfasste neben diesem Buch diverse andere Bücher, so beispielsweise das Buch Band of Brothers, das Vorlage für die gleichnamige Fernsehserie war.
- Omar Bradley, Clay Blair: A General’s Life. Autobiography, 1983.
- Brown: Operation Neptune. Frank Cass Publishers, London 2004, ISBN 0-415-35068-9.
- Carlo D’Este: Decision in Normandy. London 1983.
- Ronald J. Drez: Voices of D-Day. The Story of the Allied Invasion Told by Those Who Were There (Eisenhower Center Studies on War and Peace). Louisiana State University Press, 1998, ISBN 0-8071-2081-2.
- Anthony Hall: Operation Overlord. D-Day Day by Day. New Line Books, 2005, ISBN 1-84013-592-1. Tagebuch der Planung, Vorbereitung und Durchführung der Operation Overlord, allerdings nur bis etwa fünfzehn Tage nach dem D-Day.
- Russell A. Hart: Clash of Arms: How the Allies Won in Normandy. Lynne Rienner, Boulder, CO 2001, ISBN 1-55587-947-0.
- Max Hastings: Overlord. Touchstone; Reprint edition, 1985, ISBN 0-671-55435-2.
- Humphrey and Young, Susan Wynn: Prelude to Overlord: An Account of the Air Operations Which Preceded and Supported Operation Overlore. The Allied Landings in Normandy on D-Day. 6th, Presidio Press, 1984, ISBN 0-89141-201-8.
- John Keegan: Six Armies in Normandy. From D-Day to the Liberation of Paris; June 6 – Aug. 5, 1944. Penguin Books, 1994, ISBN 0-14-023542-6.
- Fritz Kramer, Fritz Ziegelmann, Heinrich von Lüttwitz, Heinz Guderian: Fighting in Normandy. The German Army from D-Day to Villers-Bocage. Stackpole Books, 2001, ISBN 1-85367-460-5.
- Robin Neillands: The Battle of Normandy – 1944. Weidenfeld & Nicholson Military, 2002, ISBN 0-304-35837-1. Neillands Buch zur Schlacht in der Normandie behandelt diverse Aspekte der Operation Overlord mit vielen Zitaten als Untermalung.
- C.P. Stacey: Canada’s Battle in Normandy. Queen’s Printer, 1948.
- Nigel West: Codeword Overlord – Axis Espionage and the D‑Day Landings. The History Press, 2022, ISBN 978-1-80399-057-6.

### Französisch
- Eddy Florentin: Stalingrad en Normandie. Presses de la Cité, Paris 1964.
- Anthony Kemp: 6 juin 1944. Edition Découverte Gallimard, Série Histoire, 1994, ISBN 2-07-058353-8.
- Georges Bernage: Gold Juno Sword. Editions Heimdal, ISBN 2-84048-168-5.
- Georges Bernage: Diables Rouges en Normandie. Editions Heimdal, ISBN 2-84048-158-8.
- Dominique Kieffer, Stéphane Simonnet: N°4 Commando. Editions Heimdal, März 2004, ISBN 2-84048-180-4.
- Philippe Bauduin: Quand l’or noir coulait à flots. Editions Heimdal, März 2004, ISBN 2-84048-187-1.
- Erwin Rommel: Archives Rommel. Herrlingen-Blaustein.
- Dominique Lormier: Romme. La fin d’un mythe. Le Cherche-Midi Éditeur, Paris 2003.
- Henry Corta (1921–1998), Oberleutnant SAS: Les bérets rouges. Amicale des anciens parachutistes SAS francais. Paris 1952, französische SAS in der Bretagne.
- Henry Corta: Qui ose gagne (Who dares wins). Service Historique de l’Armée de Terre (S.H.A.T.), Vincennes 1997, französische SAS in der Bretagne, ISBN 978-2-86323-103-6.

### Hörbücher
- Stephen E. Ambrose: D-Day: June 6, 1944 – The Climactic Battle of WWII. Audioworks; Abridged edition, 2001, ISBN 0-7435-0814-9, Audio-CD (englisch).

## Dokumentarfilme
- Christophe Rosé: Invasion im Morgengrauen – Die Landung in der Normandie. F 2014, Zweiteilige Dokumentation (Original: La lumière de l’aube; engl. titel: The Light of Dawn – The Normandy Landings.) Deutsche Fassung 2015 (Dt. Bearbtg. Marx Video; Die Planung; Die Invasion beginnt) (Produzent)
- Die Befreiung. Dokumentarfilm, Deutschland 2003. Gezeigt in ARTE am 6. Juni 2014, 20:15 – 21:05 Uhr (Originalaufnahmen, Zeitzeugenberichte).
- Terra X (ZDF 2024): 5 überraschende Fakten über D-Day (19 Minuten)

## Spielfilme
- Der längste Tag, USA (1962)
- Overlord, auch Kennwort: Overlord, Schwarzweißfilm von Stuart Cooper (1975)
- Operation: Overlord, US-amerikanischer Horror-Kriegsfilm von Julius Avery, produziert von J. J. Abrams (2018)

### Deutsch
- Romedio von Thun-Hohenstein: Die Invasion in der Normandie, in Österreichische Militärische Zeitschrift, Ausgabe 1/2006 (Memento vom 1. Februar 2014 im Internet Archive)
- „… der Anfang vom Ende“ – Die alliierte Landung in der Normandie. (PDF; 616 kB) In: Universitätsarchiv Marburg. 21. Februar 2018 (Alliierte Flugblätter und Fotos von der Invasionsfront)
- D-Day: «Der Brückenkopf der Demokratie» In: Zeitblende vom Schweizer Radio und Fernsehen vom 1. Juni 2019 (Audio)

### Englisch
- Ausführliche Darstellung der Operation Overlord auf www.ibiblio.org (englisch)
- Operation Overlord (Seite dauerhaft nicht mehr abrufbar, festgestellt im Oktober 2023. Suche in Webarchiven) bei American Battle Monuments Commission
- Seite zu den kanadischen Streitkräften während der Operation Overlord. (Memento vom 13. November 2017 im Internet Archive) In: wwii.ca  (englisch)
- bbc.co.uk zur Operation (englisch)
- Website der encyclopedia britannica zur Normandy Invasion (englisch)
- dday.co.uk (Memento vom 4. Juni 2014 im Internet Archive) (englisch)
- Psychologische Kriegsführung (Flugblätter). In: psywar.org, 28. Juni 2001 (englisch, PDF; 151 kB)
- Report No. 54: Canadian Participation in the Operations in North-West Europe, 1944. (Memento vom 15. Februar 2006 im Internet Archive; PDF; 5 kB) In: forces.gc.ca (englisch)
- German Forces in the West. 6 June 1944. (PDF; 193 kB) In: cgsc.edu. Archiviert vom Original (nicht mehr online verfügbar) am 23. September 2015; abgerufen am 15. September 2011 (englisch).
- Originalaufnahmen in Farbe auf winstonchurchill.org (10 min, und weitere Links)
- Destination D-Day (1984) auf YouTube – BBC-Dokumentation darüber, wie der D-Day vorbereitet wurde

### Französisch
- Offizielle Website des historischen Besichtigungsbereichs der Schlacht um die Normandie. (Memento vom 5. Januar 2016 im Internet Archive) In:  normandiememoire.com (französisch)
- La Bataille de Normandie. In: dday-overlord.com (französisch)
- La bataille de Normandie. In: secondeguerre.net (französisch)

### Mehrsprachig
- D-Day 6 June 1944 – Operation Overlord – Landings and Battle of Normandy (englisch/französisch)
- Website zum 60. Jahrestag des D-Day (englisch/italienisch)